# Olocausto

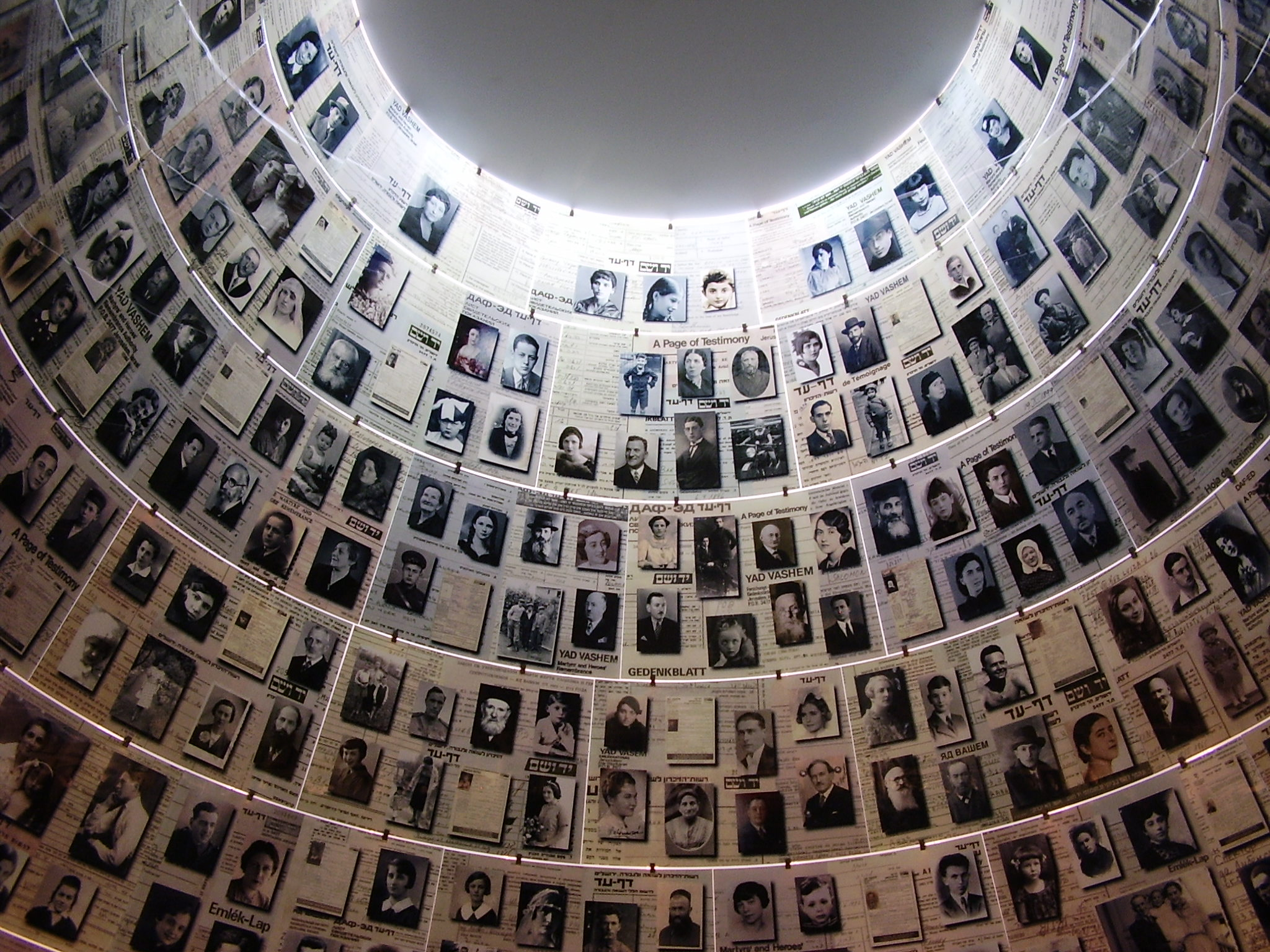
La "sala dei nomi" dello Yad Vashem a Gerusalemme con foto e nomi di vittime ebraiche dell'Olocausto.

L'Olocausto fu il genocidio di circa 6 milioni di ebrei tra il 1941 ed il 1945, di cui furono responsabili le autorità della Germania nazista, i loro alleati e i collaborazionisti. Gli ebrei furono le principali vittime tra i gruppi ritenuti dai nazisti "indesiderabili" o "inferiori" per motivi politici o razziali. Per estensione, il termine "olocausto" è a volte riferito a tutte le vittime di persecuzioni sistematiche e omicidi di massa nazisti, incluso lo sterminio dei popoli romaní, l'uccisione di civili polacchi e di altre popolazioni slave, l'uccisione dei prigionieri di guerra sovietici, degli oppositori politici, dei dissidenti religiosi come Testimoni di Geova e pentecostali, le uccisioni e le violenze contro omosessuali, persone con disabilità mentali o fisiche e i neri europei.
| Vittime                                                                | %   | Numero (approssimativo)                                                                        |
| ---------------------------------------------------------------------- | --- | ---------------------------------------------------------------------------------------------- |
| Ebrei (Jews)                                                           | 42% | 6 milioni                                                                                      |
| Polacchi, Ucraini e Bielorussi (Ethnic Poles, Ukranians & Belarusians) | 22% | 3,5 / 4 milioni                                                                                |
| Prigionieri di guerra sovietici (Soviet POWs)                          | 20% | 3 milioni                                                                                      |
| Politici (Politicals)                                                  | 10% | 1,5 / 2 milioni                                                                                |
| Jugoslavi (Jugoslavia)                                                 | 3%  | 320 000 / 350 000 (serbi); 20 000 / 25 000 (sloveni)                                           |
| Rom                                                                    | 2%  | 196 000 / 300 000                                                                              |
| Disabili (Disabled)                                                    | 1%  | 250 000 / 270 000                                                                              |
| Altri (Other)                                                          | 1%  | 5 000 / 15 000 (omosessuali); 1 900 (testimoni di Geova); piccoli gruppi di afro-europei; ecc. |

La parola "Olocausto" deriva dal greco ὁλόκαυστος (holòkaustos, "bruciato interamente"), a sua volta composta da ὅλος (hòlos, "tutto intero") e καίω (kàiō, "brucio"), ed era inizialmente utilizzata ad indicare la più retta forma di sacrificio prevista dal giudaismo. L'Olocausto inteso come genocidio degli ebrei dovrebbe essere identificato più correttamente col termine Shoah (in ebraico שואה‎?, lett. "catastrofe, distruzione"), che ha trovato ragioni storico-politiche nel diffuso antisemitismo secolare.
L'eliminazione di circa i due terzi degli ebrei d'Europa venne organizzata e portata a termine dalla Germania nazista mediante un complesso apparato amministrativo, economico e militare che coinvolse gran parte delle strutture di potere burocratiche del regime, con uno sviluppo progressivo che ebbe inizio nel 1933, con la segregazione degli ebrei tedeschi, e che poi proseguì, estendendosi a tutta l'Europa occupata dal Terzo Reich durante la seconda guerra mondiale, con il concentramento e la deportazione, e quindi culminò dal 1941 con lo sterminio fisico per mezzo di eccidi di massa sul territorio da parte di reparti speciali e, soprattutto, in strutture di annientamento, appositamente predisposte (campi di sterminio), in cui attuare quella che i nazisti denominarono soluzione finale della questione ebraica. L'annientamento degli ebrei nei centri di sterminio non trova nella storia altri esempi a cui possa essere paragonato, per le sue dimensioni e per le caratteristiche organizzative e tecniche dispiegate dalla macchina di distruzione nazista.

## Terminologia e definizione

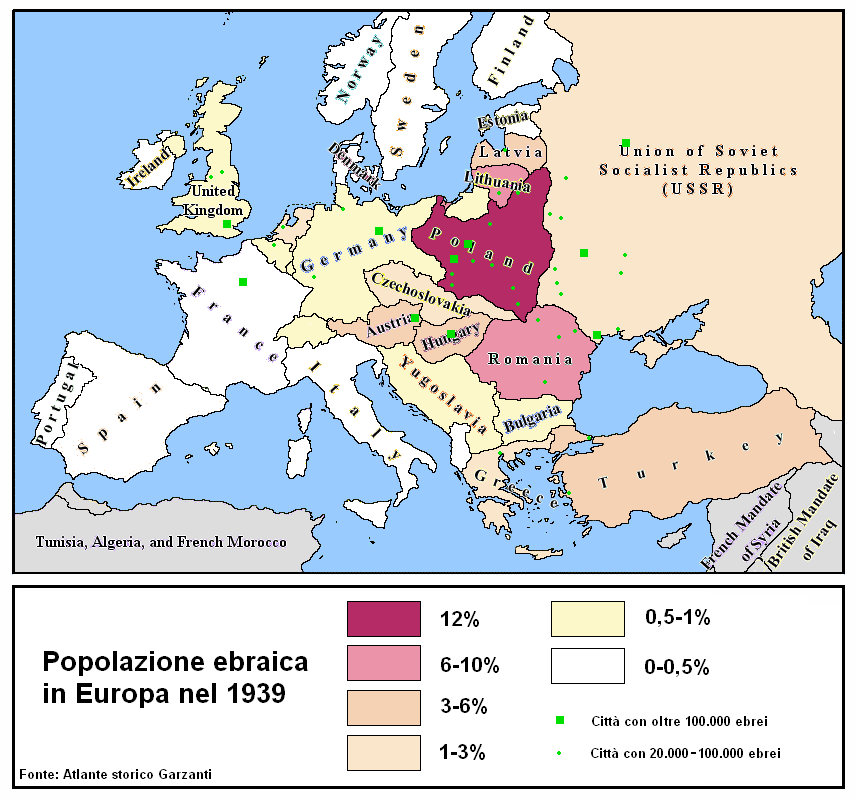
Popolazione ebraica in Europa nel 1939

### Olocausto e Shoah
Il termine olocausto definisce originariamente un tipo di sacrificio della religione greca, ebraica e dei culti dei Cananei, e, per estensione, anche l'oggetto del sacrificio. Nella Tanakh, יolah è un termine ricorrente, specialmente in occasione di sacrifici rituali, di animali uccisi e bruciati sull'altare del tempio, tesi a sancire un rinnovo dell'alleanza tra il Dio di Israele e il proprio popolo. In Genesi (22), per provare la fedeltà del patriarca, Dio disse ad Abramo: «Prendi tuo figlio, il tuo unico figlio che ami, Isacco, va' nel territorio di Moria e offrilo in olocausto su un monte che io ti indicherò». Nel momento in cui stette per colpire il figlio, un angelo di Dio disse tuttavia ad Abramo di non fare alcun male al figlio, perché Dio aveva provato la sua fedeltà. Nei culti cananei, tenutisi nello specifico nella valle dell'Hinnom, l'olocausto indica il sacrificio umano al dio Moloch.
Nel greco antico (e, successivamente, nel latino come holocaustum) questo termine indicava un tipo di sacrificio religioso in cui il corpo della vittima animale, dopo l'uccisione, veniva completamente bruciato, così che nessuna parte commestibile poteva essere consumata. Questo rito religioso era praticato nell'antichità sia nel mondo greco sia in quello ebraico, come pure in altre civiltà dell'Asia Minore. Nell'italiano antico compare come termine poetico-letterario, derivato dal latino, con il valore metaforico di "sacrificio estremo", anche in forma aggettivata: ad esempio, nella prosa di D'Annunzio, che definisce "città olocausta" la città di Fiume dopo i bombardamenti. Diffuso in diverse lingue romanze solo come termine aulico, diventa un termine frequente nel linguaggio giornalistico britannico durante la seconda guerra mondiale per descrivere le gravi perdite umane militari e civili. Dal 1943 gli ambienti ebraici di lingua inglese utilizzano il termine per riferirsi allo sterminio degli ebrei in corso nell'Europa continentale.
Uno dei primi utilizzi del termine "olocausto" da parte della stampa generalista si ha nella didascalia di una foto pubblicata il 7 maggio 1945 nel periodico Life all'interno dell'articolo German atrocities, relativa al rinvenimento dei prigionieri uccisi nel campo di Gardelegen.
Dalla seconda metà del Novecento il termine "olocausto" è entrato nel linguaggio comune per descrivere lo sterminio subito dagli ebrei d'Europa e quindi in modo più vasto per indicare l'insieme delle politiche di genocidio messe in atto dalla Germania nazista di Adolf Hitler, e in seguito, in modo ancor più estensivo, anche per indicare altri fenomeni di massacri o genocidi di massa su larga scala.
A causa del significato religioso del termine, alcuni, ebrei ma non solo, trovano inappropriato l'uso di tale termine: costoro giudicano offensivo paragonare o associare l'uccisione di milioni di ebrei a una "offerta a Dio". Il termine Shoah, che significa "desolazione, catastrofe, disastro", è stato così adottato più recentemente per descrivere specificamente la tragedia ebraica di quel periodo storico. Questo termine venne usato per la prima volta nel 1940 dalla comunità ebraica in Palestina, in riferimento alla distruzione degli ebrei polacchi. Da allora, definisce nella sua interezza il genocidio della popolazione ebraica d'Europa.

### L'Olocausto nazista e altri genocidi

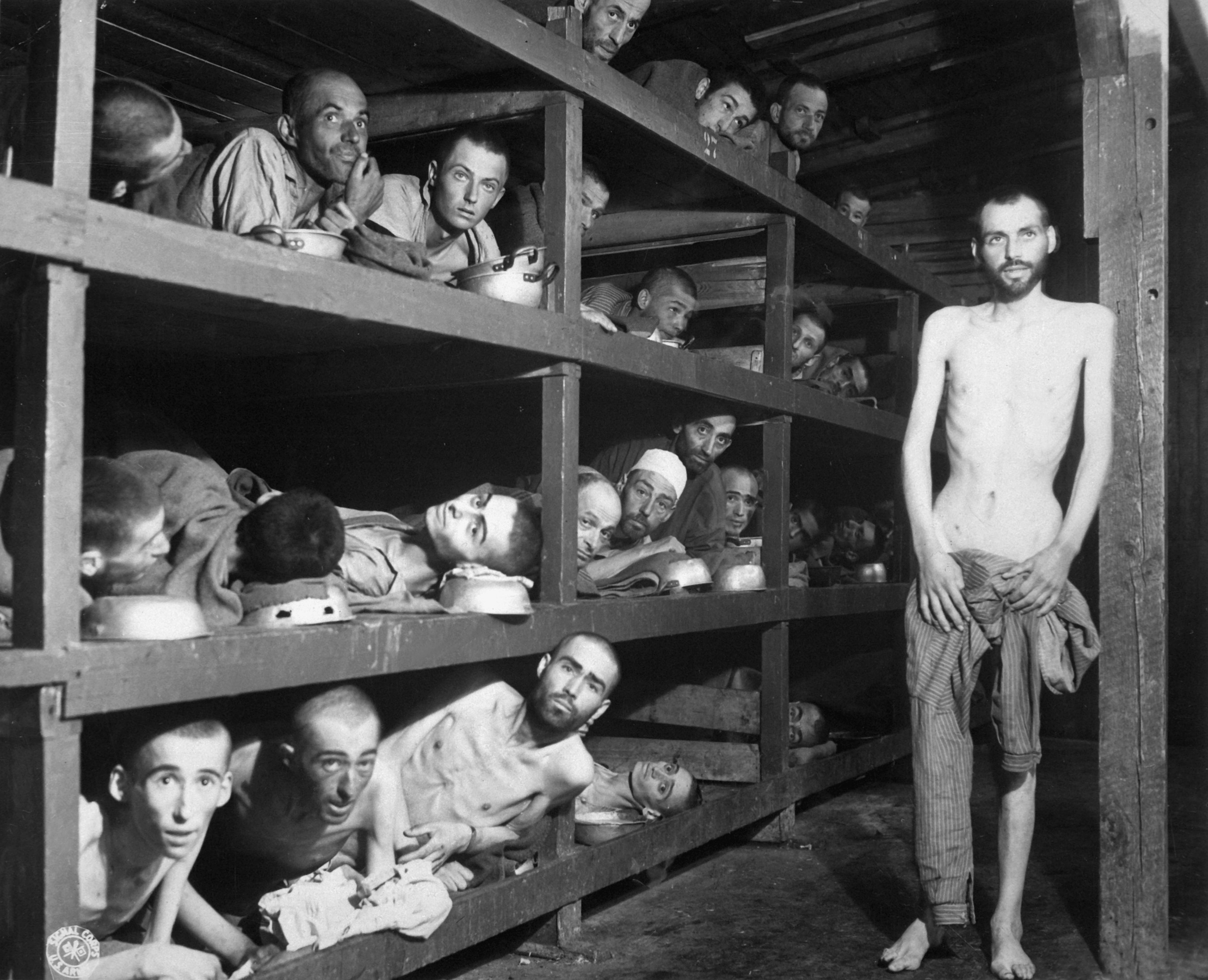
Prigionieri in una delle baracche a Buchenwald. La foto fu realizzata dagli Alleati il 16 aprile 1945, ovvero 5 giorni dopo la liberazione del campo. Il settimo da sinistra nella seconda fila di pagliericci è il futuro premio Nobel Elie Wiesel

Nato dunque inizialmente per indicare lo sterminio sistematico di 6 milioni di ebrei da parte dei nazisti (la Shoah del popolo ebreo), il termine "olocausto" è oggi sempre più comunemente utilizzato in ambito internazionale in senso più ampio per descrivere il genocidio sistematico conseguenza delle politiche razziali del nazismo che, oltre agli ebrei, interessò anche altri gruppi etnici, come i popoli rom e sinti (i cosiddetti zingari) o le popolazioni slave dell'Unione Sovietica e della Polonia (considerati nel complesso Untermenschen), nonché altri gruppi di dissidenti, oppositori e minoranze considerate "indesiderabili" o comunque non assimilabili al nuovo ordine mondiale promosso dal nazismo, come disabili, malati di mente, omosessuali, comunisti, massoni, pentecostali, testimoni di Geova, eccetera. Aggiungendo anche questi gruppi, il totale di vittime dell'Olocausto è stimabile tra i 15 e i 17 milioni tra civili e prigionieri di guerra. Molti Rom usano invece la parola Porajmos o Porrajmos («grande divoramento»), oppure Samudaripen («tutti morti») per descrivere lo sterminio operato dai nazisti nei loro confronti.
Infine, il termine "olocausto" viene a volte usato per riferirsi anche ad altri casi di genocidio, in particolare quello armeno e quello ellenico, che portarono all'uccisione di 2,5 milioni di cristiani da parte del governo nazionalista ottomano dei Giovani Turchi tra il 1915 e il 1923, o anche il genocidio dei nativi americani, il genocidio cambogiano, il genocidio assiro e il genocidio del Ruanda negli anni '90 del XX secolo. Più in generale, il termine "olocausto" viene a volte usato per indicare un'ingente perdita deliberata di vite umane, come quella che potrebbe risultare per esempio da una guerra atomica, da cui l'espressione "olocausto nucleare".

## Descrizione

### Meccanismo del genocidio

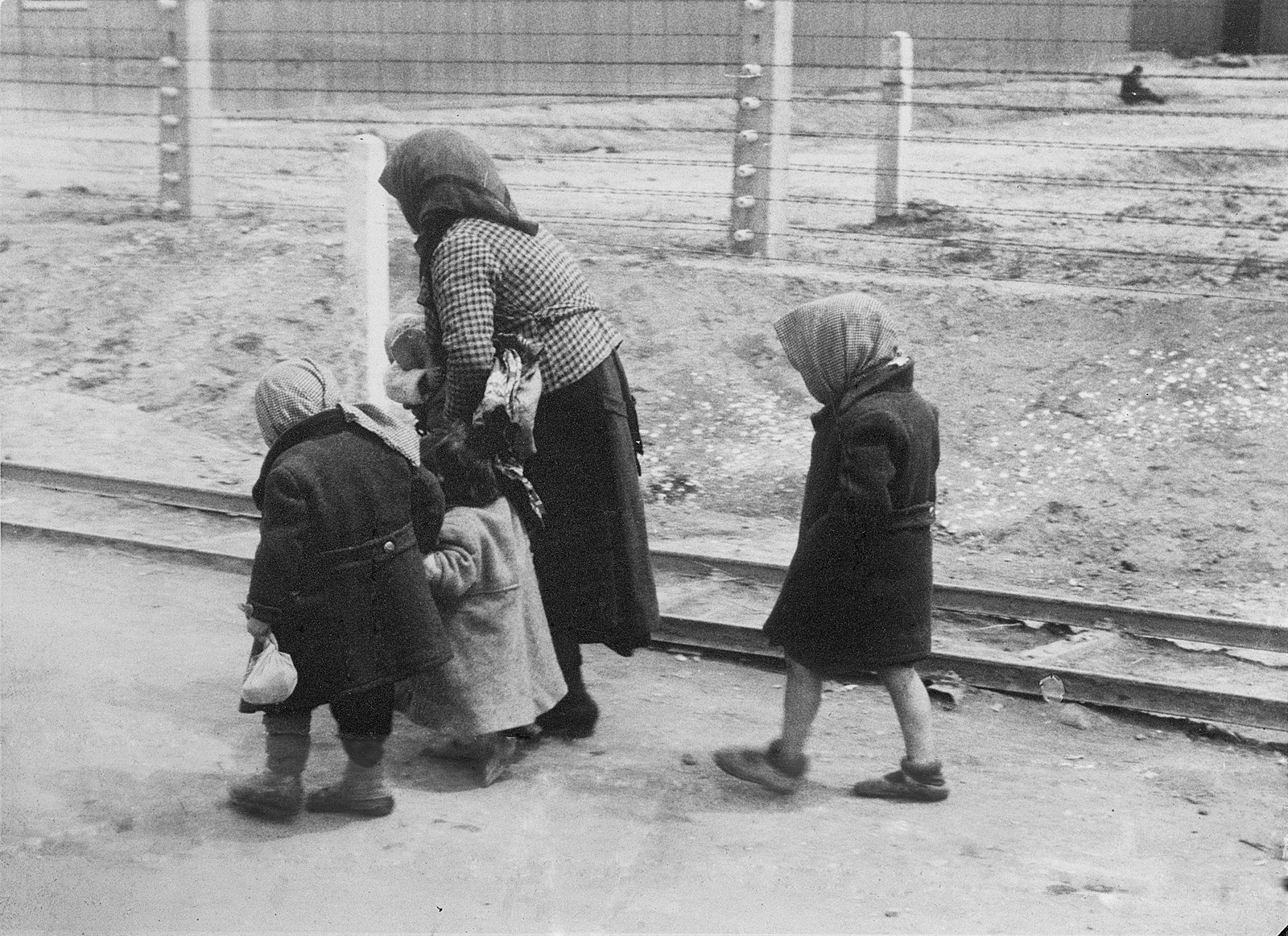
Una donna anziana e alcuni bambini ad Auschwitz

Lo storico dell'Olocausto Raul Hilberg ha descritto dettagliatamente il meccanismo dello sterminio, evidenziandone il carattere di gigantesco complesso amministrativo gestito in cooperazione attiva ed efficace dai quattro centri di potere della Germania nazista: la burocrazia ministeriale, la Wehrmacht, l'amministrazione economica e l'apparato del Partito nazista. Secondo Hilberg, ognuna di queste quattro strutture burocratiche eseguì compiti fondamentali in tutte le fasi del processo di distruzione. I funzionari civili definirono il concetto legale di "ebreo", organizzarono espropriazione e concentramento, negoziarono con gli Stati esteri, organizzarono il trasporto ferroviario delle vittime, diressero le varie polizie. La Wehrmacht controllava i territori occupati, collaborò al concentramento e all'annientamento in modo attivo, prese parte alle misure di deportazione. L'amministrazione economica ebbe un ruolo centrale nelle espropriazioni, nel lavoro schiavistico e nelle procedure tecniche dei campi di sterminio; infine, il Partito nazista spinse per una continua radicalizzazione e, con l'apparato delle SS, in collegamento con le polizie civili, gestì concretamente le operazioni di annientamento.
Hilberg evidenzia inoltre le rispettive caratteristiche amministrative delle quattro strutture burocratiche che concorsero a realizzare il processo di distruzione degli ebrei d'Europa: i burocrati ministeriali introdussero nel meccanismo la propria precisione, diligenza e capacità organizzativa; i militari infusero disciplina, meticolosità e imperturbabilità militare; l'apparato economico concorse con l'accurata contabilità, la ricerca dell'economicità e con lo sviluppo delle tecniche "industriali" delle "fabbriche della morte". Il Partito e le SS immisero nella macchina del genocidio la propria carica ideologica, la propria aberrante convinzione millenaristica e la propria impronta di fanatismo.
Le eliminazioni di massa erano condotte in modo sistematico: venivano redatte liste dettagliate di vittime presenti, future e potenziali, così come sono state trovate le meticolose registrazioni delle esecuzioni. Oltre a ciò, uno sforzo considerevole fu speso per trovare metodi sempre più efficienti per uccidere persone in massa, passando dalle fucilazioni, all'avvelenamento con monossido di carbonio dei campi di sterminio di Bełżec, Sobibór e Treblinka, all'uso dello Zyklon B di Majdanek e Auschwitz; speciali autocarri con dispositivi di immissione di gas che utilizzavano monossido di carbonio vennero usati nel campo di sterminio di Chełmno.
Adolf Hitler scrisse nel suo testamento finale prima di suicidarsi il 30 aprile 1945 che i "criminali ebrei" avevano "espiato" il loro "errore" in "modo umano"; l'assurdo concetto di "umanità" accoppiato al processo di distruzione di milioni di ebrei d'Europa si riferiva alle procedure adottate, non per alleviare le vittime, ma per rendere più agevoli i compiti degli esecutori. In effetti, vennero dispiegati notevoli sforzi da parte dell'apparato di distruzione per evitare eccessi di brutalità ed esplosioni di violenza incontrollata al fine di alleviare il carico psicologico sul personale addetto allo sterminio. Fungevano anche a questo scopo l'adozione di metodi "scientifici" come gli autocarri e le camere a gas, l'impiego di ausiliari ucraini e baltici per gli incarichi più crudeli, l'utilizzo degli stessi ebrei per le attività più macabre nei campi di sterminio come il prelevamento, il sotterramento e l'incenerimento dei cadaveri.

### Le malattie
I detenuti venivano uccisi soprattutto dalla denutrizione a causa delle condizioni disumane che erano costretti ad affrontare, ma in gran parte anche da malattie come la scabbia, la scarlattina, il tifo esantematico, la difterite, la dissenteria e altre.

### Campi di concentramento e di sterminio

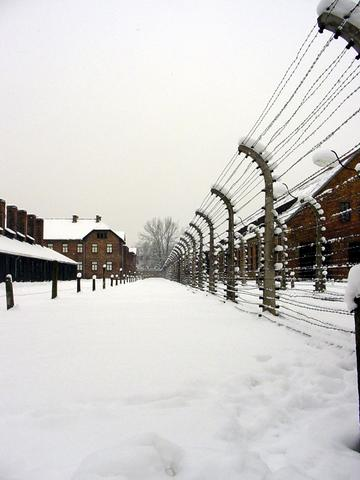
Il campo di concentramento di Auschwitz

Nella storiografia si è imposta una suddivisione che considera da una parte i campi di concentramento (Konzentrationslager) adibiti a campi di lavoro (Arbeitslager), campi per donne (Frauenlager), campi per giovani (Jugendkonzentrationslager) e campi di transito (Durchgangslager), e dall'altra i campi di sterminio (Vernichtungslager, "campi di distruzione"), il cui scopo principale – se non unico – era quello di sterminare gli internati.
I campi di concentramento per gli "indesiderabili" erano disseminati in tutta l'Europa, con nuovi campi creati vicino ai centri con un'alta densità di popolazione "indesiderata": ebrei, intellighenzia polacca, comunisti e gruppi rom. La maggior parte dei campi di concentramento era situata nei confini del Reich. Anche molti prigionieri dei campi di concentramento – benché questi ultimi non fossero stati costruiti col compito precipuo dello sterminio – morirono a causa delle terribili condizioni di vita o a causa di esperimenti condotti su di loro da parte dei medici dei campi. Alcuni campi, come quello di Auschwitz-Birkenau, combinavano il lavoro schiavistico con lo sterminio sistematico.
La macchina della distruzione raggiunse il suo punto culminante in sei campi di sterminio situati in Polonia su cui convergevano migliaia di trasporti ferroviari provenienti da tutta Europa; furono trasportati e uccisi in questi campi circa 3 milioni di ebrei. Oltre al campo di Auschwitz-Birkenau, attualmente sono considerati campi di sterminio o campi di concentramento e sterminio i campi di Bełżec, Sobibór, Treblinka, Chełmno, Majdanek. Questi, centri senza precedenti nella storia dell'umanità, erano costituiti da due elementi distinti: il campo propriamente detto e le installazioni per lo sterminio all'interno del campo; i "campi di distruzione" funzionavano con efficienza nel loro compito di uccidere individui; i risultati vennero raggiunti mediante un'accurata pianificazione, con il concorso di numerosi specialisti e con metodi simili a quelli di una moderna fabbrica.

## Storia dell'Olocausto

### Sterminio degli ebrei d'Europa

#### Antisemitismo, leggi razziali, arianizzazioni
Raul Hilberg ha evidenziato gli elementi di continuità presenti nella politica antisemita del regime nazista, riscontrando notevoli congruenze tra le misure antiebraiche di discriminazione e segregazione adottate nell'arco dei secoli dalla Chiesa cattolica (a partire dal IV secolo dopo Cristo) e dal potere secolare fin dal Medioevo e le norme legislative e burocratiche adottate in Germania dal 1933, dopo l'assunzione del potere da parte di Adolf Hitler. Accanto a questi elementi di continuità, Hilberg sottolinea gli aspetti di assoluta novità e di inaudita criminalità anti-ebraica caratterizzanti l'azione del regime nazista durante i suoi dodici anni di potere.

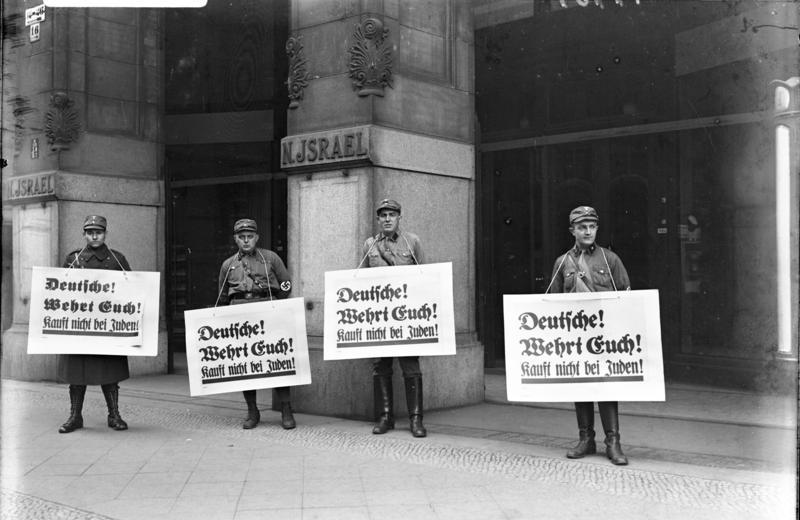
Membri delle SA invitano al boicottaggio anti-ebraico del 1º aprile 1933

Lo storico Enzo Collotti ha analizzato i caratteri specifici della diffusione dell'antisemitismo in Europa dopo la prima guerra mondiale: in primo luogo l'autore interpreta il fenomeno dell'accentuarsi dell'ostilità verso gli ebrei in correlazione con i sentimenti di catastrofe di civiltà dopo la guerra mondiale e con la necessità di individuare facili obiettivi su cui far ricadere le responsabilità delle difficoltà esistenziali e materiali del dopoguerra. In secondo luogo l'antisemitismo si caratterizzò anche come reazione alla presunta "cospirazione giudeo-bolscevica" del comunismo sovietico che sembrava minacciare i valori della società tradizionale cristiana. Elemento che permise di cristallizzare i fermenti antisemiti fu la riscoperta e la divulgazione dei fittizi Protocolli dei Savi di Sion che sembravano confermare la tesi del "complotto ebraico" contro la civiltà europea.
L'antisemitismo di Adolf Hitler venne esposto nel suo libro del 1925, Mein Kampf, che, inizialmente ignorato, divenne popolare in Germania quando Hitler acquistò potere politico. Il 1º aprile 1933, poco dopo l'elezione di Hitler al cancellierato, il fanatico antisemita Julius Streicher, con la partecipazione delle Sturmabteilung e attraverso le colonne della rivista antisemita Der Stürmer da lui diretta, organizzò una giornata di boicottaggio di tutte le attività economiche tedesche gestite da ebrei (l'ultima impresa gestita da ebrei rimasta in Germania venne chiusa il 6 luglio 1939). Nonostante la fredda accoglienza da parte della popolazione tedesca che fece rientrare il boicottaggio dopo solo un giorno, questa politica servì a introdurre una serie di progressivi atti antisemiti che sarebbero poi culminati nella Shoah. Gran parte della storiografia ritiene peraltro che l'obiettivo dello sterminio fisico non fosse fin dall'inizio il fine ultimo della politica antiebraica nazista e che, almeno fino al 1938, si ritenne possibile, mediante crescenti pressioni, forzare l'emigrazione in massa degli ebrei. Tuttavia è indubbio che i dirigenti nazisti non agirono in modo sistematico e coerente in questo senso, non svilupparono adeguate misure politico-diplomatiche e al contrario protestarono con alcuni paesi per l'accoglienza riservata agli ebrei.
Il processo di distruzione degli ebrei d'Europa richiese in primo luogo una precisa individuazione dell'obiettivo da colpire; la burocrazia ministeriale tedesca elaborò quindi una serie di disposizioni amministrative per identificare "ariani" e "non ariani" che, pur definite propagandisticamente "leggi razziali" (Rassengesetze), si basavano invece sul criterio della religione praticata e non su presunte caratteristiche biologico-razziali dell'individuo. Il primo decreto fu il cosiddetto Arierparagraph del 7 aprile 1933 che definiva "non ariani" non solo gli ebrei puri (Volljuden, con quattro nonni ebrei) ma anche gli ebrei per tre quarti, per metà e per un quarto.

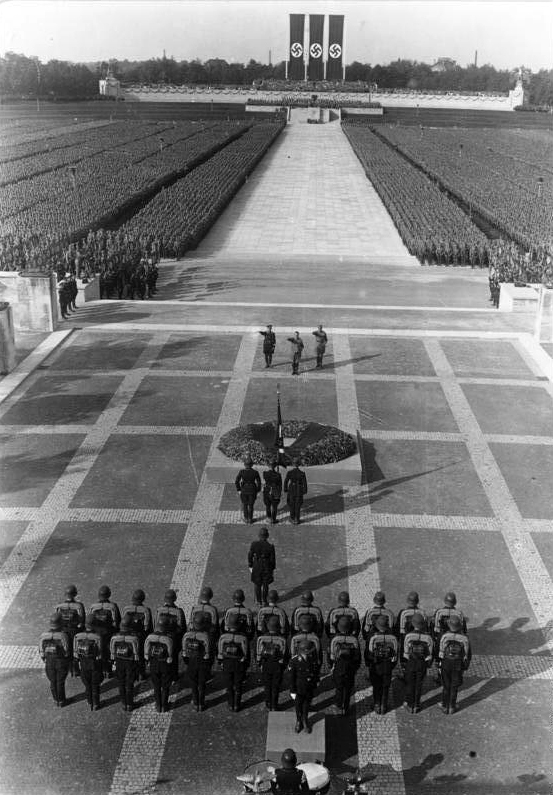
Adolf Hitler durante una cerimonia al raduno di Norimberga del 1934

Le leggi di Norimberga ("legge per la protezione del sangue e dell'onore tedeschi" e "legge sulla cittadinanza del Reich"), promulgate in fretta e dopo una stesura di pochi giorni il 14 settembre 1935, di fatto esclusero le persone definite "ebrei" da ogni aspetto della vita sociale tedesca e furono opera principalmente degli alti funzionari del ministero degli Interni Wilhelm Stuckart e Bernhard Lösener. Questi decreti modificarono i criteri di inclusione, codificando l'esistenza accanto agli "ariani" e agli "ebrei" di una "terza razza", quella dei Mischlinge di secondo e primo grado (con uno o due nonni ebrei ma non di fede ebraica). Sulla base di queste leggi fondamentali l'apparato politico-amministrativo del Reich sviluppò una lunga serie di nuove disposizioni e decreti che delinearono la cosiddetta "soluzione economica del problema ebraico". Gli ebrei tedeschi vennero quindi estromessi dalla funzione pubblica con il decreto del 7 aprile 1933 che portò al licenziamento dei dipendenti statali, compresi medici, avvocati e militari.
Il passaggio successivo della "soluzione economica" furono le cosiddette "arianizzazioni" delle attività ebraiche autonome, dei servizi, dell'industria e del commercio: nell'aprile 1938 il ministero dell'Interno stabilì il concetto giuridico di "impresa ebraica" su cui basare i trasferimenti delle attività ebraiche ai nuovi proprietari tedeschi, ma fin dal 1933 erano in corso le "arianizzazioni volontarie" che prevedevano il trasferimento delle imprese su base teoricamente volontaria. Sottoposti a crescenti pressioni per liquidare o vendere le loro attività economiche gli imprenditori ebrei si rassegnarono, si affrettarono a vendere, in alcuni casi fecero resistenza. Nel 1938 cominciò la fase delle "arianizzazioni coatte" (zwangsarisierung) in cui il proprietario ebreo era costretto a vendere ed era rappresentato da un "mandatario" tedesco. Infine una nuova serie di decreti proibirono agli ebrei l'esercizio di alcuni tipi di servizi, delle professioni mediche, dell'avvocatura, del commercio al dettaglio; il 3 dicembre 1938 i ministri dell'Economia e dell'Interno, Walther Funk e Wilhelm Frick, firmarono un decreto che imponeva agli ebrei di vendere tutte le attività industriali, i valori mobili, terre, foreste e altri beni immobiliari.

#### Violenze ed emigrazione forzata
Le politiche antiebraiche della Germania nazista ebbero una svolta con il pogrom del 9-10 novembre 1938, passato alla storia con il nome di «Notte dei cristalli» (Kristallnacht); organizzato su impulso principale di Joseph Goebbels e dei funzionari del partito nazista, il pogrom provocò numerose vittime ed ingenti danni materiali. In un primo bilancio redatto dalle stesse autorità naziste (una lettera di Reinhard Heydrich a Hermann Göring dell'11 novembre 1938) si parla di almeno 815 negozi distrutti, 171 case incendiate, 191 sinagoghe bruciate, cui si aggiungono 36 ebrei uccisi, 36 gravemente feriti e oltre 20 000 deportati: 10 911 a Dachau (provenienti da Germania meridionale e Austria), 9 828 a Buchenwald (Germania centrale), e più di 6 000 a Sachsenhausen (Germania settentrionale) In realtà, le conseguenze furono molto più serie. In quello che rimane il colpo più grave inferto al patrimonio artistico e culturale ebraico d'Europa, più di 1 400 sinagoghe e case di preghiera ebraiche vennero incendiate, causando danni irreparabili e, nella maggior parte dei casi, la loro totale distruzione. Tra di loro erano alcuni tra i monumenti più importanti e significativi dell'architettura sinagogale tedesca, come il Leopoldstädter Tempel di Vienna, la Sinagoga maggiore di Francoforte sul Meno, la Sinagoga nuova di Hannover, la Sinagoga nuova di Breslavia e molte altre. Migliaia di appartamenti e negozi furono distrutti e saccheggiati. Le vittime furono circa 400, oltre ai molti che nei giorni e mesi successivi periranno nei campi di concentramento.

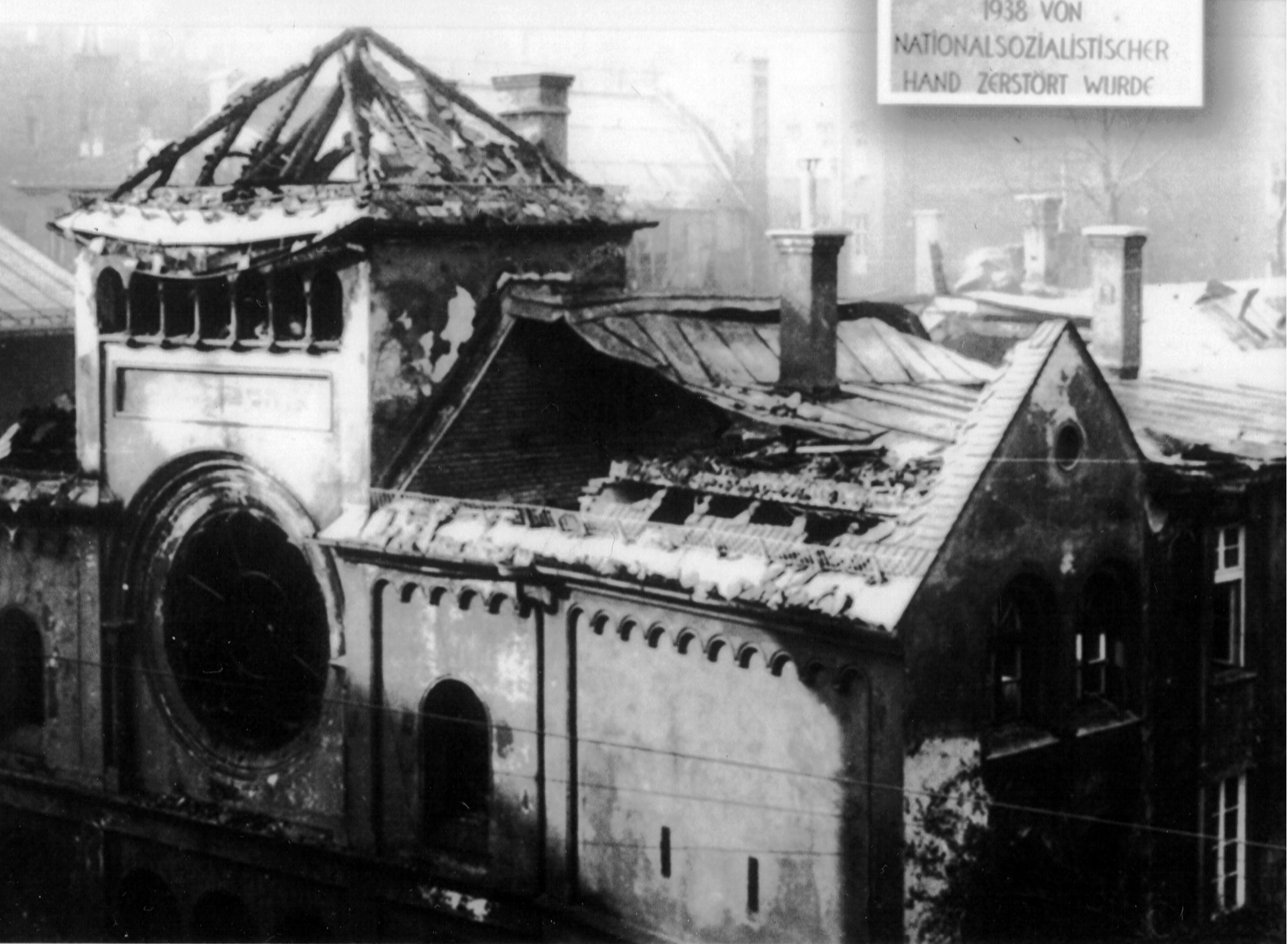
Sinagoga di Monaco distrutta durante la Notte dei cristalli

La violenza incontrollata della Notte dei Cristalli provocò accese polemiche nella dirigenza nazista: Heinrich Himmler, il capo delle SS, riteneva inefficaci queste azioni e accusò Goebbels, principale promotore del pogrom, di "sete di potere"; mentre Hermann Göring mostrò preoccupazioni economiche legate ai danni provocati ai beni materiali e ai risarcimenti delle compagnie assicurative tedesche, e per possibili ripercussioni internazionali. In discussione non erano le politiche antisemitiche, ma le loro modalità di attuazione, perché avvenissero in modo più ordinato e conveniente. Secondo i diari di Goebbels, Hitler, rapidamente informato delle violenze, in un primo momento decise di "far continuare le manifestazioni" perché "per una volta è bene far sentire agli ebrei la furia della gente"; in seguito intervenne e, di fronte alle numerose reazioni negative, assegnò, tramite Martin Bormann, a Göring l'incarico di trovare una soluzione coordinata della "questione ebraica". Il 12 novembre 1938 si tenne una riunione generale presso il ministero dell'Aviazione con la presenza di oltre cento funzionari; Göring valutò il problema ebraico principalmente dal punto di vista della convenienza economica per la Germania, criticò iniziative incontrollate, propose la confisca dei beni e delle attività ebraiche e annunciò la creazione di una "ammenda di riparazione" per i danni del pogrom da far pagare agli ebrei stessi. Goebbels parlò di misure di discriminazione sociale mentre Reinhard Heydrich propose l'obbligatorietà di un distintivo di riconoscimento (proposta rifiutata da Hitler). In quello stesso giorno Göring promulgò una serie di ordinanze con l'imposizione della multa e l'esclusione definitiva degli ebrei dall'economia tedesca a partire dal 1º gennaio 1939.
Il 24 gennaio 1939 Göring diede l'incarico a Reinhard Heydrich, capo dell'SD, di trovare "una soluzione al problema ebraico, secondo le circostanze del momento"; la scelta della dirigenza del Reich, dopo le misure di esclusione dalla vita economica e sociale, si basava sull'incremento massimo delle politiche di emigrazione forzata fino a rendere la Germania "libera da ebrei". Il comandante della Gestapo, Heinrich Müller, divenne il responsabile dell'Agenzia centrale per emigrazione ebraica di Berlino, mentre un ruolo fondamentale nel programma di emigrazione forzata venne assunto dal tenente colonnello SS Adolf Eichmann, già distintosi in precedenza per i suoi successi. Eichmann, attivo nella sezione II-112 dell'SD e poi responsabile del "dipartimento giudaico" delle SS (Judenreferat), esperto di questioni ebraiche, aveva partecipato dal 1937 al programma di emigrazione degli ebrei tedeschi in Palestina (attivato fin dal 1933 con l'Accordo dell'Haavara) e poi, nell'ottobre 1938, aveva diretto con successo la sezione emigrazione costituita a Vienna dopo l'Anschluss, che aveva forzato la partenza di 50 000 ebrei austriaci in sei mesi.

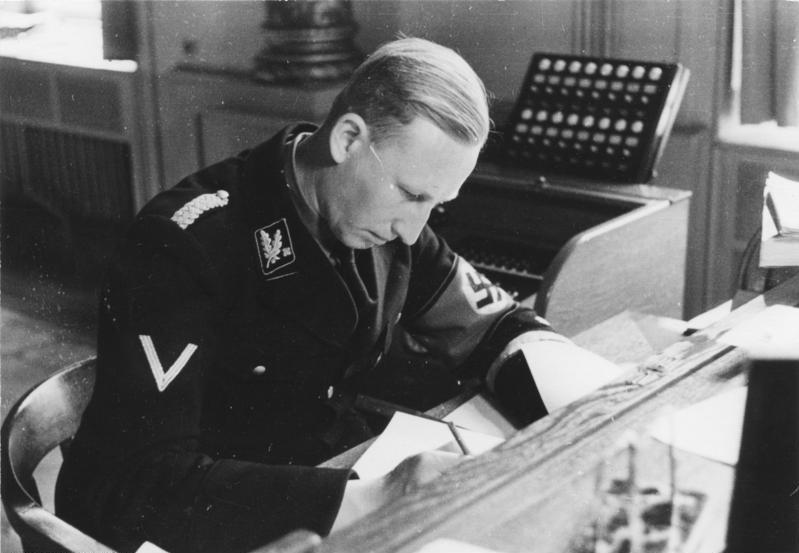
Reinhard Heydrich, responsabile dal 24 gennaio 1939 del programma di emigrazione forzata degli ebrei

La politica di emigrazione forzata, perseguita dal Terzo Reich fin dal 1933, non ottenne risultati decisivi e si trovò di fronte una serie di difficoltà insormontabili mentre al contrario la popolazione ebrea all'interno dell'area di influenza tedesca, in continua crescita con la politica espansionistica di Hitler, aumentava di numero. Dal 1933 al 1938 erano emigrati circa 150 000 ebrei e nel 1939 l'Ufficio di Eichmann, esercitando forti pressioni, riuscì a far emigrare altre 78 000 persone. Tuttavia, il programma di emigrazione in Palestina, favorito da contatti tra sionisti e agenti tedeschi dell'SD, dovette essere sospeso per i dubbi di Hitler di fronte alla prospettiva della rinascita di una nazione ebraica in Terra santa e per il rifiuto britannico di accogliere altri ebrei a causa delle tensioni con gli arabi. Inoltre, anche altre nazioni, come la Svizzera e la Svezia, ridussero fortemente l'accoglienza; in Polonia, Romania e Ungheria si stavano sviluppando correnti antisemitiche, la Francia rifiutò di accettare altri ebrei tedeschi e anche Stati Uniti e Regno Unito inasprirono le leggi sull'immigrazione.
Rimasero attive ancora precarie vie di emigrazione ebraica attraverso Lituania, Unione Sovietica, Shanghai, Giappone (alcuni ebrei si rifugiarono infatti in estremo Oriente) e attraverso Spagna e Portogallo; fino al marzo 1941 altri 13 000 ebrei riuscirono a raggiungere illegalmente la Palestina, attraverso i porti sul Danubio della Romania, mediate accordi tra l'SD e la struttura sionista dell'Aliyah Bet, l'immigrazione illegale organizzata dalle autorità ebraiche in Palestina.
Nonostante le crescenti difficoltà, tra il 1933 e il 1939 la popolazione ebrea nel vecchio Reich si ridusse, con l'emigrazione e l'espulsione, da 503 000 a 240 000 persone, mentre anche il numero degli ebrei presenti in Austria (180 000) e in Cecoslovacchia (85 000) diminuì del 50% grazie all'attività dell'ufficio di Eichmann. Quasi la metà dei circa 400 000 profughi ebrei fuggiti dalla Germania o dai territori dominati dai tedeschi si stabilirono nei paesi europei e sarebbero rimasti esposti alla macchina del genocidio attivata dal Terzo Reich negli anni della seconda guerra mondiale.

#### Progetti di deportazione e ghettizzazione

Localizzazione dei principali campi-Lager

L'inizio della seconda guerra mondiale e l'invasione della Polonia provocarono un radicale cambiamento della "questione ebraica" e l'attivazione da parte del Reich di nuove iniziative sempre più dure; in poche settimane la Germania occupò territori in cui vivevano quasi tre milioni di ebrei, già in precedenza soggetti a forti restrizioni ed esposti a fenomeni di antisemitismo da parte delle autorità polacche. Nei territori che la Germania annesse direttamente (il cosiddetto Warthegau) erano presenti 603 000 ebrei, mentre nel costituendo Governatorato Generale ne vivevano oltre due milioni.
Le prime misure contro questa numerosa popolazione ebraica furono immediate: nel corso dell'operazione Tannenberg sette "gruppi operativi speciali" delle SS (Einsatzgruppen) si incaricarono dell'individuazione e soppressione violenta delle "élite" polacche (potenziali oppositori politici e intellettuali in grado di salvaguardare la cultura polacca) e degli ebrei. In questa fase i polacchi furono particolarmente colpiti e circa 39 000 persone furono uccise sommariamente dai tedeschi, mentre la persecuzione anti-ebraica fu meno sistematica, anche se provocò circa 7 000 vittime. Inoltre, già alla fine di ottobre 1939 ebbe inizio l'espulsione degli ebrei presenti nei territori annessi al Reich e la loro deportazione nel Governatorato Generale; in un documento del 21 settembre 1939 Reinhard Heydrich, il capo dell'SD e responsabile dell'operazione Tannenberg, delineò le direttive generali della politica antiebraica.

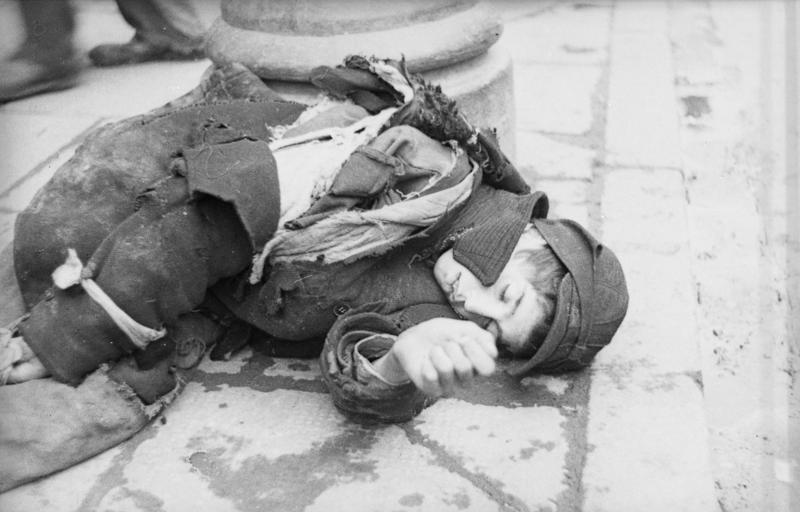
Bambino ebreo del ghetto di Varsavia caduto a terra

Heydrich distinse tra tempi lunghi e tempi brevi, e tra obiettivi immediati e "meta finale" (Endziel); delineò il programma di deportazione degli ebrei, riservò ai comandi subordinati la definizione delle modalità pratiche di attuazione delle misure; identificò il territorio a est di Cracovia, tra la Vistola e il Bug Occidentale, come una possibile "riserva ebraica" (Judenreservat) in cui evacuare tutti gli ebrei. In una prima fase era però necessario concentrare gli ebrei in pochi centri urbani di raccolta, secondo lo schema del ghetto; anche gli ebrei delle campagne dovevano essere trasferiti in questi centri. Questa concentrazione sarebbe stata utile anche per agevolare in futuro l'esecuzione di ulteriori misure antiebraiche. In questo senso lo stesso Heydrich scrisse il 29 settembre 1939 in modo criptico, in una lettera indirizzata a Kurt Daluege, che "alla fine il problema ebraico" sarebbe stato risolto "in una maniera speciale" (Schließlich, soll das Judenproblem einer besonderen Regelung unterworfen werden).
Elementi caratterizzanti dei ghetti sarebbero divenuti lo straordinario affollamento, la loro "chiusura", decisa quasi subito, secondo la quale le enclave ebraiche sarebbero state totalmente isolate dal punto di vista sociale, territoriale ed economico dal resto della città, la diffusione di fame, malattia e quindi morte, l'istituzione da parte tedesca di "Consigli ebraici" (Jüdische Altestenräte, conosciuti come Judenräte), una mistificazione di tradizionali organi di autogoverno formati dai maggiorenti ebrei della comunità, incaricati di mantenere i rapporti con i tedeschi, di collaborare e di dare pronta esecuzione alle direttive delle autorità del Reich.

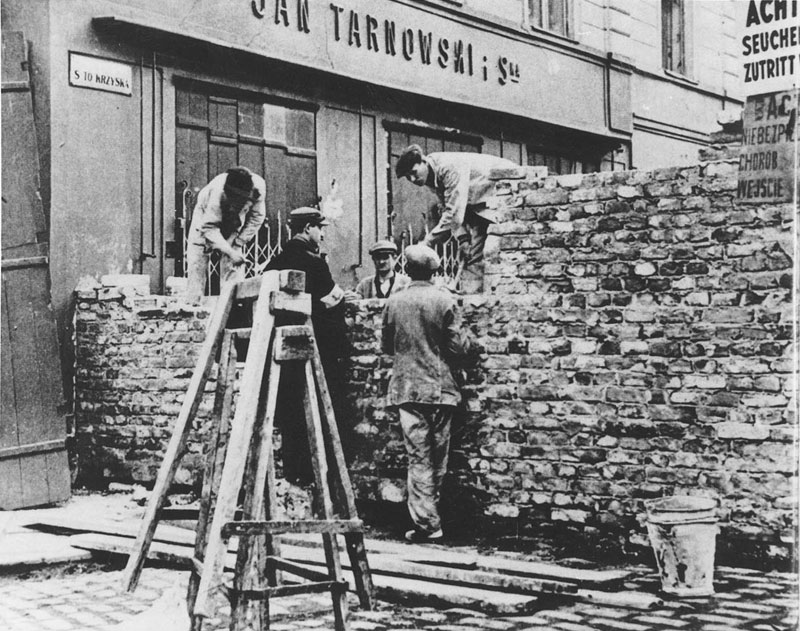
Costruzione del muro nel ghetto di Varsavia, per isolare completamente l'enclave ebraica dal resto della città

Il primo ghetto ad essere ufficialmente costituito fu quello di Łódź il 10 dicembre 1939; seguirono poi Varsavia (2 ottobre 1940), Cracovia (3 marzo 1941), Lublino (24 marzo 1941), Kielce (marzo 1941), Radom (aprile 1941). La vita degli ebrei in queste aree totalmente isolate e sovraffollate (il ghetto di Varsavia arrivò a contare 400 000 persone, quello di Łódź 200 000), divenne estremamente difficile: la fame e le malattie provocarono tassi di mortalità elevatissimi, si diffuse la microcriminalità, la presenza dei Judenräte e di una polizia ebraica al servizio dei tedeschi divise la comunità e favorì recriminazioni e conflittualità, si moltiplicarono rivalità e scontri. Inoltre, gli ebrei dei ghetti vennero sfruttati nel lavoro coatto al servizio dell'apparato produttivo del Reich.
Oltre a organizzare la concentrazione degli ebrei polacchi nei ghetti, Heinrich Himmler, capo delle SS, del RSHA e incaricato dal 7 ottobre 1939 di dirigere anche il RKFDV (Reichskommissar für die Festigung deutschen Volkstums, "commissariato del Reich per la difesa della razza tedesca"), tentò di cominciare una gigantesca operazione di pulizia etnica, germanizzazione e deportazione, studiata per decimare la popolazione polacca, colonizzare le terre con tedeschi etnici e, soprattutto, svuotare la Germania e i territori recentemente annessi dagli ebrei ancora presenti (circa 380 000 persone). L'"Ufficio per l'emigrazione ebraica" diretto dal tenente colonnello SS Adolf Eichmann studiò i progetti per la deportazione degli ebrei tedeschi, austriaci e del Protettorato di Boemia e Moravia nel Governatorato Generale, già sovraffollato di ebrei nei ghetti.
Le deportazioni ebbero inizio nell'ottobre 1939 e alcune migliaia di ebrei provenienti da Vienna, Ostrava e Katowice vennero trasferiti a Nisko, nei pressi di Lublino, ma il progetto andò rapidamente incontro al fallimento; gravi difficoltà di trasporti, la confusione organizzativa e logistica e le vivaci proteste di Hans Frank, responsabile con pieni poteri nel Governatorato, arrestarono molto presto le evacuazioni nella ipotizzata "riserva ebraica". Frank, alle prese con la sua massa di ebrei già presenti e desideroso a sua volta di liberarsi di loro, rifiutò di accoglierne altri e intervenne con Hermann Göring, che, preoccupato soprattutto per i possibili danni economici provocati dai vasti trasferimenti di popolazione previsti, riuscì a bloccare il progetto. L'11 marzo 1940 Himmler fu costretto a interrompere la deportazioni e quindi il piano della "riserva ebraica" tra la Vistola e il Bug in cui concentrare tutti gli ebrei del Reich e dei territori occupati venne abbandonato.

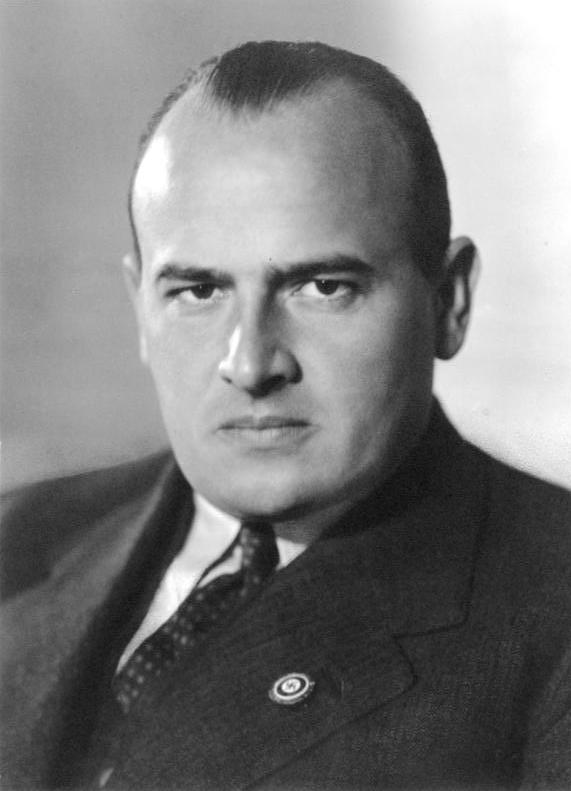
Hans Frank, capo plenipotenziario del Governatorato Generale

La vittoria tedesca sul fronte occidentale dell'estate 1940 sembrò aprire prospettive di potere mondiale per il Terzo Reich e in questo contesto emersero nuovi progetti territoriali per risolvere il "problema" degli ebrei d'Europa. Fin dal 27 maggio 1940 Himmler aveva inviato un dettagliato memorandum a Hitler in cui ritornava sui suoi grandiosi progetti di reinsediamento, deportazione e germanizzazione delle terre dell'est e proponeva di evacuare gli ebrei in una non meglio precisata "colonia in Africa o altrove"; il Reichsführer in questo documento riteneva "non da tedeschi" adottare la soluzione "di tipo bolscevico" dello sterminio di massa.
Il 3 luglio 1940 il ministero degli Esteri del Reich presentò la sua proposta: il nuovo vice-responsabile agli affari ebraici del ministero, Franz Rademacher (alle dipendenze di Martin Luther), propose in un documento la deportazione di tutti gli ebrei in Madagascar, dove avrebbero vissuto sotto sorveglianza tedesca come garanzia in caso di complicazioni con la comunità ebraica americana. Il "piano Madagascar", che riprendeva vecchie ipotesi di deportazione sull'isola del XIX secolo e degli anni trenta di origine polacca e francese, sembrò realizzabile, in vista della vittoria finale ritenuta imminente sulla Gran Bretagna, e venne divulgato a livello diplomatico.
Si discusse di cessione del Madagascar da parte della Francia alla Germania come "mandato" e ci furono colloqui con italiani e rumeni. Adolf Eichmann parlò del trasferimento di quattro milioni di ebrei in un paese non precisato, e anche Hans Frank parlò il 12 luglio 1940 di intera "tribù ebraica" evacuata in Madagascar. Heydrich convenne sulla necessità di una soluzione territoriale e anche Hitler in agosto parlò di completa "evacuazione" del popolo ebraico dopo la guerra.
Fu in un documento del 4 dicembre 1940, preparato dal tenente colonnello SS Adolf Eichmann per un discorso di Himmler ai Gauleiter, che comparve per la prima volta l'espressione "soluzione finale della questione ebraica" (Endlösung der Judenfrage); si trattava di un consuntivo sul numero degli ebrei che avevano lasciato a quella data il territorio del Reich e del Protettorato (501 711 persone) e sul numero di quelli ancora rimasti (315 642). Riguardo alla "soluzione finale", Eichmann la identificava sempre nel trasferimento di circa 5,8 milioni di ebrei "al di fuori dello spazio economico europeo, in un territorio ancora da definire".
Gli sviluppi bellici fecero svanire ben presto questi progetti; la crescente resistenza britannica rese del tutto impraticabile un eventuale trasporto via mare in Madagascar e già prima dell'invasione dell'Unione Sovietica il piano era ormai stato abbandonato da Hitler, che disse a Martin Bormann di aver riflettuto su altre idee "non altrettanto gradevoli". Rademacher nell'ottobre 1941 convenne dell'irrealizzabilità del progetto e scrisse che il Führer aveva deciso di deportare gli ebrei "non in Madagascar, ma all'est".

#### Einsatzgruppenall'est
La fase di pianificazione dell'invasione dell'Unione Sovietica (operazione Barbarossa) fu caratterizzata da una serie di riunioni, direttive e decisioni politico-militari che ebbero conseguenze decisive anche per la popolazione ebraica dell'est. Nei territori sovietici che furono occupati dalla Wehrmacht nei primi mesi dell'invasione risiedevano 10 milioni di ebrei, di cui 2 milioni nei territori polacchi e baltici recentemente annessi dall'URSS; circa 1,5 milioni riuscirono a fuggire abbandonando le proprie case e trasferendosi verso est insieme alle truppe sovietiche in ritirata, ma gli altri, concentrati prevalentemente nelle aree urbane, subirono le micidiali conseguenze dell'arrivo dell'invasore tedesco.
Le prime decisioni vennero prese durante due riunioni di Reinhard Heydrich con il generale Eduard Wagner, quartiermastro generale dell'esercito tedesco, e con Hermann Göring il 26 marzo 1941; con Wagner, Heydrich concordò che le SS avrebbero avuto piena autonomia per salvaguardare la sicurezza dietro il fronte combattente nei territori di cui si prevedeva l'occupazione. Nel successivo incontro con Göring invece Heydrich discusse una nuova "soluzione per la questione ebraica"; la proposta verteva sulla deportazione di tutti gli ebrei europei all'est, probabilmente nell'estremo nord sovietico, dove sarebbero stati tenuti sotto sorveglianza. Anche Joseph Goebbels nel suo diario fece riferimento il 20 giugno a una riunione con Hitler e Hans Frank in cui si era parlato di deportare lontano all'est gli ebrei del Governatorato Generale e scrisse di "disintegrazione graduale della popolazione ebrea polacca".

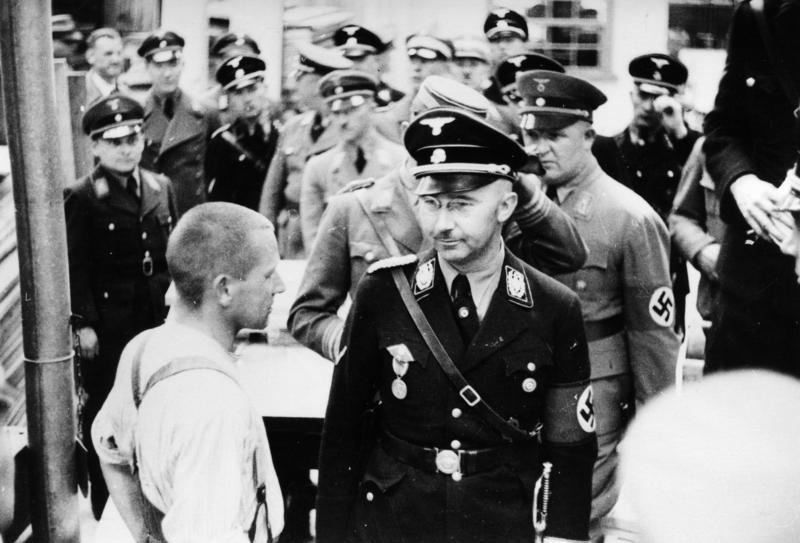
Heinrich Himmler durante una visita al campo di concentramento di Dachau

Dal 12 al 15 giugno Heinrich Himmler riunì nel suo castello in Sassonia a Wewelsburg, oltre a Heydrich, i principali generali delle SS, Kurt Daluege, Erich von dem Bach-Zelewski, Karl Wolff, Rudolf Brandt, Werner Lorenz, Friedrich Jeckeln e Hans-Adolf Prützmann; illustrò ampiamente le visioni di germanizzazione e rivoluzione razziale e i progetti globali del nazismo. Dopo la conquista dell'URSS tutti gli ebrei del continente sarebbero stati in mano tedesca e sarebbero stati eliminati dall'Europa; gli slavi sarebbero stati decimati, parlò di eliminare 20-30 milioni di persone.
Dal punto di vista operativo nell'aprile 1941 furono quindi costituiti, sulla base delle esperienze precedenti in Polonia, quattro gruppi operativi mobili delle SS (Einsatzgruppen) incaricati, formalmente alle dipendenze dell'esercito territoriale ma in realtà a disposizione dell'RSHA, di eliminare qualunque opposizione nei territori occupati, di mantenere l'ordine e di sterminare membri del partito comunista, eventuali partigiani ed ebrei. Inoltre una direttiva di Heydrich del 29 giugno stabilì che, oltre a eliminare tutti i funzionari ebrei, fossero incoraggiati pogrom antiebraici (definiti Selbstbereinigung, "autoepurazione") sfruttando i diffusi sentimenti antisemiti presenti nelle popolazioni e nelle minoranze nazionaliste dei Paesi Baltici, della Bielorussia e dell'Ucraina.
A partire dal luglio 1941 si scatenò nelle terre dell'est un'ondata di violenze, di massacri e di stermini di massa: in novembre 1941 Himmler poté comunicare a Hitler che erano già stati eliminati, mediante fucilazioni sommarie ed esplosioni di violenza dei nazionalisti locali, 363 211 ebrei, mentre una statistica interna del 1943 calcolò che a opera degli Einsatzgruppen erano stati "trasferiti all'est" (eufemismo per "sterminati") 633 300 ebrei. Fin dal 16 luglio 1941 il Führer aveva parlato delle nuove "possibilità" di eliminare tutti i nemici aperte dalle conquiste all'est e dalla lotta "contro i partigiani". Alla fine di luglio Heinrich Himmler diramò un "ordine esplicito" (ausdrücklicher Befehl) in cui prescriveva ad alcune formazioni SS di uccidere "tutti gli ebrei" (sämtliche Juden), e in una successiva comunicazione al comandante del Einsatzgruppe B parlò di fucilare, se ci fosse stato bisogno (gegenbenefalls), anche donne e bambini che quindi in futuro non avrebbero potuto trasformarsi in vendicatori. Il 15 agosto Himmler si recò personalmente a Minsk e assistette alle esecuzioni di ebrei da parte degli Einsatzgruppen.

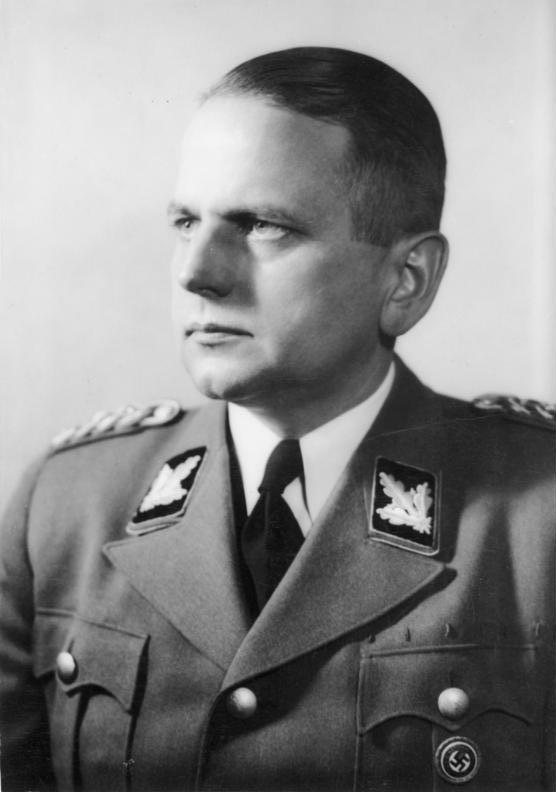
Otto Ohlendorf, il comandante del Einsatzgruppe D in Ucraina

Particolarmente micidiale risultò l'operato del Einsatzgruppe A guidato da Franz Stahlecker nei Paesi Baltici; i nazionalisti locali di Lituania e Lettonia scatenarono pogrom sanguinosi, la Wehrmacht collaborò senza difficoltà con le SS per il rastrellamento degli ebrei, esecuzioni di massa pubbliche vennero effettuate a Ljepaja, a Daugavpils, a Riga. In ottobre l'arrivo del generale SS Friedrich Jeckeln, organizzatore degli eccidi in Ucraina, incrementò ancora lo sterminio, la regione baltica divenne il primo territorio europeo dichiarato judenfrei ("libero da ebrei"), entro l'inizio del 1942 erano ormai stati uccisi 229 052 ebrei. Anche gli altri Einsatzgruppen si impegnarono a fondo negli eccidi: a metà ottobre lo Einsatzgruppe B di Otto Rasch riferì l'uccisione di 75 000 ebrei, a novembre lo Einsatzgruppe C, guidato da Arthur Nebe, calcolava 45 467 vittime e il 12 dicembre Otto Ohlendorf, comandante del Einsatzgruppe D in azione nel settore meridionale del fronte orientale riferì di 54 696 uccisioni. Massacri di massa ebbero luogo il 29 settembre 1941 a Babi Yar, nei pressi di Kiev, dove furono uccisi dai tedeschi 33 700 ebrei, e a Kam"janec'-Podil's'kyj, dove il generale Jeckeln organizzò lo sterminio in agosto di oltre 20 000 ebrei.
Nel corso della prima fase dei massacri, gli Einsatzgruppen uccisero circa mille persone al mese: i compiti venivano svolti con precisione burocratica e con un'attenta pianificazione logistica e le tecniche di sterminio erano standardizzate. Le vittime venivano condotte nei pressi di fossati anticarro o crateri di granata o erano costrette a scavare loro stesse delle fosse; quindi, venivano uccise con il fuoco di mitragliatrice o armi leggere. In alcuni reparti era in azione "specialisti nel tiro alla nuca" (Genickschsspezialisten), altri impiegavano il tiro di squadra a distanza, un altro metodo impiegato era il cosiddetto "sistema delle sardine" (Ölsardinenmanier) che prevedeva di far distendere sul fondo del fossato il primo gruppo e poi di sterminarlo con il fuoco incrociato dall'alto, seguito da altri cinque o sei gruppi successivi che venivano fatti distendere sopra i cadaveri. Queste tecniche combinavano la macabra efficacia con la necessità di mantenere impersonali le esecuzioni per conservare il morale e la solidità nervosa degli esecutori dei massacri.

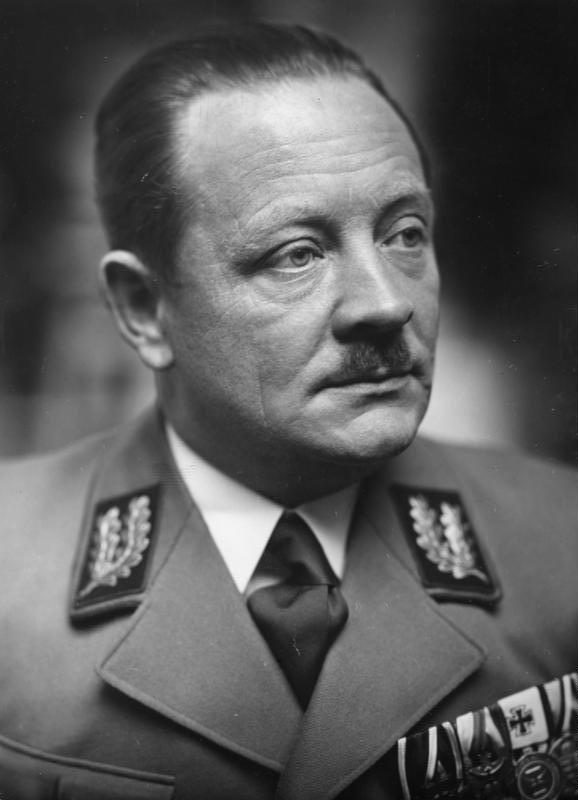
Erich Koch, Reichkommissar in Ucraina, promosse l'annientamento degli ebrei nel territorio di sua competenza

A partire dalla fine dell'anno 1941, ebbe inizio la seconda ondata di massacri nelle terre dell'est: i compiti degli Einsatzgruppen della SD vennero progressivamente affidati all'apparato di repressione organizzato dalla nuova amministrazione dei territori occupati dell'est: entro la metà del 1942, 165 000 uomini (saliti a 300 000 all'inizio del 1943) appartenenti alla Ordnungpolizei (quindici battaglioni suddivisi tra Schutzpolizei nelle città e Gendarmerie nelle campagne), a formazioni di sicurezza dell'esercito (Feldgendarmerie e Geheime Feldpolizei) o per la cosiddetta "lotta contro le bande" (Bandenkampfverbände) e a reparti ausiliari baltici, bielorussi e ucraini reclutati sul posto (organizzati in Schutzmannschaft mobile, Ordnungsdienst e Hilfspolizei stanziali) continuarono l'opera di sterminio degli ebrei ancora presenti nei Reichkommissar e nelle retrovie del fronte.
I Reichkommissar Hinrich Lohse (Ostland) e Erich Koch (Ucraina) diedero il massimo impulso allo sterminio nei loro rispettivi territori; oltre alle fucilazioni, si fece ricorso ad autocarri a gas provenienti da Berlino che fornirono un servizio mobile di gassazione. Gli ebrei scampati alla prima ondata di massacri erano in parte rifugiati nelle foreste, isolati o inseriti in gruppi partigiani sovietici, e in parte concentrati in numerosi ghetti nell'Ostland o in Ucraina (i principali a Riga, Kaunas, Vilnius, Minsk, Pinsk). Nel territorio vennero condotte una serie di operazioni anti-partigiane dei Bandenkampfverbände che si conclusero con l'uccisione di gran parte degli ebrei; nei ghetti, nonostante alcuni tentativi di resistenza ebraica di scarso successo (principalmente a Vilnius da parte del FPO - Fareinike Partisaner Organizzazie), le formazioni tedesche e ausiliarie sterminarono brutalmente la popolazione entro il 1943. La "liquidazione" dei ghetti dell'est cominciava con lo scavo delle fosse da parte di lavoratori ebrei; la Ordnungpolizei, le SS e le polizie ausiliarie locali stendevano quindi un cordone intorno al ghetto e passavano all'azione generalmente all'alba o di notte alla luce di proiettori o razzi. Gli esecutori penetravano nel ghetto radunando gli ebrei, incendiando le case e annientando i resistenti con granate e armi leggere; ai punti di raccolta quindi gli ebrei venivano trasporti su autocarri accanto alle fosse comuni dove, dopo essersi spogliati, venivano fucilati cominciando da bambini e neonati.
Al momento del ritiro definitivo dei tedeschi (1944) nei vecchi confini del 1941, erano stati uccisi oltre due milioni di ebrei presenti nei territori sovietici occupati.

#### La soluzione finale

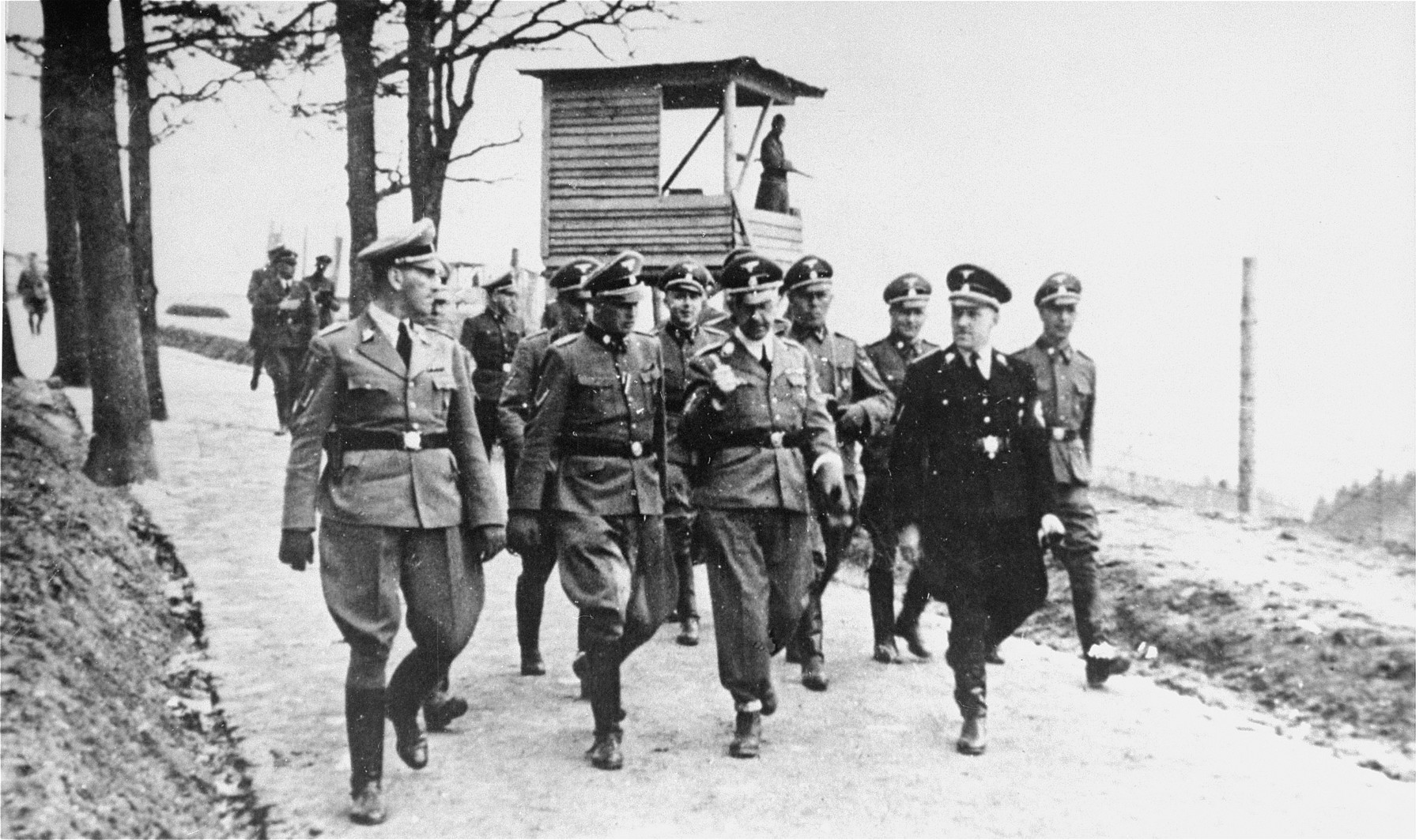
Aprile 1941: Heinrich Himmler in visita al campo di concentramento di Mauthausen; si riconoscono a sinistra Ernst Kaltenbrunner e il comandante del campo Franz Ziereis, a destra, con l'uniforme nera, August Eigruber, gauleiter dell'Ostmark

Il 31 luglio 1941 Hermann Göring inviò una lettera di grande importanza a Reinhard Heydrich, incaricandolo di studiare e risolvere i problemi organizzativi e tecnici relativi alla prevista "soluzione totale" (Gesamtlösung) della questione ebraica nell'area di dominio nazista in Europa.
La lettera di Göring a Heydrich del 31 luglio 1941 diceva:
(Hermann Göring)
Göring inoltre incaricava Heydrich di presentargli un piano globale riguardo alle misure da adottare concretamente per l'attuazione della desiderata "soluzione finale" (Endlösung) del problema ebraico. La missiva, in realtà, era stata scritta da Adolf Eichmann su richiesta dello stesso Heydrich e sottoposta all'approvazione di Göring per garantirsi il suo consenso e per affermare burocraticamente l'autorità suprema delle SS di Heinrich Himmler e Heydrich riguardo alle competenze sulla gestione del problema ebraico.

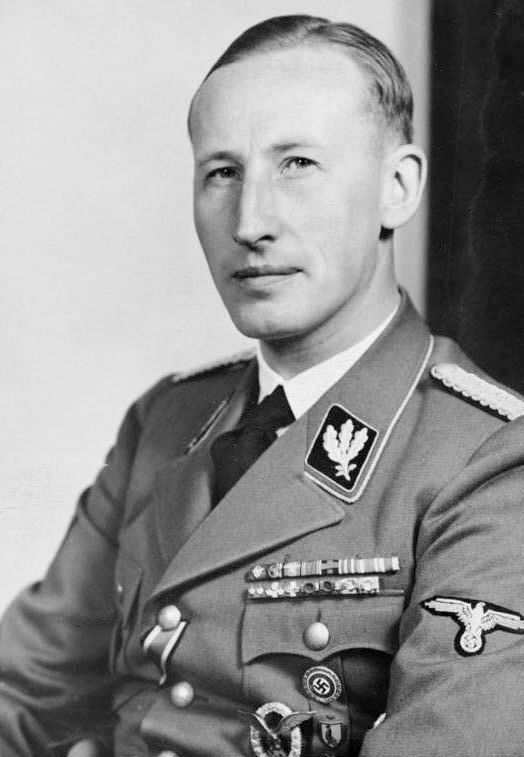
Reinhard Heydrich, capo dell'SD e responsabile della "soluzione finale"

La disponibilità dei vasti territori orientali occupati rendeva teoricamente possibile progettare il trasferimento degli ebrei in queste regioni; i Gauleiter (in particolare Hans Frank) facevano costantemente pressione per essere liberati dai loro ebrei di cui richiedevano la deportazione all'est; venne anche preso in considerazione il trasferimento degli ebrei tedeschi ancora residenti in Germania (131 800 ebrei nel vecchio Reich, 43 700 in Austria) al fine di rendere il Reich "libero da ebrei" il prima possibile.
Nei mesi seguenti, tuttavia, Hitler sembrò ancora convinto della necessità di attendere la vittoria finale all'est prima di procedere con le deportazioni in massa; il tenente colonnello SS Adolf Eichmann, capo del Zentralstelle für jüdische Auswanderung (Ufficio centrale per l'emigrazione ebraica, dipartimento IVB4 del RSHA dipendente dall'ufficio IV – Gestapo – di Heinrich Müller) ai primi di agosto 1941, durante una conferenza di funzionari, affermò che il Führer aveva respinto la richiesta di Heydrich di cominciare subito la deportazione degli ebrei all'est durante la guerra in corso. Il 18 agosto, durante un colloquio con Joseph Goebbels, Hitler accolse la proposta di contrassegnare con il simbolo identificativo della Stella di Davide con la parola Jude gli ebrei del Reich, ma confermò che il trasferimento all'est sarebbe stato attuato quando si sarebbero resi disponibili i mezzi di trasporto, dopo la fine della campagna all'est prevista per il mese di ottobre 1941.

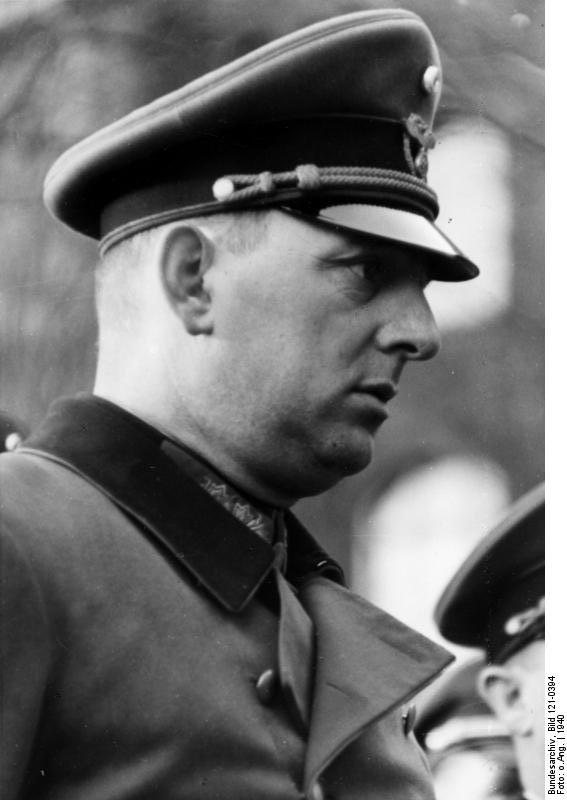
Kurt Daluege, capo della Ordnungspolizei

Dopo aver appreso che Stalin stava deportando in Siberia i tedeschi del Volga, Hitler decise il 17 settembre 1941 di approvare la proposta di Heydrich di cominciare a deportare all'est gli ebrei tedeschi nonostante le enormi difficoltà logistiche create dalla situazione sul fronte orientale. Nella decisione di Hitler può aver influito anche il suo desiderio di esercitare pressioni sul presidente Roosevelt, minacciando la rovina degli ebrei in caso di un suo intervento nella guerra. Heydrich inizialmente decise di trasferire a partire dal 15 ottobre nel ghetto di Łódź 20 000 ebrei delle città tedesche, da Vienna e dal Protettorato; molti sarebbero morti di fame e di freddo, altri sterminati da gennaio 1942 nel campo di Chełmno, dove dal 6 dicembre cominciarono le gassazioni, mediante speciali autocarri, degli ebrei locali. In autunno Himmler decise di organizzare anche i ghetti di Minsk, Kaunas e Riga per accogliere ebrei del Reich e del Protettorato di Boemia e Moravia. La deportazione di altri 22 000 ebrei tedeschi ebbe inizio l'8 novembre; per fare spazio ai nuovi arrivati dal Reich, si procedette all'annientamento delle comunità ebraiche di Riga (30 000 persone), Minsk (20 000) e Kaunas (10 000).
Le procedure di deportazioni degli ebrei del Reich prevedevano la collaborazione delle strutture amministrative ebraiche, che compilavano lunghi elenchi di persone destinate al "reinsediamento" che venivano utilizzate dalla Gestapo per organizzare i contingenti da trasportare; i dirigenti ebrei dovevano anche fornire personale ausiliario (Ausheberdienst o Jupo) che collaborava con gli agenti tedeschi nelle irruzioni a domicilio, compilando questionari, aiutando nei preparativi, sorvegliando i deportati nei luoghi di raccolta (Sammelstelle o Durchgangslager) e accompagnandoli ai treni (Transporthelfer). Sui convogli per l'est la sorveglianza, generalmente assegnata a poche decine di uomini con armi leggere per ogni carico di circa mille ebrei, spettava agli Schupo della Ordnungspolizei.
L'andamento delle operazioni all'est fu molto diverso dalle previsioni dei dirigenti tedeschi e dopo il fallimento della battaglia di Mosca: la Wehrmacht fu costretta a combattere durante l'inverno russo un'aspra battaglia difensiva. Di conseguenza, divenne irrealizzabile un progetto di deportazione di massa nell'estremo nord sovietico. Negli ultimi tre mesi del 1941 Hitler mostrò qualche incertezza sulle decisioni da prendere; secondo lo storico Saul Friedländer, la decisione di procedere allo sterminio potrebbe essere stata presa in considerazione dal Führer nel mese di ottobre (come sembra di poter dedurre da alcuni documenti e dalle testimonianze di Eichmann e di Erhard Wetzel, il capo dell'Ufficio del Reich per la politica razziale all'est, Reichsministerium für die besetzten Ostgebiete) e resa definitiva e irreversibile a dicembre dopo l'entrata in guerra degli Stati Uniti e la controffensiva dell'Armata Rossa davanti a Mosca.
Sulle motivazioni di questa decisione, presa nel periodo di deterioramento della situazione militare complessiva della Germania, lo storico Enzo Collotti sottolinea che l'accelerazione della "soluzione finale", in apparenza controproducente ai fini dell'utilizzo di forza lavoro coatta per la macchina bellica del Reich, può essere ricondotta alle difficoltà pratiche di mantenimento di milioni di ebrei nei ghetti con conseguenti problemi sanitari, igienici e di sostentamento e, in modo preminente, a motivazioni ideologiche. La decisione quindi andrebbe ricondotta al fanatismo razziale di Hitler e dei principali dirigenti del Reich, alla necessità di fornire un ammonimento esemplare ad altre popolazioni occupate, e soprattutto alla volontà di esaltare lo spirito di resistenza del popolo tedesco ponendolo di fronte, con la concreta realtà dello sterminio, all'alternativa radicale del suo annientamento o di quello dei suoi nemici mortali.
Anche lo storico John Lukacs interpreta la decisione di Hitler di procedere alla "soluzione finale", da questo autore retrodatata al settembre 1941, come un "atto propiziatorio", dimostrando, con l'annientamento del nemico razziale, la sua volontà "fanatica" di combattere fino in fondo, e come un "atto di vendetta" in anticipo nel caso, ritenuto probabile dal Führer già in questa fase della guerra, di una sconfitta della Germania. Inoltre lo storico tedesco Hans Mommsen considera il proseguimento del programma di sterminio anche negli ultimi anni di guerra come decisione del regime nazista di "risolvere", malgrado i continui rovesci sui fronti, almeno la "questione ebraica" e come convinzione di poter raggiungere l'invincibilità militare e politica del Reich mediante la totale omogeneità etnico-razziale raggiunta dopo l'annientamento degli ebrei.

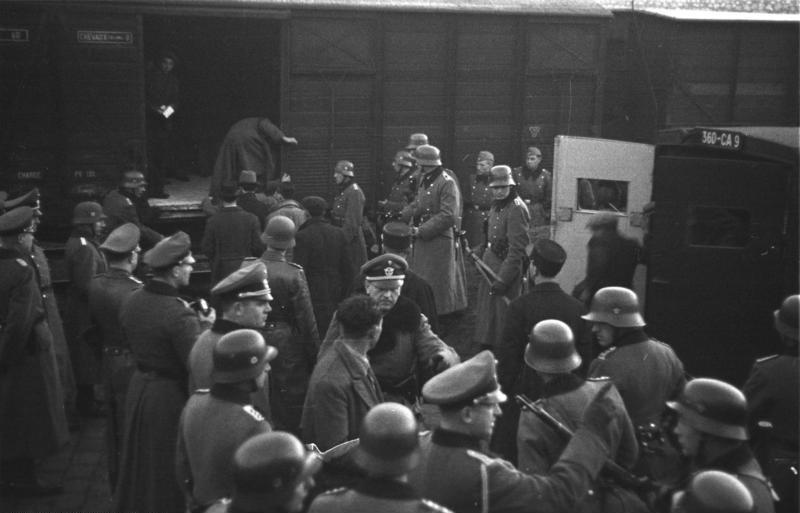
Militari della Ordnungspolizei caricano sui convogli per la deportazione all'est ebrei di Marsiglia.

Altri studiosi dell'Olocausto hanno datato in modo diverso il momento della decisione definitiva di procedere allo sterminio e quindi le motivazioni di Hitler: mentre Lucy Davidowitz e Daniel Goldhagen fanno discendere la concatenazione dei fatti direttamente dalle concezioni ideologico-razziali di Hitler espresse fin dal 1918-1920, Yehuda Bauer sostiene che la decisione fu adottata nel marzo 1941, in connessione con la chiara indicazione del Führer sul carattere di "guerra di annientamento" dell'imminente campagna all'est, e Richard Breitman stabilisce il momento al maggio 1941, collocandolo tra gli obiettivi principali dell'attacco all'URSS. Lo storico tedesco Peter Witte crede di aver individuato il momento della decisione ai giorni 16-17 settembre 1941, in un momento di euforia per il previsto trionfo della guerra orientale; Cristopher Browning parla di un Hitler ancora indeciso negli ultimi mesi dell'anno 1941 e propende per una data intorno al 10 ottobre 1941, quando il Führer ritenne di avere la vittoria in pugno. Infine Raul Hilberg riferisce che Adolf Eichmann apprese, verso la fine dell'estate 1941, direttamente da Heydrich (che a sua volta era stato informato da Himmler) che Hitler aveva "ordinato lo sterminio fisico degli ebrei" (der Führer hat nunmehr die physische Vernichtung der Juden angeordnet). Hilberg, sulla base delle dichiarazioni di Eichmann, che durante il suo processo a Gerusalemme dichiarò che l'ordine di Hitler sarebbe stato comunicato a Himmler "due o tre mesi dopo l'attacco all'URSS", e di quelle di Rudolf Höss che nelle sue memorie scrisse di essere stato convocato "d'estate" da Himmler per i primi progetti organizzativi dello sterminio, colloca la decisione di Hitler a "prima della fine dell'estate 1941".
Il 12 dicembre 1941 ebbe luogo un'importante riunione nell'appartamento privato del Führer alla presenza dei Gauleiter. Goebbels, l'unica fonte di questa riunione, riportò nel suo diario i contenuti del discorso di Hitler. Dopo una lunga esortazione alla spietatezza e alla resistenza nella "lotta per la sopravvivenza" del popolo tedesco, e un'ottimistica esposizione delle prospettive globali della guerra, il Führer avrebbe affermato esplicitamente che gli ebrei avrebbero dovuto essere spazzati via (reinen Tisch zu machen, "fare piazza pulita"); con riferimento alla sua lugubre "profezia" del 30 gennaio 1939 Hitler espresse la sua decisione di annientare gli ebrei. Di ritorno dalla riunione anche Hans Frank riferì queste notizie ai suoi subordinati parlando esplicitamente di eliminazione degli ebrei; riferì inoltre che Hitler aveva parlato di sterminio attivo degli ebrei non solo dell'est ma anche di quelli del Governatorato Generale (calcolati tra i 2,5 e i 3,5 milioni). Il diretto coinvolgimento di Hitler nella questione ebraica venne confermato da Adolf Eichmann, interrogato e processato dopo la sua cattura in Argentina: «Il Führer ha ordinato lo sterminio fisico degli ebrei».

Adolf Eichmann, capo del dipartimento IV-B-4 del RSHA, il principale pianificatore della deportazione degli ebrei dell'Europa occidentale nei campi di sterminio

Dopo essere stata inizialmente fissata per il 9 dicembre 1941, il 20 gennaio 1942 si tenne a Berlino la cosiddetta Conferenza di Wannsee; presieduta da Heydrich, vide la partecipazione di quattordici persone tra segretari di Stato e alti funzionari, compreso Eichmann con funzioni di segretario, ed esaminò a fondo i dettagli burocratico-amministrativi del progetto di "soluzione finale della questione ebraica" (Endlösung der Judenfrage). Heydrich illustrò l'incarico ricevuto direttamente da Göring e rivendicò la responsabilità e l'autorità suprema delle SS sul progetto, ottenendo la collaborazione di Josef Bühler (rappresentante di Frank), di Alfred Meyer, rappresentante di Alfred Rosenberg, di Wilhelm Stuckart e Roland Freisler, segretari di Stato dei ministeri degli Esteri e della Giustizia.
Heydrich riferì che Hitler aveva autorizzato l'evacuazione all'est degli ebrei; inoltre, calcolò in circa undici milioni le persone coinvolte nel progetto di soluzione finale ed elencò dettagliatamente le varie comunità ebraiche europee (comprese quelle di Gran Bretagna, URSS, Svizzera). Con termini eufemistici che tuttavia i partecipanti alla riunione mostrarono di aver compreso, parlò di deportazione, di lavori forzati per i fisicamente idonei, di trasferimento al campo di Theresienstadt di vecchi, invalidi e dei decorati veterani di guerra. La gran massa di ebrei non rientranti in queste categorie sarebbe stata immediatamente sterminata. Durante la discussione venne anche presentato il problema dei sangue misti (Mischlinge) e dei matrimoni misti. Il dottor Buhler, segretario di Stato per il Governatorato Generale, sollecitò inoltre Heydrich ad avviare subito la soluzione finale nel proprio distretto amministrativo dove erano presenti 2,5 milioni di ebrei. La conferenza di Wannsee terminò con un appello di Heydrich alla collaborazione e con il riconoscimento dell'autorità delle SS di Himmler nell'attuazione del progetto di soluzione finale del problema ebraico.

#### Aktion Reinhardt

I confini del Governatorato Generale e i campi costruiti durante l'operazione Reinhard

Nei mesi successivi alla conferenza di Wannsee si sviluppò in modo sistematico il programma di "soluzione finale" con la combinazione delle vecchie procedure di uccisioni incontrollate nei territori orientali con l'avvio a ritmo serrato della politica di deportazione da tutta Europa degli ebrei nei campi di Auschwitz e Majdanek, trasformati in lager contemporaneamente di lavoro e di sterminio, e con la costituzione di una rete di campi segreti nel territorio del Governatorato Generale per lo sterminio diretto e immediato degli ebrei polacchi. In realtà fin dall'autunno 1941 Himmler aveva già incaricato l'ufficiale SS Odilo Globočnik, responsabile a Lublino, di studiare e organizzare tecnicamente il concentramento e l'annientamento degli ebrei del Governatorato. Globocnik, ufficiale dal passato turbolento e dalle forti motivazioni nazionaliste e razziste, lavorò intensamente durante l'inverno sperimentando tecniche di sterminio e selezionando comandanti e personale per i nuovi campi che, secondo le disposizioni di Himmler, erano svincolati dall'autorità del generale SS Richard Glücks, il responsabile del Inspektion der Konzentrationlager trasformato il 3 marzo 1942 in sezione D del cosiddetto "Ufficio Centrale SS per la amministrazione economica" (SS Wirtschaftverwaltungs-Hauptamt, WVHA) diretto a sua volta dal generale SS Oswald Pohl, che controllava il sistema dei lager, compreso Auschwitz.

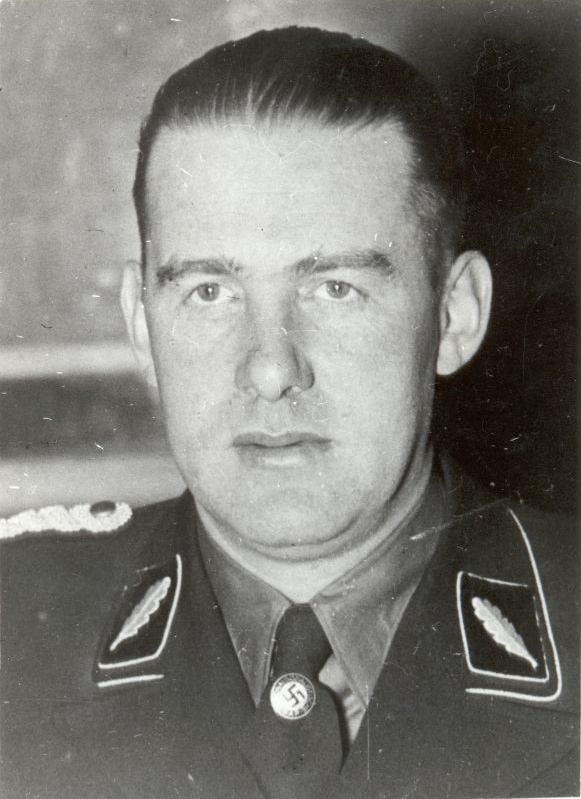
Odilo Globočnik, il responsabile dei campi di sterminio dell'operazione Reinhard

Il programma di Globocnik, sviluppato sotto la costante supervisione di Himmler che si incontrò con l'ufficiale SS il 14 marzo 1942, ebbe inizio il 17 marzo 1942 con l'arrivo dei primi treni carichi di ebrei del distretto di Lublino nel campo di sterminio di Bełżec; altri trasporti seguirono provenienti da Leopoli e Cracovia. Altri campi furono organizzati nel Governatorato a Sobibór in aprile e Treblinka (luglio 1942). Il responsabile dei tre campi di sterminio era l'ufficiale SS Christian Wirth (già coinvolto nel programma di eutanasia), mentre principale collaboratore di Globocnik per il piano di annientamento era il maggiore SS Hermann Höfle. Goebbels annotò per la prima volta nel suo diario alla fine di marzo 1942 gli aspetti fondamentali dei programma di sterminio degli ebrei del Governatorato; scrisse di "procedura alquanto barbarica che non andrebbe descritta in ulteriore dettaglio" e di circa il 60% di ebrei da "liquidare" con il 40% utilizzabile per il lavoro.
Il 30 aprile il generale SS Pohl, capo del WVHA, presentò a Himmler un importante documento in cui evidenziò l'importanza economica dei campi e dei deportati da utilizzare come forza di lavoro schiavistica in vista di un inevitabile prolungamento della guerra. I deportati dovevano essere sottoposti a un regime di lavoro "sfibrante" (erschöpfend); il ministro della Giustizia Thierack definì il nuovo sistema Vernichtung durch Arbeit ("sterminio per mezzo del lavoro"). In realtà queste nuove direttive che sembravano porre maggiore enfasi sullo sfruttamento economico dei deportati vennero presto superate da nuove decisioni al massimo livello a favore di un potenziamento delle procedure di annientamento degli ebrei.
A luglio la Wehrmacht concluse un accordo con il capo delle SS e della polizia del Governatorato, Friedrich-Wilhelm Krüger, per salvare dalla deportazione e dallo sterminio gli operai e i lavoratori ebrei impiegati nelle fabbriche di armamenti (Rüstungsbetriebe) ma l'intervento di Himmler, con una direttiva che assegnava direttamente alle SS la responsabilità della produzione di armamenti e di equipaggiamenti all'esercito mediante l'impiego di lavoratori ebrei concentrati in apposti grandi campi annessi alle fabbriche, fu decisivo. Himmler sottolineò inoltre che questa misura, che salvaguardava solo gli operai ebrei specializzati e indispensabili per la produzione, era temporanea e che "anche questi ebrei, in conformità con i desideri del Führer, un giorno o l'altro dovranno scomparire". Tutti gli ebrei lavoratori erano prigionieri sia che dipendessero dai campi da lavoro delle SS (Arbeiteslager) sia dai campi gestiti dalle grandi società industriali (Firmenlager). I campi da lavoro delle SS erano inoltre periodicamente decimati da nuovi procedimenti di selezione, deportazione, sterminio e ricambio dei lavoratori ebrei, in questo modo le imprese industriali delle SS, la Deutsche Ausrustungswerke – DKW –, e le Ostindustrie GmbH, – OSTI – si ritrovarono, entro i primi mesi del 1944, privati della manodopera ebrea deportata e annientata.
Secondo lo storico dell'Olocausto Saul Friedländer due avvenimenti possono avere influito sull'accelerazione e sull'ulteriore radicalizzazione del programma di "soluzione finale". Il 18 maggio 1942 il gruppo filocomunista, composto in maggioranza da ebrei tedeschi, "gruppo Herbert Baum" fece esplodere un ordigno incendiario nella sede di un'esposizione antisovietica a Berlino, suscitando grande inquietudine in Hitler e Goebbels; il 27 maggio 1942 un gruppo di agenti speciali cecoslovacchi addestrati dai britannici ferirono a morte Reinhard Heydrich, principale responsabile del progetto di distruzione degli ebrei. Il 3, 4 e 5 giugno ebbe luogo un incontro tra Hitler e Himmler in cui è possibile che siano stati discussi e decisi i piani di accelerazione massima del programma di sterminio. Himmler ne parlò il 9 giugno a una riunione di generali SS e il 19 luglio comunicò al generale SS Friedrich Wilhelm Krüger, diretto superiore di Globocnik, che il "reinsidiamento" dell'intera popolazione ebraica del Governatorato doveva essere completato entro il 31 dicembre 1942. Alla fine del mese di luglio Himmler in una lettera a un aiutante scrisse esplicitamente che "i territori orientali occupati saranno liberi da ebrei" e che "questo compito molto difficile" gli era stato assegnato direttamente dal Führer.

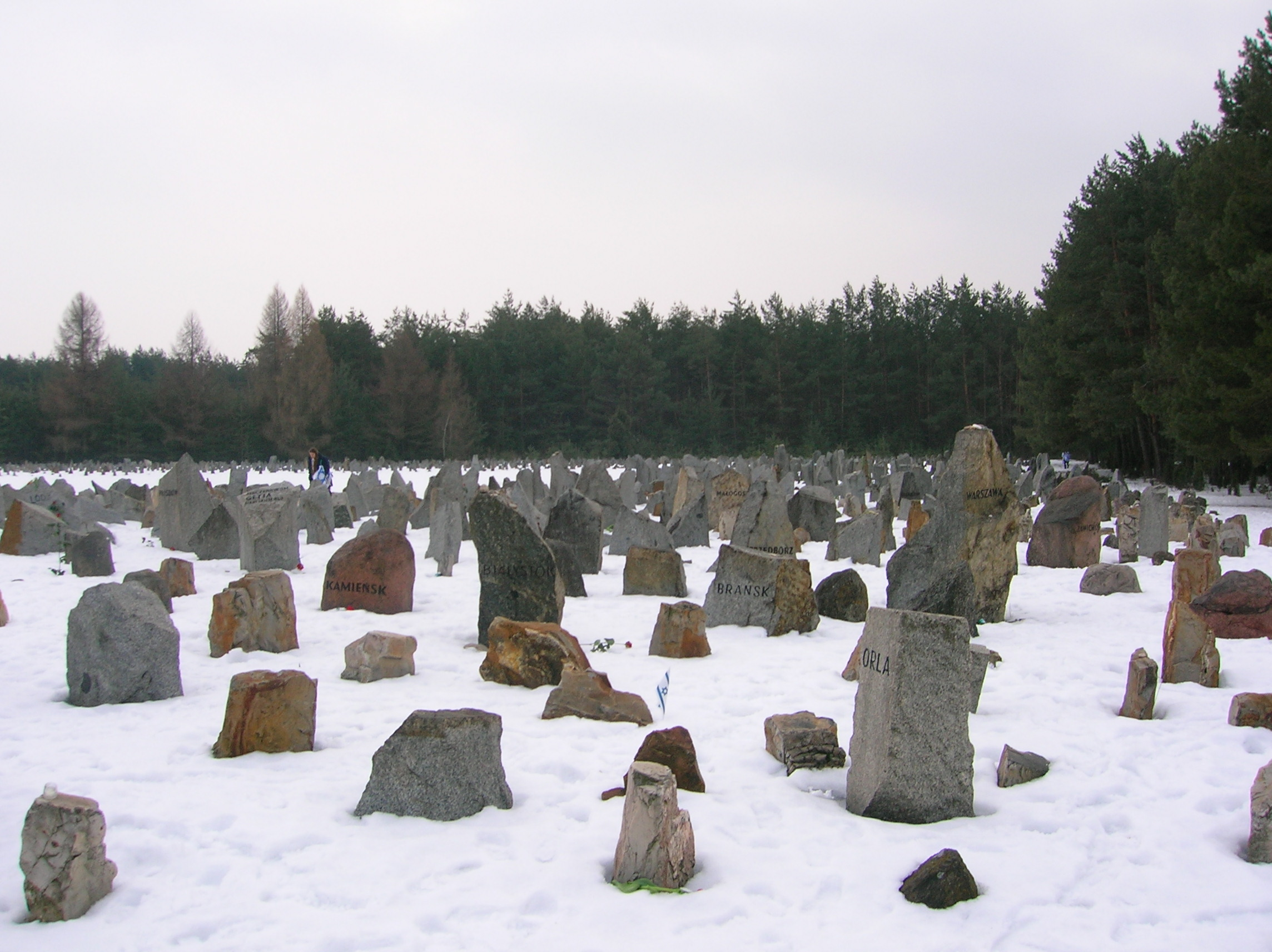
Memoriale a Treblinka: ciascuna pietra sul terreno rappresenta una città la cui popolazione ebraica fu annientata nel campo di sterminio

Alla metà di giugno 1942 erano già stati uccisi 280 000 ebrei nei campi di sterminio della cosiddetta operazione Reinhard (Aktion Reinhardt), principalmente a Bełżec, Chelmno e Sobibór; a partire da luglio le deportazioni e lo sterminio vennero ancora incrementati, secondo le indicazioni di Himmler, con il potenziamento di Bełżec e l'entrata in funzione anche del campo di Treblinka. Alla fine del 1942 rimanevano in vita nel Governatorato solo 297 000 ebrei su una popolazione iniziale di oltre 2 milioni, e altri 15 000 nel Protettorato di Boemia e Moravia.
L'11 gennaio 1943 Hermann Höfle presentò un rapporto riassuntivo, indirizzato al vice-comandante della polizia di sicurezza del Governatorato (il colonnello SS Franz Heim), dei risultati raggiunti dall'operazione Reinhard: l'ufficiale SS elencò il numero dei cosiddetti "arrivi registrati al 31 gennaio 1942"; in realtà si trattava di un consuntivo degli ebrei uccisi con statistiche separate per i vari campi. Secondo questo documento in quattro campi di sterminio (Bełżec, Treblinka, Sobibór e Majdanek) erano stati uccisi non meno di 1,2 milioni di ebrei attraverso l'utilizzo di camere a gas fisse e mobili che sfruttavano il monossido di carbonio. La maggior parte degli ebrei polacchi era stato ucciso a Bełżec (434 508) e a Treblinka (713 555), che era entrato in funzione il 23 luglio 1942 e dove vennero sterminati, prima sotto la direzione di Irmfried Eberl e poi quella di Franz Stangl, la maggior parte degli ebrei di Varsavia.
Nella prima metà del 1943 l'operazione Reinhard continuò con la deportazione a Treblinka degli ultimi ebrei del Governatorato presenti nei ghetti di Varsavia e Białystok; a novembre 1943, nel corso della cosiddetta Operazione Erntefest (Aktion Erntefest, ovvero l'operazione "Festa della mietitura"), vennero inoltre fucilati in massa, sotto la direzione del capo delle SS e polizia del distretto Jakob Sporrenberg, oltre 40 000 ebrei dei campi di lavoro dell'area di Lublino. Ad agosto e a ottobre 1943 avevano avuto luogo una serie di rivolte e di tentativi di fuga dai campi di sterminio da parte dei pochi superstiti ormai coscienti del loro destino e a questo punto Himmler, essendo rimaste solo poche concentrazioni ebraiche in Polonia a Łódź e nel campo di lavoro di Auschwitz, decise di chiudere l'operazione Reinhard. I campi di sterminio furono rasi al suolo e si cercò di occultare tutte le prove degli eccidi con l'intervento di piccoli reparti scelti di SS nel quadro della Sonderaktion 1005.

#### La macchina dello sterminio
(Dichiarazione di Heinrich Himmler riguardo ai capi delle SS incaricati di organizzare e mettere in funzione il programma di annientamento degli ebrei nei campi di sterminio.)
Contemporaneamente all'avvio dell'operazione Reinhard aveva avuto inizio l'ampliamento del campo di concentramento di Auschwitz, situato in una zona di facile accessibilità ferroviaria. La località di Auschwitz era stata proposta a Himmler dal generale SS Richard Glücks il 21 febbraio 1940; si trattava di una cittadina isolata tra le paludi sede in passato di un'unità di cavalleria austriaca. Il 14 giugno 1940 il campo aveva ricevuto i primi prigionieri politici polacchi e nello stesso momento vi era stato stabilito un impianto di carburanti e gomma sintetica della I.G. Farben. Nella primavera 1940 arrivarono ad Auschwitz gli ufficiali SS Josef Kramer e Rudolf Höss che avrebbero assunto un ruolo centrale nel processo di ampliamento e di trasformazione di Auschwitz nel principale campo di lavoro e sterminio della soluzione finale.

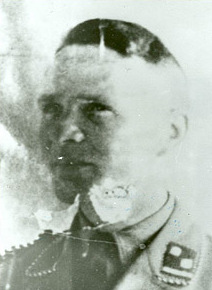
Rudolf Höss, il comandante del campo di sterminio di Auschwitz

Sotto la direzione tecnica di Hans Kammler, capo costruzioni dell'organizzazione del generale SS Pohl, si procedette a un costante ampliamento degli impianti; il numero di internati passò da 30000 a 80 000, vennero allestiti campi satelliti, tra cui un campo femminile, un campo per famiglie di zingari e un campo per famiglie per ebrei provenienti da Theresienstadt, nella vicina Monowitz venne potenziato lo stabilimento della I.G.Farben servito dai deportati abili al lavoro. Dopo che le prime gassazioni avevano avuto luogo nell'obitorio ristrutturato di Auschwitz I, due camere a gas provvisorie furono installate nel nuovo campo di Auschwitz-Birkenau (Bunker I e II). Vennero quindi allestiti i forni crematori I-V a Birkenau e soprattutto, dopo la chiusura della camera a gas di Auschwitz I, vennero messe in funzione nel corso del 1943 le camere a gas I-IV a Birkenau dove vennero uccisi centinaia di migliaia di ebrei europei nel giro di poche settimane.
Ad Auschwitz per lo sterminio sistematico vennero studiate nuove «soluzioni» che consentissero di eliminare il maggior numero di soggetti nel modo più rapido ed efficiente. Dopo una serie di prove condotte su prigionieri di guerra sovietici e detenuti politici polacchi nell'agosto 1941, il 3 settembre 1941 venne impiegato per le gassazioni per la prima volta su larga scala, su 650 prigionieri sovietici e 250 internati infermi, lo Zyklon B (acido cianidrico). La sostanza veniva immessa attraverso aperture nel soffitto delle camere, nascoste tra le finte docce: le vittime morivano per asfissia nell'arco di 10-15 minuti.
L'11 giugno 1942 nel corso di una riunione convocata da Adolf Eichmann nella sede di Berlino del RSHA vennero stabiliti i piani dettagliati per le deportazioni nei campi di sterminio all'est degli ebrei da Francia, Paesi Bassi e Belgio. Alla presenza dei responsabili delle sezioni ebraiche dell'SD di Parigi, Bruxelles e L'Aia, Eichmann illustrò le richieste di Himmler: il Reichsführer richiedeva la deportazione di uomini e donne di età compresa tra sedici e quarant'anni da impiegare come lavoratori schiavi nei lager al posto della popolazione ebraica polacca non più idonea al lavoro da inviare subito allo sterminio. I bambini e gli anziani invece avrebbero dovuto essere condotti direttamente alle camere a gas. I piani prevedevano la deportazione di 15000 ebrei dai Paesi Bassi, 10000 dal Belgio e 100000 dalla Francia. Difficoltà organizzative permisero la deportazione di soli 40000 ebrei francesi nel periodo estivo del 1942 e di conseguenza venne incrementato il quantitativo dai Paesi Bassi che salì da 15000 a 40000 ebrei.
Nei paesi occupati dell'Europa occidentale (Francia, Belgio, Paesi Bassi, e quindi dopo l'8 settembre 1943 anche l'Italia) la decisione fu di non creare ghetti o campi di sterminio e di evitare il più possibile atti aperti di violenza antiebraica. L'antisemitismo era minore, e si aveva timore di esacerbare un'opinione pubblica già in larga parte ostile. Si istituirono così appositi campi di internamento o di transito lontani dai centri abitati dove la popolazione ebraica potesse essere raccolta prima di essere trasferita nei campi di concentramento o sterminio della Polonia. A fungere come principali campi di partenza per i deportati furono il campo di internamento di Drancy in Francia, il campo di concentramento di Westerbork e quello di Herzogenbusch nei Paesi Bassi, il campo di transito di Malines in Belgio e quindi il campo di Fossoli in Italia.
Elemento fondamentale del programma di deportazione verso i campi della morte era il meccanismo del trasporto ferroviario affidato alla Reichsbahn, la grande ed efficiente struttura delle ferrovie tedesche diretta da Albert Ganzenmüller; gli ebrei, anche se venivano caricati su carri-bestiame, erano considerati, anche ai fini del pagamento delle fatture da parte del RSHA alla Reichsbahn, viaggiatori trasportati su "treni viaggiatori speciali" (Sonderzüge), e la richiesta dei mezzi per la deportazione partiva dall'ufficio di Eichmann IVB4 a cura del capo della sezione Trasporti, Franz Novak. La richiesta veniva inviata alle sezioni 21 (treni viaggiatori) e 211 (treni speciali) della Divisione operativa della Reichsbahn. Otto Stange, responsabile della sezione 211, controllava il trasporto e inviava le direttive al Generalbetriebsleitung Ost (la direzione generale ferroviaria dell'est, diretta da Ernst Emrich) che aveva a disposizione un Sonderzuggruppe che, diretto dai funzionari Fahnrich, Klemme e Jacobi, organizzava l'assegnazione dei vagoni, gli orari, gli ordini di percorso e le date di partenza e arrivo. Questo piano di base veniva poi comunicato alle Reichsbahndirektion territoriali in cui il cosiddetto "ufficio 33" si occupava delle decisioni di dettaglio dei treni viaggiatori.
I Sonderzüge viaggiavano secondo l'orario dei treni formati su richiesta (Bedarfsfahrplan) ma in casi particolari o di sovraccarico delle linee adottavano un Sonderfahrplan ("orario speciale"). Nell'Europa nazista la Reichsbahn controllava direttamente, con direzioni distaccate, le linee ferroviarie nel Governatorato, nei territori occupati dell'est, in Francia, Belgio, Paesi Bassi e Danimarca, mentre esistevano plenipotenziari della Reichsbahn nelle reti ferroviarie autonome dei paesi satelliti (Ungheria, Romania, Bulgaria, Slovacchia) e del Protettorato. Invece in Norvegia, Croazia, Serbia, Grecia e in Italia, dopo il settembre 1943, i trasporti ferroviari dipendevano dalle direzioni dei trasporti militari della Wehrmacht. Importantissima era la funzione della Generaldirektion der Ostbahn (Gedob), diretta da Adolf Gerteis, che controllava, gerarchicamente dipendente dalla Generalbetriebsleitung Ost, la rete ferroviaria del Governatorato; era la Gedob (ufficio 33/treni speciali, diretto da Walter Stier) che organizzava i trasporti verso i campi di sterminio dell'Aktion Reinahrdt; la Reichsbahndirektion Oppeln dell'Alta Slesia era invece responsabile di tutti i treni per Auschwitz.
Le deportazioni sistematiche ad Auschwitz degli ebrei europei ebbero inizio nel luglio 1942; sulla banchina ferroviaria di Birkenau, in un'atmosfera di smarrimento, violenza e disperazione, le squadre SS procedevano alla selezione degli internati, circa il 25% delle persone di ogni convoglio (quelli ritenuti fisicamente "adatti al lavoro") veniva temporaneamente trasferito, in media per un periodo di circa tre mesi, nei campi di lavoro del lager per essere sfruttati come manodopera schiava in condizioni di vita estreme. Gli altri venivano immediatamente uccisi nelle camere a gas. I sopravvissuti venivano periodicamente selezionati e poi inviati nelle camere di sterminio mentre alcuni venivano utilizzati dai medici e biologi presenti ad Auschwitz (tra cui i dottori Josef Mengele, Schumann, Weber, Munch, Wirths, Clausberg e Delmotte) per un'ampia varietà di esperimenti medici. Sonderkommandos (squadre speciali) dirette dalle SS e costituite da ebrei ai quali veniva imposto il compito, si occupava del funzionamento delle camere a gas e dei crematori: estrazione dei cadaveri, taglio dei capelli, recupero dei beni delle vittime, cremazione dei corpi.

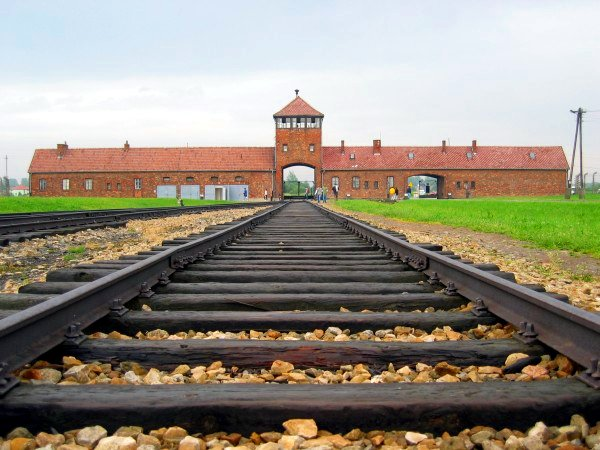
L'entrata della linea ferroviaria al campo di sterminio di Auschwitz-Birkenau

Entro il 1942 vennero deportati e quindi sterminati ad Auschwitz oltre 175000 ebrei, provenienti principalmente dalla Slovacchia (56 691), dalla Francia (41 911) e dai Paesi Bassi (38 571); fin dal 17 luglio Himmler aveva detto al comandante del lager Rudolf Höss che il campo sarebbe stato la destinazione di tutti gli ebrei d'Europa e lo aveva esortato a potenziare gli impianti e intensificare "inflessibilmente" l'attività. Himmler e Hitler vennero costantemente informati sui progressi del sistema di annientamento degli ebrei d'Europa: il 29 dicembre 1942 Himmler presentò un rapporto al Führer con il consuntivo delle uccisioni di ebrei in Ucraina e Russia meridionale; mentre il 23 marzo 1943 il responsabile statistico delle SS Richard Korherr consegnò a Himmler un documento dettagliato con il calcolo aggiornato delle persone sterminate al 31 dicembre 1942 (1 873 539) che venne evidentemente mostrato a Hitler visto che Himmler lo restituì all'ufficio di Eichmann con la postilla: "Il Führer ha preso nota. Distruggete. H.H.".
Il 4 e il 6 ottobre 1943, nel corso di due discorsi tenuti a Posen ai generali SS e ai Gauleiter, Heinrich Himmler parlò in modo esplicito dello "sterminio del popolo ebraico", usando toni pacati e confidenziali, offrendo incoraggiamenti e giustificazioni per il "compito che è diventato il più difficile della mia vita". Il Reichsführer motivò la decisione di uccidere anche donne e bambini parlando di "soluzione chiara" e di "non avere il diritto di uccidere gli uomini e lasciare che i loro figli crescano per poi vendicarsi"; espresse apertamente che si era dovuta prendere la "difficile decisione" di far scomparire dalla terra il popolo ebraico. Con i generali il 4 ottobre presentò lo sterminio come un impegno duro, difficile ma "glorioso" e fondamentale per la sopravvivenza del popolo tedesco, "una pagina di gloria della nostra storia che non è mai stata scritta e mai lo sarà", infine sottolineò la "moralità" degli uomini impegnati nella missione con la frase: "aver superato tutto questo ed essere rimasti persone per bene (a parte le eccezioni dovute alla debolezza umana), questo è ciò che ci ha reso forti". Con queste parole Himmler voleva esaltare l'importanza storica della "missione", da condurre fino alla fine e, non essendo il popolo tedesco ancora maturo per questa, da mantenere segreta.
Dopo la quasi completa distruzione delle comunità ebraiche polacca e dei territori orientali e l'inizio delle deportazioni dall'Europa occidentale, a partire dalla metà del 1942 Adolf Eichmann, responsabile dell'Ufficio centrale dell'emigrazione ebraica, si impegnò costantemente per ottenere la consegna degli ebrei presenti nell'Europa sud-orientale. Impegnato in colloqui con i dirigenti locali e supportato dai rappresentanti del ministero degli Esteri e dallo stesso Hitler durante i suoi incontri con i capi di Stato stranieri, Eichmann si concentrò soprattutto sulle numerose comunità ebraiche presenti in Romania, Ungheria e Bulgaria. Inizialmente sembrò che Eichmann fosse riuscito a convincere i dirigenti rumeni a consegnare i circa 300000 ebrei che vivevano nel paese, ma poi l'11 ottobre 1942 il dittatore rumeno Ion Antonescu, sottoposto a pressioni dal nunzio papale, da personalità ebraiche, dal ministro svizzero, rifiutò di collaborare e ordinò il rinvio delle deportazioni. Anche in Bulgaria le autorità locali fecero opposizione e vennero consegnati solo 11000 ebrei, provenienti dai territori recentemente annessi, che vennero uccisi a Treblinka.

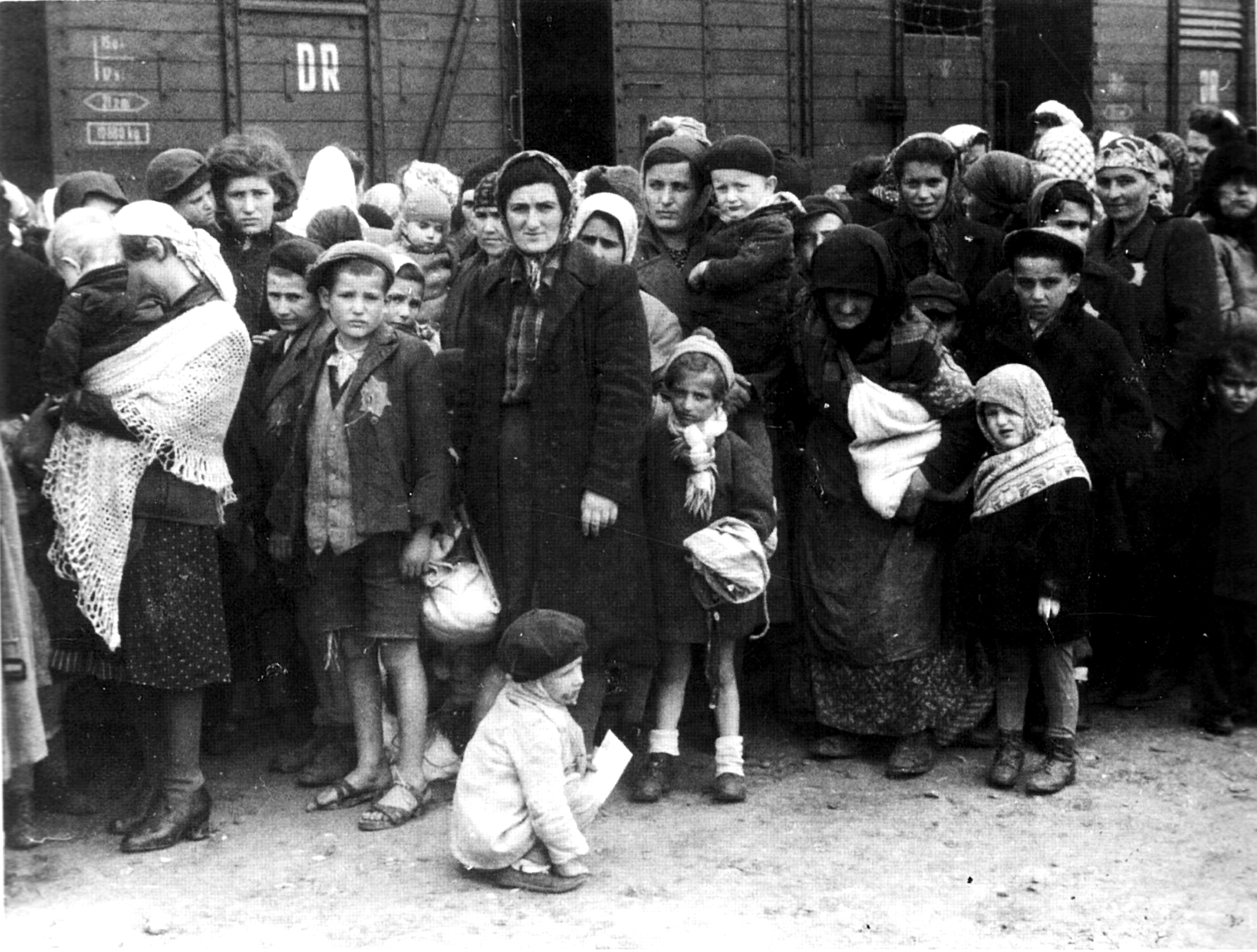
Ebrei ungheresi al loro arrivo ad Auschwitz nel maggio 1944

La popolazione ebraica ungherese era molto numerosa (800000 persone) e nel 1942 i diplomatici tedeschi fecero pressione a favore dell'introduzione di leggi antiebraiche e della deportazione all'est. Nonostante alcuni progetti antiebraici dei militari ungheresi, l'ammiraglio Miklós Horthy e il capo del governo Miklós Kállay si opposero a queste iniziative e anche un intervento diretto di Hitler durante un incontro con Horthy nell'aprile 1943 non ottenne risultati decisivi. Il 19 marzo 1944 la Wehrmacht occupò l'Ungheria e la dirigenza nazista poté quindi imporre un radicale cambiamento della politica ebraica ungherese; Eichmann arrivò subito a Budapest dove diede inizio al rastrellamento degli ebrei; il 14 maggio 1944 ebbero inizio deportazioni ad Auschwitz. Le notizie dei trasporti all'est si diffusero a livello internazionale e la dirigenza ungherese fu sottoposta a pressioni da parte americana, svedese e vaticana per fermare le deportazioni; l'8 luglio Horthy decise la sospensione, risparmiando quindi i 250000 ebrei di Budapest, ma altri 438000 ebrei ungheresi erano già stati trasferiti dall'organizzazione di Eichmann ad Auschwitz dove circa 394000 vennero subito sterminati.
Tra maggio e giugno 1944 con l'annientamento degli ebrei ungheresi il campo di Auschwitz, diretto prima da Arthur Liebehenschel e poi da Richard Baer con la supervisione di Rudolf Höss, raggiunse l'apogeo della sua attività di sterminio, le vittime mensili quadruplicarono e la capacità dei nuovi inceneritori venne portata a 132000 cadaveri al mese. Nel campo di sterminio di Auschwitz vennero deportati come minimo 1100000 ebrei, provenienti da Ungheria (438000), Polonia (300000), Francia (69000), Paesi Bassi (60000), Grecia (55000), Boemia e Moravia (46000), Germania e Austria (23000), Slovacchia (27000), Belgio (25000), Jugoslavia (10000), Italia (7500), Norvegia (690), zone non precisate (34000); circa 900000 morirono nelle camere a gas e altri 95000 per le condizioni di vita tra i deportati registrati come lavoratori. Altre 400207 persone vennero inoltre deportate nel campo come internati-lavoratori registrati. Considerando altri internati passati per Auschwitz e poi tradotti in altri campi (oltre 210000) e gli 8000 sopravvissuti, si raggiunge una cifra complessiva di vittime del campo di sterminio di 1417595 su un totale di internati di 1613455, tra cui 220000 adolescenti e bambini.

#### Liberazione dei campi e "marce della morte"
L'interruzione delle deportazioni dall'Ungheria e il catastrofico peggioramento della situazione bellica tedesca sui fronti di guerra provocarono un ultimo cambiamento dei piani tedeschi riguardo al problema ebraico: si decise quindi di abbandonare i campi dell'est esposti all'avanzata dell'Armata Rossa e il trasferimento forzato dei detenuti superstiti di nuovo in Germania; i prigionieri malati o non in grado di affrontare il viaggio in carri bestiame o a piedi sarebbero stati uccisi.
Fin dal 1943 Himmler aveva incaricato il colonnello SS Paul Blobel di procedere alla sistematica riesumazione dei cadaveri dei deportati per poi bruciare i resti umani; inoltre si procedette alla Sonderaktion 1005 per occultare i segni del genocidio e distruggere i campi di sterminio. Blobel effettuò le esumazioni e gli incenerimenti in Russia, Bielorussia, Ucraina e nei Paesi Baltici poco prima dell'arrivo delle truppe sovietiche; i campi dell'operazione Reinhard vennero rasi al suolo in tempo mentre non si riuscì a impedire che il campo di Majdanek (Lublino) cadesse il 23 luglio 1944 ancora intatto in mano dei soldati russi della 2ª Armata corazzata del generale Semën Bogdanov (1º Fronte bielorusso del maresciallo Konstantin Rokossovskij) che quindi poterono trovare le spaventose tracce delle uccisioni. Alla fine del 1944 Himmler ordinò di accelerare la distruzione di Auschwitz ma il programma era ancora in corso quando le truppe dell'Armata Rossa (reparti della 60ª Armata del 1º Fronte ucraino del maresciallo Ivan Konev) liberarono il campo il 27 gennaio 1945, trovando ancora prigionieri malati, edifici, documenti ed enormi quantità di effetti personali delle vittime. Dai documenti dell'Armata Rossa risulta che vennero liberati 2819 prigionieri e furono trovati 348820 abiti maschili e 836255 cappotti e abiti femminili.
Nelle ultime settimane della guerra i prigionieri superstiti vennero trasferiti a ovest in campi di detenzione in Germania per evitare che venissero liberati; mentre i deboli e i malati vennero uccisi sommariamente prima dell'evacuazione dei campi, quelli in grado di sopportate il viaggio vennero trasportati in treno a bordo di carri bestiame o costretti a estenuanti "marce della morte" attraverso cittadine di campagna fino a nuovi campi sovraffollati dove furono falcidiati dalla fame e dalle malattie. 80000-100000 ebrei morirono in quest'ultima fase della guerra, mentre circa 100000 furono liberati dalle truppe alleate al momento della fine del Terzo Reich. Nella primavera 1945 Himmler aveva intrapreso discreti contatti con personalità di nazioni neutrali per cercare di aprire un dialogo e negoziare la fine della guerra; il 20 aprile 1945 ebbe anche un colloquio con Norbert Masur, un importante ebreo esule tedesco, durante il quale affermò la sua preferenza per le politiche di espulsione che erano però fallite a causa del rifiuto del mondo di accettare gli ebrei, e giustificò il genocidio come misura preventiva contro le masse di ebrei proletari, partigiani e malati. Il Reichsführer definì anche i crematori "misure sanitarie" e i lager "campi di educazione". Mentre Himmler intratteneva il suo ospite e consentiva al rilascio di mille donne ebree, i detenuti continuavano a morire negli ultimi campi ancora attivi: in aprile a Ravensbrück, prima della liberazione da parte dei sovietici, furono gassati 2000 ebrei tra cui donne incinte e neonati; a Buchenwald, durante l'ultima marcia della morte verso Dachau, persero la vita tra i 13000 e i 15000 ebrei.

#### La sorte degli ebrei italiani
L'occupazione tedesca dell'Italia ebbe conseguenze decisive anche per la sorte dei circa 44000 ebrei presenti; Adolf Eichmann e Heinrich Müller previdero di potere estendere rapidamente le misure di deportazione all'est anche a questa comunità ebraica. Nonostante alcune momentanee difficoltà frapposte dal consigliere d'ambasciata Eitel Friedrich Moellhausen, dal generale Rainer Stahel e dal feldmaresciallo Albert Kesselring, il 16 ottobre 1943 il colonnello delle SS Herbert Kappler e il capitano delle SS Dannecker (dell'ufficio di Eichmann) eseguirono il rastrellamento del ghetto di Roma e arrestarono 1 259 persone. La situazione ebbe una svolta nel mese di novembre 1943 quando il governo fascista repubblicano decise di aderire alla campagna antiebraica: il 30 novembre il ministro Guido Buffarini Guidi ordinò l'internamento in campi di concentramento predisposti di tutti gli ebrei in Italia; la misura, diretta dalle prefetture con la partecipazione di reparti speciali fascisti tra cui la Muti, gli Uffici politici investigativi e il gruppo Koch, rappresentò la premessa organizzativa per la successiva deportazione all'est.
L'internamento procedette nei mesi seguenti e subito gli organi di polizia tedeschi, guidati dal tenente colonnello delle SS Bosshammer, richiesero la consegna degli ebrei per la deportazione. Nel corso della primavera 1944 gli organi di polizia e delle SS tedesche presero possesso dei campi di raccolta, tra cui il 15 marzo 1944 il campo centrale di Fossoli; circa 8000 ebrei italiani vennero trasportati ad Auschwitz e Bergen-Belsen dove morirono tutti tranne 820 sopravvissuti. Inoltre dopo la costituzione Operationszone Adriatisches Küstenland, Odilo Globocnik era diventato comandante delle SS e della Polizia nella zona d'operazioni adriatica e aveva attivato, in collaborazione anche con Christian Wirth (che venne ucciso in uno scontro a fuoco dai partigiani jugoslavi nel 1944), un campo di sterminio alla Risiera di San Sabba dove vennero uccisi alcune migliaia di persone tra partigiani, oppositori politici ed ebrei.

## Le vittime
| Paese             | Ebrei morti |
| ----------------- | ----------- |
| Albania           | 591         |
| Austria           | 65 459      |
| Belgio            | 28 518      |
| Regno di Bulgaria | 11 393      |
| Croazia           | 32 000      |
| Cecoslovacchia    | 143 000     |
| Danimarca         | 116         |
| Francia           | 76 134      |
| Germania          | 165 000     |
| Grecia            | 59 195      |
| Ungheria          | 502 000     |
| Italia            | 6 513       |
| Lussemburgo       | 1 200       |
| Paesi Bassi       | 102 000     |
| Norvegia          | 758         |
| Polonia           | 2 100 000   |
| Romania           | 220 000     |
| Serbia            | 10 700      |
| Stati baltici     | 272 000     |
| Unione Sovietica  | 2 100 000   |
| Totale            | 5 896 577   |

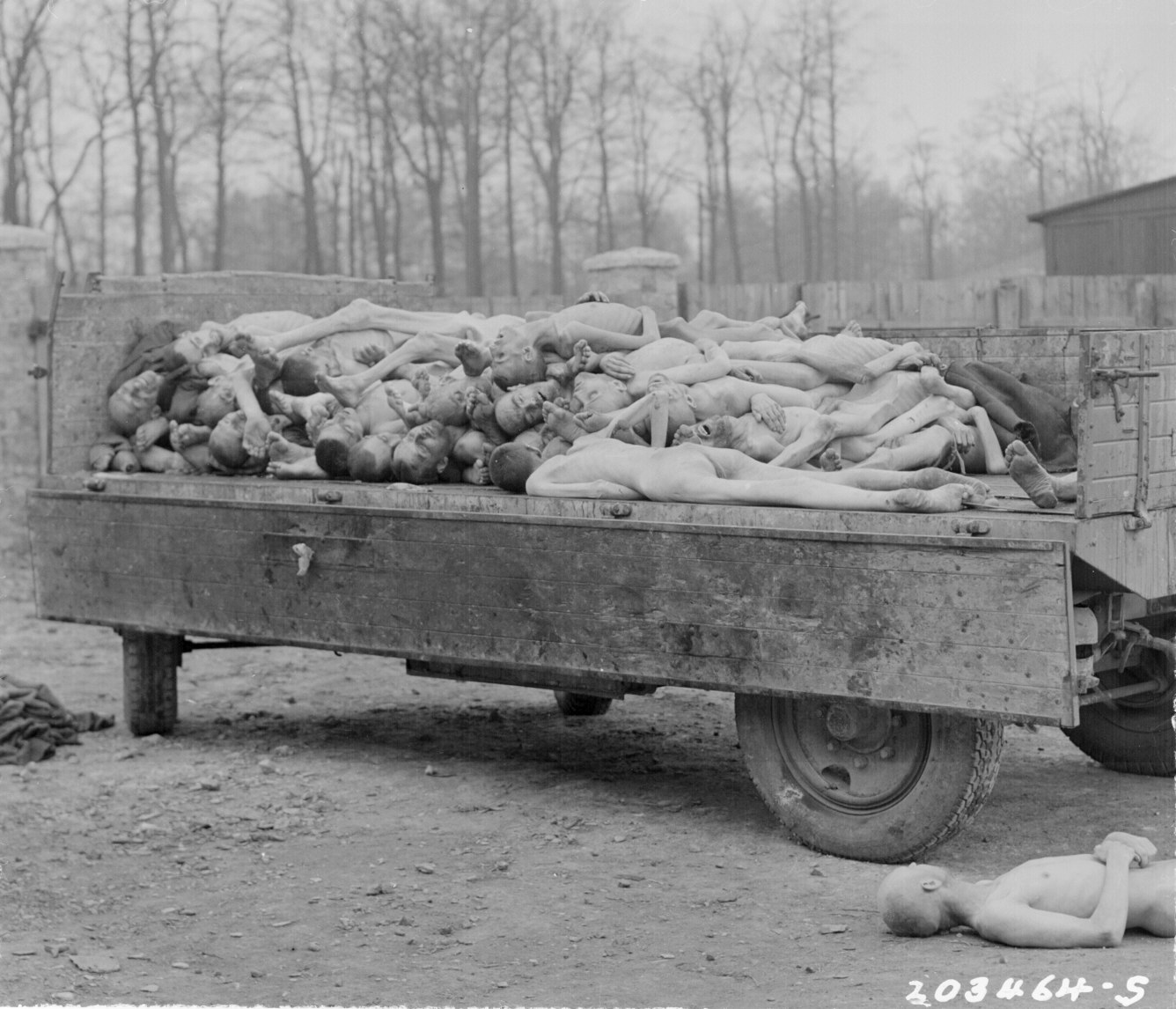
Corpi rinvenuti a Buchenwald

I calcoli delle vittime durante il genocidio degli ebrei d'Europa sono ancora oggi oggetto di dibattito nelle fonti. Adolf Eichmann, principale organizzatore della deportazione per lo sterminio, avrebbe indicato, secondo due deposizioni di membri delle SS al processo di Norimberga, una cifra oscillante tra i cinque e i sei milioni di ebrei uccisi. Durante il processo si stabilì in via ufficiale il numero di 5700000 morti, numero che concorda con i dati del Consiglio Mondiale Ebraico. Lo storico Gerard Reitlinger ha calcolato invece una cifra tra i 4194200 e i 4581200. Raul Hilberg presenta la cifra di 5,1 milioni di vittime, di cui fino a 1 milione ad Auschwitz; Saul Friedländer scrive di 5-6 milioni di vittime ebree, di cui quasi 1,5 milioni avevano meno di quattordici anni.
La fase del vero e proprio sterminio ebbe inizio nel 1941, quando vennero uccisi 1,1 milioni di ebrei prevalentemente all'est dagli Einsatzkommandos (una cifra dieci volte più alta di quella del 1940), mentre l'anno con il maggior numero di morti fu il 1942, il periodo dell'operazione Reinhard, con 2,7 milioni di ebrei uccisi. Il numero delle vittime discese invece nel 1943, con 500000 morti, e nel 1944, con 600000 ebrei sterminati, principalmente ad Auschwitz.
Le condizioni di abbrutimento e annichilimento della persona nei campi del genocidio sono state illustrate con grande efficacia da numerosi scrittori e diaristi; tra le opere più significative è Se questo è un uomo, dello scrittore italiano Primo Levi, deportato ad Auschwitz e fortunatamente sopravvissuto alla prigionia nel campo di sterminio, fino alla liberazione a opera dei soldati sovietici.
Lo storico Raul Hilberg ha descritto accuratamente il tipo di reazioni degli ebrei d'Europa di fronte alle misure di discriminazione, persecuzione, deportazione e annientamento perpetrate dal regime nazista; gli ebrei ripeterono il tipo di comportamento che storicamente avevano sempre adottato di fronte alle persecuzioni. Mentre furono quasi totalmente assenti reazioni di resistenza armata, di opposizione violenta e vendetta nei confronti dei persecutori e carnefici, le comunità ebraiche cercarono di attenuare le sofferenze con la sottomissione anticipata, con la collaborazione; tentando di corrompere, organizzando i soccorsi e il salvataggio di persone e beni. Altre reazioni successive furono, in minor misura, la fuga e l'emigrazione, e soprattutto una condizione di paralisi di fronte all'incredibile violenza del nemico e infine la sottomissione. Importante fu anche, nel comportamento delle comunità ebraiche, la convinzione dell'importanza del loro ruolo nella vita sociale ed economica, e quindi la convinzione dell'impossibilità pratica e della scarsa convenienza economica del meccanismo burocratico dello sterminio. Secondo Hilberg, adottando i consueti comportamenti di sopravvivenza basati su "attenuazione" e "sottomissione", le comunità ebraiche d'Europa si trovarono impotenti e paralizzati di fronte alla macchina dell'annientamento e in pratica accelerarono la propria distruzione.
Il numero degli ebrei uccisi sarebbe stato ancora maggiore se in alcuni paesi le operazioni di arresto e deportazione non fossero state rallentate dalla resistenza delle popolazioni locali e se oltre la metà dei 3000000 di ebrei che alla fine del 1939 si trovavano entro i confini dell'Unione Sovietica non fosse vissuta (o non si fosse rifugiata) nei territori che sfuggirono all'occupazione nazista avviata nel maggio 1941 con l'Operazione Barbarossa.

### I "Giusti tra le nazioni"
Nella pagina tetra dell'Olocausto, brillano le storie di quei non-ebrei che hanno agito in modo eroico a rischio della propria vita per salvare la vita di chi era ingiustamente perseguitato. Oggi sono conosciuti come Giusti tra le nazioni.
Nel 1962, una commissione guidata dalla Suprema corte israeliana ha ricevuto l'incarico di conferire il titolo onorifico di Giusto tra le nazioni. La Commissione – di 35 membri – è formata da personalità pubbliche volontarie, professionisti e storici, molti dei quali sono essi stessi dei sopravvissuti. La Commissione è presieduta da un ex giudice della Corte Suprema: Moshe Landau (dal 1962 al 1970), Moshe Bejski (dal 1970 al 1995), Jakov Maltz (dal 1995) ed è costantemente monitorata da Yad Vashem.
Per svolgere il proprio compito la Commissione segue criteri meticolosi ricercando documentazione e testimonianze che possano avvalorare il coraggio ed il rischio affrontato per salvare gli ebrei dalla Shoah.
Al 1º gennaio 2017, sono stati riconosciuti 26 513 Giusti tra le nazioni.

## Il segreto e la scoperta dei campi

### Il segreto sullo sterminio e le prime diffusioni di notizie
La macchina dello sterminio venne costantemente mantenuta nella massima segretezza; nessuna indicazione veniva fornita sulla destinazione dei lunghi convogli ferroviari che da tutta Europa trasferivano gli ebrei, per tranquillizzare le vittime si diffondevano voci su nuovi insediamenti confortevoli creati appositamente per i deportati, ai reparti tedeschi incaricati dell'annientamento nei campi vennero fornite notizie sul rischio di contagio proveniente da ebrei infetti da malattie epidemiche o sulla minaccia di una loro resistenza armata. Apparentemente l'apparato nazista ritenne anche i suoi esecutori non in grado di sostenere il peso delle loro azioni diretta conseguenza dell'aberrante ideologia. Nel gergo burocratico dell'organizzazione SS preposta allo sterminio si usarono sempre espressioni eufemistiche ed edulcorate per indicare il genocidio, come: Auswanderung (emigrazione), Sonderbehandlung (trattamento speciale), Säuberung (bonifica), Wohnsitzverlegung (trasferimento di residenza), natürliche Verminderung (decremento naturale), Sonderaktionen (azioni speciali), Aussiedlung (reinsediamento), Executivmaßnahme (provvedimenti esecutivi).

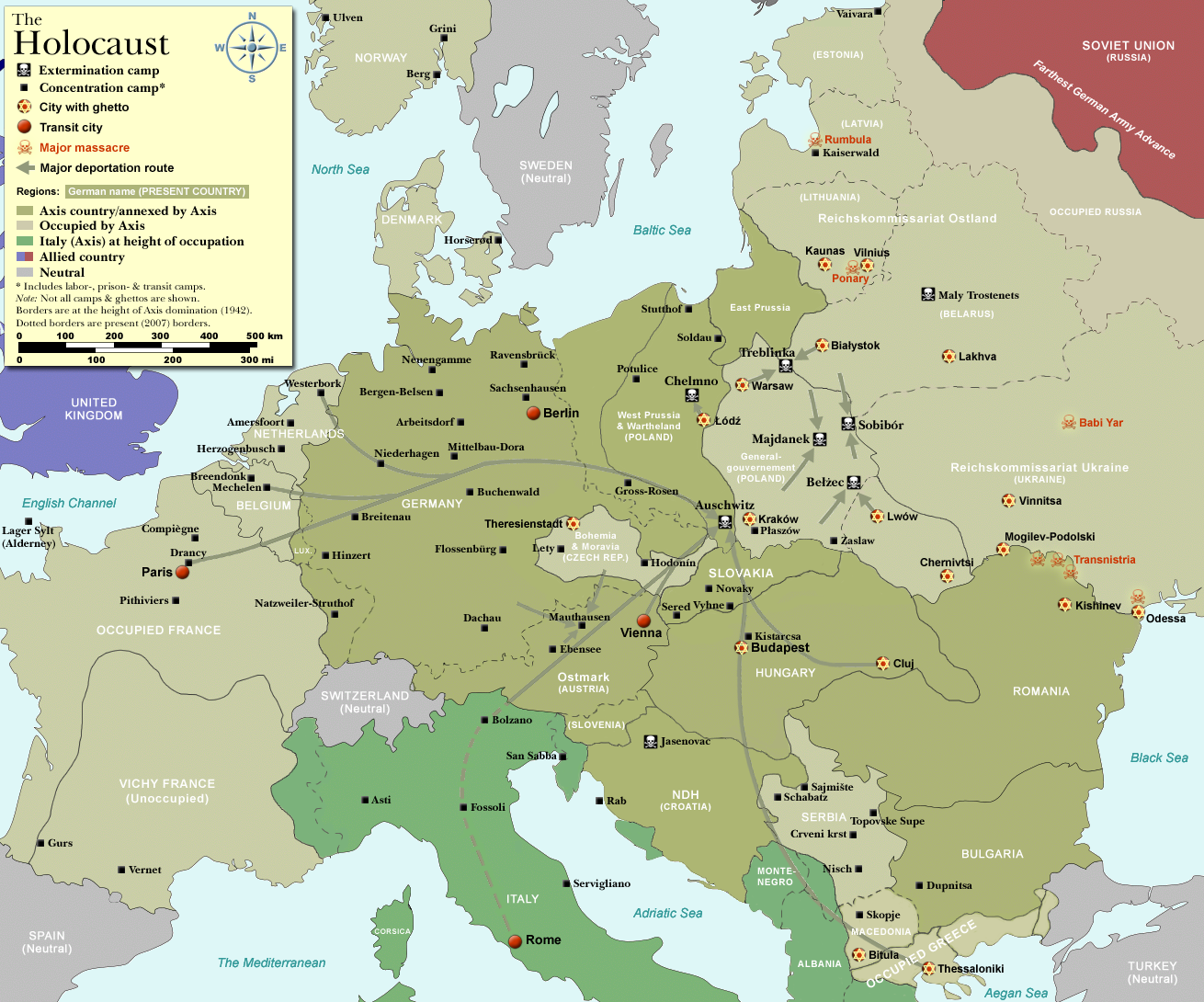
Carta dell'Europa occupata con l'indicazione dei campi di concentramento e transito, dei ghetti e dei campi di sterminio con indicazioni delle direzioni di trasporto dei deportati

Naturalmente, tutte le operazioni venivano tenute in segreto, sebbene nello stesso territorio del Reich fossero evidenti i segni dei misteriosi avvenimenti in corso: nelle strade si assisteva alle retate, gli ebrei scomparivano dalle loro case, voci si diffondevano tra la popolazione tedesca. Il 9 ottobre 1942 la Cancelleria del Partito nazista diffuse un documento ufficiale per dare spiegazione degli eventi: si parlava di ebrei "diretti verso est" (nach dem Osten) per essere impiegati nei campi di lavoro; in alcuni casi essi venivano trasferiti "ancora più a est" (weiter nach dem Osten), gli ebrei anziani e i decorati di guerra erano "reinsediati" nel campo di Theresienstadt. Anche i dirigenti delle comunità ebraiche del Reich vennero tenute all'oscuro; nel gennaio 1943 il capo della Gestapo di Vienna, Franz Josef Huber, rassicurò, dopo un colloquio telefonico con Heinrich Müller in persona, il capo della comunità ebraica cittadina, Josef Löwenherz, sulla inconsistenza delle voci di "ebrei gasati e mandati a morire".
Nonostante il segreto che avvolgeva i tragici avvenimenti in corso nelle zone controllate dai nazisti, è però inesatto affermare che di tali fatti non si ebbe conoscenza se non dopo la fine della guerra. Di ciò che accadeva in Polonia, giungevano al governo polacco in esilio a Londra allarmanti rapporti della resistenza interna, soprattutto durante il progressivo svuotamento dei ghetti ebraici (in particolare quello di Varsavia, sgomberato nell'estate 1942). Già nel giugno 1942, il resistente polacco Szmul Zygielbojm, era riuscito far pubblicare a Londra, dal Daily Telegraph, prove e microfilm provenienti dal Campo di sterminio di Chełmno.
Nell'agosto 1942 Gerhart Riegner, direttore dell'ufficio in Svizzera del World Jewish Congress, ebbe informazioni a Ginevra, tramite l'addetto stampa Benjamin Sagalowitz: questi era a sua volta in contatto con un uomo d'affari ebreo che aveva ricevuto notizie da Eduard Schulte, un uomo d'affari tedesco legato a Fritz Bracht, il Gauleiter dell'Alta Slesia che aveva visitato Auschwitz ed era al corrente degli avvenimenti. Grazie alle informazioni di Schulte, Riegner poté inviare un telegramma da Ginevra a importanti personalità ebraiche americane, in cui scriveva di "allarmanti notizie" provenienti dal quartier generale di Hitler, di "sterminio in un colpo solo" di 3,5-4 milioni di ebrei nei paesi controllati dalla Germania, e che, sulle modalità di esecuzione, si era parlato di "acido prussico". Il cablogramma contenente queste notizie provenienti dalla Svizzera fu fermato a Washington, ma venne comunque trasmesso dalla sede britannica di Londra del World Jewish Congress a Stephen Wise, il rappresentante del congresso ebraico negli Stati uniti. Tuttavia il sottosegretario di Stato Sumner Welles riuscì a bloccarne la divulgazione pubblica da parte di Wise, in attesa di conferme da fonti indipendenti.
In ogni caso, il massacro di 11000 ebrei sterminati in Polonia con l'acido prussico venne reso noto dal giornale clandestino J'accuse (n. 2, ottobre 1942): esso non dovette apparire inverosimile neppure ai governi amici del Terzo Reich, se è vero che il capo di gabinetto di Pierre Laval chiese a Robert Kiefe, segretario generale del Concistoro centrale nella Francia di Vichy, maggiori dettagli in merito.
Inizialmente, gli Stati Uniti e la Gran Bretagna mostrarono scetticismo di fronte a queste informazioni, ma numerose altre voci e testimonianze di rifugiati nei paesi nemici o neutrali davano ulteriore sostegno al terrificante scenario che andava emergendo.
Data la gravità e la consistenza delle informazioni, il ministro degli Esteri del governo polacco, il conte Edward Raczyński, allertò il governo inglese, quindi compilò un rapporto ufficiale che il 10 dicembre 1942 fu presentato a tutti i “Governi delle Nazioni Unite” alleate e alle rappresentanze diplomatiche neutrali. Il Rapporto Raczyński, parlava espressamente di uccisioni di massa e dell'uso di gas, indicando i campi di sterminio di Belzec, Treblinka, Sobibor, e stimando a circa un milione il numero degli ebrei polacchi uccisi sino a quel momento dall'inizio della guerra (un terzo dei 3130000 ebrei polacchi).
Ad ogni modo, soprattutto dopo l'arrivo a Londra (novembre 1942) dell'emissario della resistenza polacca Jan Karski, che consegnò al ministro polacco Edward Raczyński ulteriori e decisive conferme sullo sterminio, i governi alleati dovettero prenderne atto. Lo stesso Sottosegretario di Stato americano, Sumner Welles, dopo l'acquisizione di altre informazioni, disse a Wise che le sue notizie erano confermate totalmente. L'8 dicembre 1942 il presidente Franklin Delano Roosevelt incontrò una delegazione di personalità ebraiche e affermò che «il governo degli Stati Uniti è perfettamente al corrente dei fatti… purtroppo ne abbiamo avuto conferma da numerose fonti»; il 14 dicembre 1942 il ministro degli Esteri britannico Anthony Eden mise a conoscenza il governo degli eventi in corso.
Alla fine del 1942 i governi alleati erano quindi sufficientemente informati sugli eventi in corso in Europa e sul destino degli ebrei. Perciò, dopo la pubblicazione del Rapporto Raczyński, avvenuta il 10 dicembre 1942, seguì la Dichiarazione congiunta interalleata del 17 dicembre 1942, nella quale i governi di Stati Uniti, Gran Bretagna e Unione Sovietica condannavano apertamente lo sterminio ebraico e assicuravano che i responsabili sarebbero stati inesorabilmente ricercati, catturati e puniti alla fine della guerra. Per l'Inghilterra la dichiarazione fu in quel giorno letta alla Camera dei Comuni dal Segretario del Foreign Office britannico Anthony Eden.
Sempre al dicembre del 1942 risale uno dei più completi rapporti sulla Shoah pubblicati prima della fine della guerra, dal titolo Lo Sterminio degli Ebrei, redatto dal Comitato d'Informazioni Interalleato di Londra e tradotto in poche copie anche in italiano. La prefazione riportava la data del 18 dicembre. In esso venne dato conto delle informazioni disponibili per i seguenti paesi: Belgio, Cecoslovacchia (con approfondimenti su Boemia e Moravia da un lato e Slovacchia dall'altro), Francia, Grecia, Jugoslavia (sia in generale che distinguendo tra Croazia, Serbia e Bosnia), Lussemburgo, Norvegia, Olanda, Polonia e Unione Sovietica . Ulteriori dettagli e conferme emersero anche in seguito nel corso della guerra, ad esempio dopo la fuga da Auschwitz il 7 aprile 1944 di due ebrei slovacchi, Rudolf Vrba e Alfred Wetzler, che riuscirono a raggiungere la Slovacchia il 21 aprile e a fornire un dettagliato resoconto dei fatti in corso nel campo di sterminio. I cosiddetti "protocolli di Auschwitz" vennero presto divulgati, attraverso la Svizzera, dalla stampa americana. Oppure, nel novembre 1944 il giurista e ricercatore polacco Raphael Lemkin nel suo lavoro Axis Rule in Occupied Europe: Laws of Occupation – Analysis of Government – Proposals for Redress riportava le uccisioni di massa naziste fatte contro le popolazioni polacche, russe, indicando fra liquidati nel ghetto e morti in luoghi sconosciuti, dopo deportazioni ferroviarie, la cifra di 1 702 500 uccisi, secondo un dato fornito dallo "Institute of Jewish Affairs of the American Jewish Congress in New York". Persino in Italia, nel dicembre 1944 Giacomo Debenedetti pubblica nella rivista romana Mercurio "16 ottobre 1943" un testo che descrive la tranquilla vigilia e la successiva giornata del rastrellamento del ghetto ebraico di Roma.

### Tentativi di salvataggio

Fotografia aerea alleata del campo di Birkenau eseguita il 25 agosto 1944

Nella fase finale della guerra si svilupparono anche due controversi progetti internazionali per salvare gli ebrei superstiti e in particolare quelli ungheresi di cui era in corso l'annientamento ad Auschwitz. Due ebrei del Vaadah, il Comitato ebraico per l'assistenza e il salvataggio, contrattarono tra marzo e aprile 1944 con un inviato di Eichmann un'offerta in denaro di due milioni di dollari per evitare la deportazione degli ebrei ungheresi; successivamente l'offerta divenne di 10000 autocarri americani in cambio di 800000 vite di ebrei. L'offerta di Eichmann, discussa anche da Hitler e Ribbentrop, rientrava nel tentativo nazista di seminare discordia tra gli alleati e di scaricare le responsabilità su un eventuale rifiuto alleato a trattare. Dopo una serie di confuse trattative tra intermediari a Istanbul e Aleppo, il 15 luglio Churchill ed Eden rifiutarono l'offerta considerata una provocazione tedesca.
Nello stesso periodo si sviluppò, a partire da una richiesta presentata da Isaac Sternbuch, il rappresentante in Svizzera dell'Unione americana rabbini ortodossi, a Roswell McClelland, il funzionario a Berna del War Refugee Board statunitense, il progetto di impiegare i bombardieri pesanti alleati per colpire le linee ferroviarie dirette ad Auschwitz o anche per bombardare lo stesso centro di sterminio di Birkenau. Dopo l'arrivo della proposta a Washington e accesi contrasti con i responsabili del ministero della Guerra americano sulla fattibilità di una simile operazione, il 4 luglio 1944 John J. McCloy, sottosegretario del ministero, respinse la richiesta sulla base di una impraticabilità tecnica e anche per l'inutilità strategica del bombardamento che avrebbe potuto distogliere preziose forze di bombardieri da altri compiti. Alla metà di luglio anche Londra si dichiarò non favorevole alla proposta, nonostante un primo interessamento di Churchill.
Riguardo alle organizzazioni internazionali di soccorso e assistenza, la Croce Rossa Internazionale, che era informata sugli avvenimenti, non riuscì ad agire in modo attivo ed efficace per limitare le sofferenze degli ebrei; i funzionari dell'organizzazione ginevrina si limitarono a visitare sotto controllo nazista pochi "campi modello", ma non intervennero per migliorare la condizione dei deportati né rivolsero appelli o proteste di pubblica condanna. Verosimilmente la Croce Rossa Internazionale preferì evitare di intervenire in problemi senza precedenti difficilmente risolvibili con i metodi tradizionali e con importanti implicazioni politico-diplomatiche.
Anche il comportamento del Vaticano e di papa Pio XII rimane oggetto di opinioni ampiamente discordanti; aspramente criticato è stata l'atteggiamento di stretto riserbo del Papa che durante la guerra non formulò mai una chiara dichiarazione pubblica di condanna dello sterminio ebraico di cui fin dall'inizio del 1942 era dettagliatamente informato. La Chiesa cattolica si impegnò in un continuo, efficace e silenzioso sforzo per alleviare le sofferenze e aiutare materialmente gli ebrei, tuttavia mancò una posizione ufficiale di condanna. Sulle motivazioni di questo comportamento del Vaticano e del Papa, alcuni studiosi hanno evidenziato come una tale dichiarazione sarebbe stata inutile e avrebbe potuto anche essere dannosa per gli ebrei stessi, favorendo inoltre rappresaglie naziste contro i cattolici. I critici hanno invece sottolineato che una presa di posizione del Papa avrebbe potuto avere un'influenza positiva (come nel caso della condanna del vescovo von Galen contro il programma di eutanasia nazista) e in ogni caso non avrebbe potuto influire negativamente sulla situazione degli ebrei che era già la peggiore possibile. Gli storici Enzo Collotti hanno interpretato il riserbo del Papa come dettato da considerazioni di politica internazionale e dalla sua volontà di non indebolire la Germania nazista, considerata un baluardo insostituibile in Europa contro la minaccia da est dell'Unione Sovietica comunista. La storica Susan Zuccotti ritiene invece che la paura del comunismo non sia un motivo sufficiente per spiegare il silenzio del pontefice.
Sul problema della scarsa efficacia, o della mancanza, di iniziative concrete delle potenze alleate per frenare o bloccare il processo di annientamento sistematico degli ebrei perpetrato dal regime nazista, lo storico Enzo Collotti ha proposto una serie di spiegazioni legate alla insufficiente comprensione della vera natura del Terzo Reich, alla volontà di non scatenare un'ondata di odio antitedesco con eccessi propagandistici per non ripetere gli errori della prima guerra mondiale; soprattutto alla preoccupazione degli Alleati di doversi impegnare in un compito (il salvataggio degli ebrei superstiti) di grande difficoltà, considerato sostanzialmente marginale e secondario rispetto alla condotta globale della guerra mondiale. Enzo Collotti evidenzia anche il possibile concorso di altri fattori nella mancanza di reazioni contro lo sterminio, legati alla presenza di residui elementi di antisemitismo, inconsci o consapevoli, presenti anche nei paesi dell'alleanza antinazista.

### Il segreto di Adolf Hitler

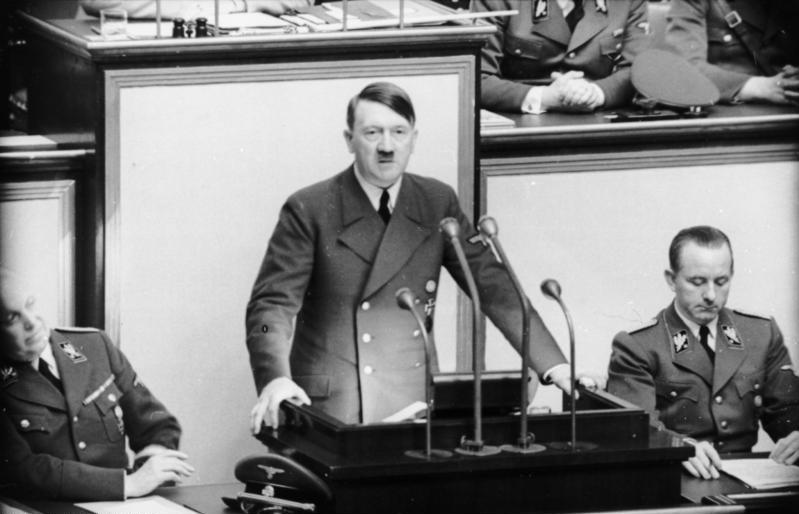
Adolf Hitler parla al Reichstag nel 1941: in numerose occasioni il Führer minacciò pubblicamente di distruggere il popolo ebraico

Adolf Hitler non diramò alcuna direttiva scritta per l'attuazione del genocidio; il 26 maggio 1944 durante un discorso a ufficiali parlò di "dovere eliminare (entfernen) gli ebrei", ma la "soluzione finale" rimase un segreto di Stato, un "capolavoro di occultamento" (secondo le parole del generale Alfred Jodl al Processo di Norimberga). Hitler decretò che "la Cancelleria del Führer non deve in nessuna circostanza risultare parte attiva in questa materia", mentre l'11 luglio 1943 Martin Bormann ricevette una direttiva confidenziale dalla Cancelleria che imponeva di non usare le espressioni "soluzione finale" o "trattamento speciale" ma solo di "ebrei mandati a lavorare" all'est. Hitler quindi continuò a parlare negli incontri con visitatori stranieri o persone a lui vicine di deportazione e lavori forzati, insistette sulla necessità di trattare il "problema ebraico" in modo "freddo, scientifico" e si mostrò sempre riluttante ad apprendere particolari e a leggere descrizioni o rendiconti degli eventi in corso all'est.
Hitler mantenne sempre uno stretto riserbo sugli avvenimenti, sia nei discorsi pubblici, sia nelle conversazioni conviviali a tavola, sia nei colloqui con suoi collaboratori. Non risultano testimonianze sulle sue reazioni, i suoi commenti o le sue valutazioni riguardo allo sterminio. Sulle motivazioni di questo silenzio su un evento cruciale, lo storico tedesco Joachim Fest ha proposto alcune interpretazioni fondate sulla "mania di segretezza" del Führer, su un residuo moralismo borghese, sull'intenzione di mantenere questi terribili avvenimenti "in una sfera astratta", infine sul timore di manifestare in modo troppo esteriore il proprio odio verso gli ebrei.

### La scoperta

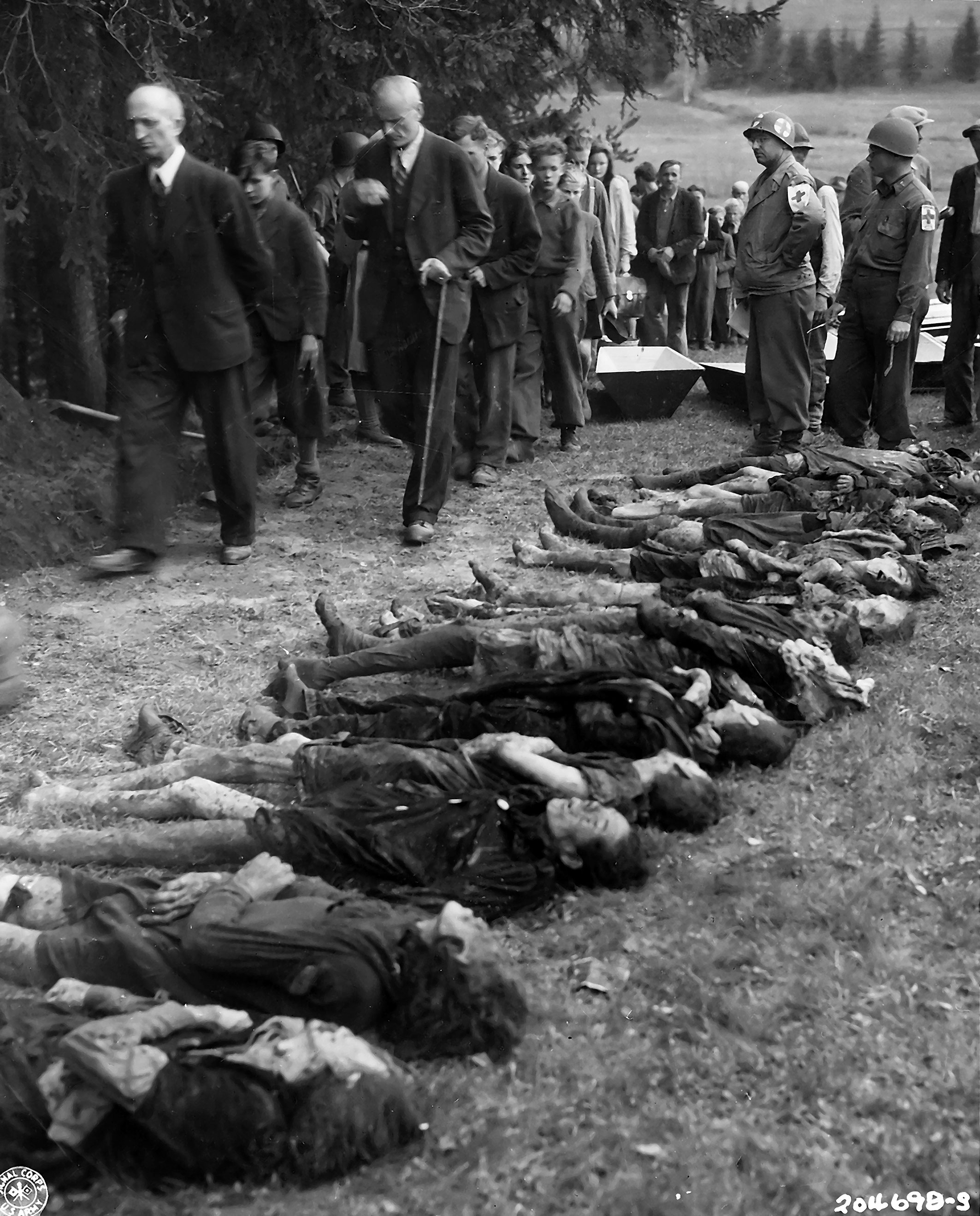
Dopo il loro arrivo, le forze alleate obbligarono i civili che vivevano nei dintorni dei lager a visitarli e prendere coscienza degli orrori che vi erano stati commessi. Nell'immagine, civili tedeschi costretti a passare accanto ai cadaveri di 30 donne ebree, a Volary, nei Sudeti.

La consapevolezza dell'enormità delle uccisioni e delle condizioni disumane in cui vennero detenuti i deportati venne alla luce con l'ingresso nei campi, abbandonati dai nazisti in fuga, delle truppe russe e alleate sul finire della guerra. Di fronte all'avanzata sovietica i tedeschi fecero di tutto per cancellare le tracce del genocidio. I campi di sterminio di Chełmno, Bełżec, Sobibór e Treblinka furono completamente smantellati. I corpi delle vittime, inizialmente sepolti in fosse comuni, furono esumati, bruciati e le ossa triturate. Si cercò di evacuare e distruggere anche gli altri campi ancora in funzione, uccidendo i prigionieri rimastivi o trasferendoli nei campi in Germania con le marce della morte.
Sorpresi dalla rapida avanzata sovietica, i nazisti però non fecero in tempo a demolire il campo di concentramento di Majdanek vicino a Lublino, in Polonia. Il personale del campo dette fuoco al grande crematorio, ma a causa della rapida evacuazione le camere a gas rimasero in piedi. Il 23 luglio 1944 Majdanek fu così il primo grande campo di concentramento nazista ad essere liberato dalla truppe sovietiche, pressoché intatto nelle sue strutture.
Analoga situazione si ripeté il 27 gennaio 1945 ad Auschwitz, dove i sovietici vi trovarono migliaia di prigionieri malati e sfiniti, e ancora a Gross-Rosen (febbraio 1945), Sachsenhausen (aprile 1945), Ravensbrueck (aprile 1945) e Stutthof (maggio 1945). Nei territori liberati si misero al lavoro anche le prime commissioni di inchiesta e si tennero i primi processi. Le prove degli eccidi, documentate da filmati e deposizioni di testimoni, erano ormai inconfutabili.
L'11 aprile 1945 le truppe americane entrano nel campo di concentramento di Buchenwald. Il giorno precedente, la resistenza interna aveva preso il controllo totale del campo, delle sue strutture e degli oltre 20000 prigionieri. Una descrizione radiofonica del lager di Buchenwald venne fatta dal giornalista Edward R. Murrow entrato nel campo assieme alle truppe americane il 12 aprile 1945, che concluse il suo reportage con queste parole:
(Estratto da  Edward R. Murrow, Liberation of Buchenwald, su YouTube, 15 aprile 1945.)
Il 15 aprile 1945 le forze britanniche liberano il campo di concentramento di Bergen-Belsen vicino a Celle, in Germania. Ci trovano circa 60000 prigionieri, la maggior parte in condizioni critiche a causa di un'epidemia di tifo. Nonostante le cure ricevute, più di 10000 di loro muoiono per malnutrizione o malattia entro poche settimane.
Le forze britanniche liberano altri campi nel nord della Germania, tra cui Neuengamme (aprile 1945), mentre gli americani giungono a Dora-Mittelbau (aprile 1945), Flossenbuerg (aprile 1945), Dachau (aprile 1945) e Mauthausen (maggio 1945).
Il numero del 7 maggio 1945 della rivista Life pubblica un servizio di sei pagine intitolato Atrocities – Capture of the German concentration camps pile up evidences of barbarism that reaches the low point of human degradation, con sei pagine di fotografie, scattate da quattro fotografi nei campi di Belsen, Buchenwald, Gardelegen e Nordhausen. A commento del valore di testimonianza delle immagini, nel testo è scritto:
(Life Magazine, p. 33, 7 maggio 1945.)
Poco dopo la sua liberazione dal campo di concentramento di Wöbbelin il francese David Rousset pubblicò la sua testimonianza inizialmente in una serie di articoli nella rivista Revue internationale pubblicata da Maurice Nadeau, che vennero quindi riuniti nel libro L'Univers concentrationnaire, questo testo, pubblicato nel 1946, viene considerato come una delle prime testimonianze dirette da parte di un sopravvissuto delle condizioni di vita e di morte nei lager e ricevette lo stesso anno il Premio Renaudot.

## Altri programmi di annientamento

### Omosessuali
Gli omosessuali erano un altro dei gruppi presi di mira durante l'olocausto. Ad ogni modo il partito nazista non fece mai nessun tentativo di sterminare tutti gli omosessuali; in base alle prime leggi naziste, essere omosessuali in sé non era un motivo sufficiente per l'arresto, occorreva avere compiuto qualche atto omosessuale, punibile in base al paragrafo 175. Dopo la fine delle SA e il trionfo delle SS, però, la persecuzione si aggravò, anche se rimase sempre limitata agli omosessuali tedeschi, ariani. Erano questi che rifiutando di unirsi alle donne intralciavano la crescita della "razza ariana". I nazisti si disinteressarono in genere degli omosessuali maschi di altri popoli considerati inferiori, per concentrarsi e tentare di "curare" i maschi tedeschi.
Alcuni membri eminenti dei vertici nazisti, come Ernst Röhm, erano conosciuti dai loro stessi compagni di partito come omosessuali, il che può rendere conto del fatto che la dirigenza nazista diede segnali contrastanti su come trattare con gli omosessuali. Alcuni dei leader volevano chiaramente il loro sterminio, mentre altri si limitavano a chiedere un rafforzamento delle leggi contro gli atti omosessuali, ma per il resto permisero agli omosessuali di vivere come gli altri cittadini.
Le stime sul numero di omosessuali internati con il triangolo rosa e uccisi variano molto. Si va da un minimo di 10 000 fino a un massimo di 600 000. Questo ampio intervallo dipende in parte dal criterio adottato dai ricercatori per classificare le vittime, cioè se solo omosessuali o anche appartenenti ad altri gruppi sterminati dai nazisti (ebrei, rom, dissidenti politici). In aggiunta a questo, le registrazioni delle ragioni per l'internamento risultano non esistenti in molte aree.

### Popolo romaní

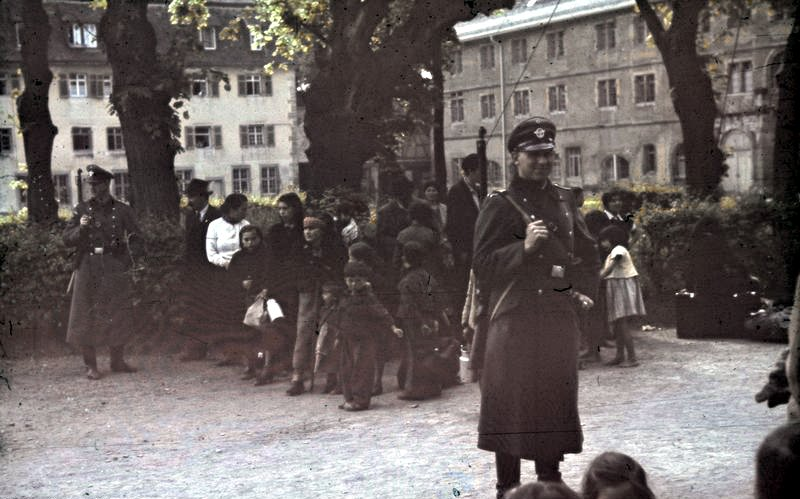
Asperg: Deportazione di rom e sinti nel 1940

La campagna hitleriana di genocidio nei confronti dei popoli zigani principalmente rom e sinti dell'Europa venne vista da molti come un'applicazione particolarmente bizzarra della "scienza razziale" nazista. Gli antropologi tedeschi erano disorientati dalla contraddizione che gli zingari erano discendenti degli originali invasori ariani dell'India, che tornarono poi in Europa. Ironicamente, questo li rendeva, in pratica se non in teoria, non meno ariani della stessa gente tedesca. Questo dilemma fu risolto dal prof. Hans F.K. Günther, uno dei principali scienziati razziali, che scrisse:
Come risultato, nonostante le misure discriminatorie, alcuni gruppi di rom, comprese le tribù tedesche dei sinti e dei lalleri, vennero risparmiati dalla deportazione e dalla morte. I restanti gruppi zingari soffrirono all'incirca come gli ebrei (e in alcuni casi vennero degradati ancor più degli ebrei). Nell'Europa orientale gli zingari venivano deportati nei ghetti ebraici, uccisi dagli Einsatzgruppen delle SS nei loro villaggi, o deportati e gasati ad Auschwitz e Treblinka.

### Testimoni di Geova
I testimoni di Geova, malgrado la "dichiarazione dei fatti" del 1933 indirizzata dai testimoni di Geova al governo tedesco in cui si richiamava l'attenzione di Hitler sul fatto che "Ci sia consentito richiamare l'attenzione sul fatto che in America, dove i nostri libri furono scritti, cattolici ed ebrei si sono alleati nel denigrare il governo nazionale tedesco e nel tentativo di boicottare la Germania a motivo dei principi sostenuti dal partito nazionalsocialista", furono tra i primi a essere presi di mira dallo Stato nazionalsocialista con la deportazione nei campi di concentramento. Essi rifiutavano il coinvolgimento nella vita politica, non volevano dire "Heil Hitler" né servire nell'esercito tedesco.
Nel 1933 la comunità religiosa fu messa al bando e la sua opera di predicazione fu messa fuorilegge. Nell'agosto del 1942, constatando che tutte le misure più drastiche non erano servite né a bloccare le loro attività né a impedire le loro iniziative, Hitler stesso dichiarò con fervore in un discorso che "questa genìa deve essere eliminata dalla Germania". Pur subendo numerosi colpi mortali, i testimoni di Geova non furono sterminati. Da 25 000 all'epoca dell'ascesa al potere nazista, dopo la capitolazione del Reich si contavano ancora 7 000 attivi evangelizzatori. I testimoni di Geova nei campi di concentramento erano identificati con il Triangolo Viola.
Mentre gli altri erano condannati senza alcuna possibilità di salvezza per motivi razziali, politici o morali, solo per i testimoni di Geova era prevista l'opzione della liberazione dal campo di concentramento attraverso una semplice firma di abiura. Pochi però la firmarono, infatti la maggior parte decise di non scendere a compromessi.

### Altre confessioni cristiane
Nel settembre 1943, nel campo di sterminio di Dachau erano registrati 2 644 sacerdoti cattolici di 24 nazionalità (dei quali 843 non fecero ritorno). In altri momenti vi sono stati detenuti anche 2 044 sacerdoti polacchi. È calcolato che complessivamente furono "gasati" o fatti morire 2 579 sacerdoti cattolici, 109 pastori protestanti e 22 popi ortodossi.

### Generalplan Ost
Le popolazioni slave erano tra gli obiettivi dei nazisti, soprattutto per quanto riguarda gli intellettuali e le persone eminenti, anche se ci furono alcune esecuzioni di massa e istanze di genocidio (gli ustascia croati ne sono l'esempio più noto). Durante l'Operazione Barbarossa, l'invasione tedesca dell'Unione Sovietica del 1941-1944, milioni di prigionieri di guerra russi vennero sottoposti ad arbitraria esecuzione sul campo dalle truppe tedesche, in particolare dalle note Waffen SS, o vennero spediti nei molti campi di sterminio per l'esecuzione, semplicemente perché erano di estrazione slava. Migliaia di contadini russi vennero annichiliti dalle truppe tedesche più o meno per le stesse ragioni.

### Aktion T4
Il 24 agosto 1941, Adolf Hitler ordinò la fine del Programma T4 sull'eugenetica nazista. Tale programma comportava l'uccisione sistematica, definita dai nazionalsocialisti «eutanasia», dei malati di mente e i portatori di disabilità a causa di proteste da parte della popolazione tedesca.

### Dissidenti
L'eliminazione dei dissidenti politici iniziò già nel 1933 con l'apertura del campo di concentramento di Dachau, ed ebbe il suo culmine nel 1944, con l'annientamento quasi completo della resistenza tedesca in seguito al fallito attentato a Hitler del 20 luglio 1944.

## Estensione dell'Olocausto
Il calcolo del numero delle vittime dipende anche dal modo in cui la definizione di "Olocausto" è utilizzata. Donald Niewyk e Francis Nicosia scrivono in The Columbia Guide to the Holocaust che il termine è comunemente inteso come l'assassinio di massa e il tentativo di cancellare l'ebraismo europeo, il che porterebbe il numero totale delle vittime quasi a sei milioni, ovvero a circa il 78 % dei 7,3 milioni di ebrei nell'Europa occupata dell'epoca.
La più ampia definizione che include i Rom e Sinti, disabili e malati di mente, gli oppositori o dissidenti politici e religiosi, i prigionieri di guerra e i civili sovietici, gli omosessuali, i Polacchi e gli Slavi porta il totale di morti addirittura a 17 milioni.
Il numero esatto di persone uccise dal regime nazista è ancora soggetto a ulteriori ricerche.

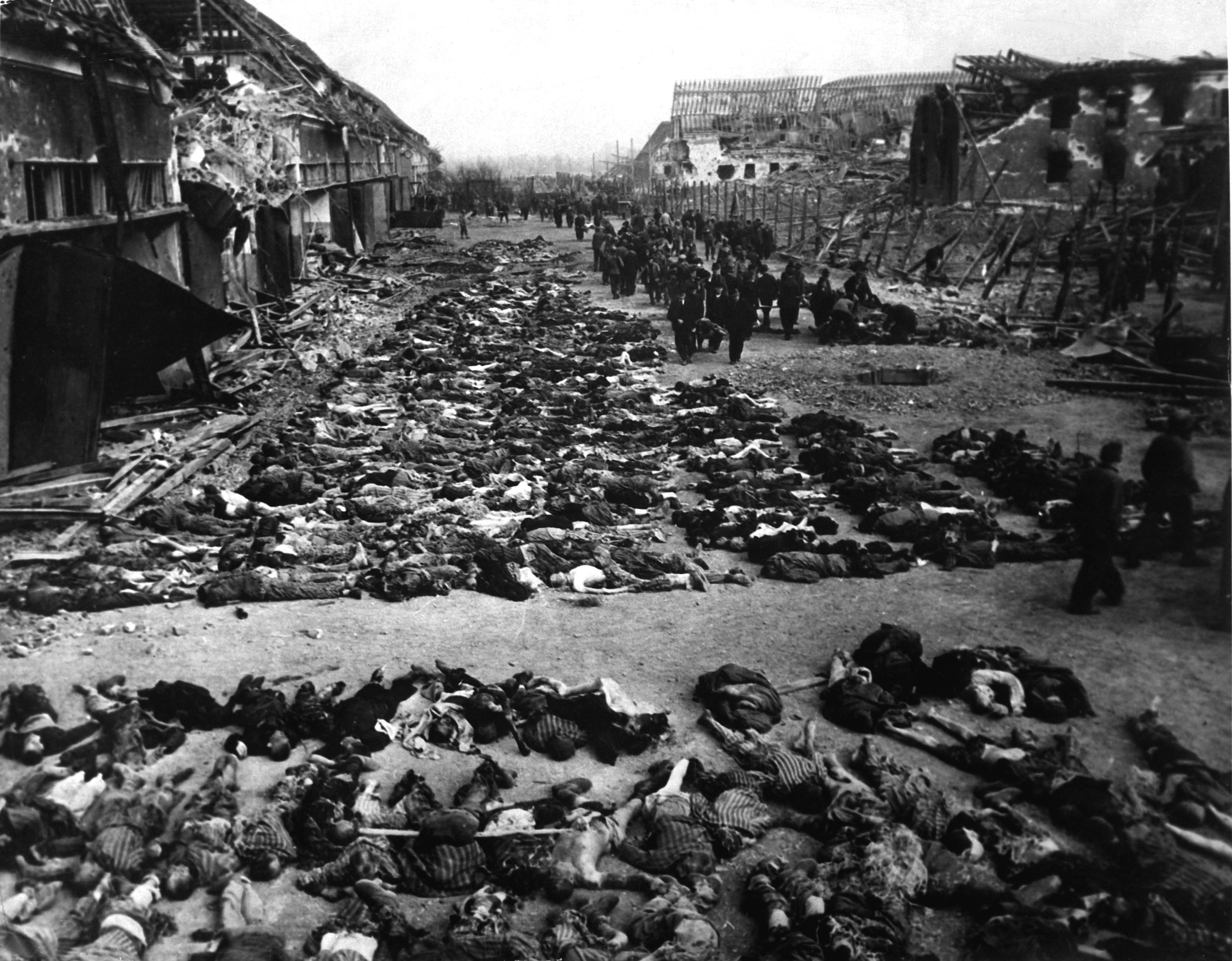
Le Boelcke-Kaserne (baracche Boelcke) a sud-est della città di Nordhaushen, bombardate fra il 3 e il 4 aprile 1945 dall'aviazione britannica causando la morte di 1300 prigionieri. Le baracche costituivano un sottocampo del campo di Mittelbau-Dora. Vi venivano reclusi i moribondi del campo e a partire dal gennaio del 1945 il loro numero crebbe da qualche centinaio a oltre seimila, con una mortalità che arrivava a cento persone al giorno.

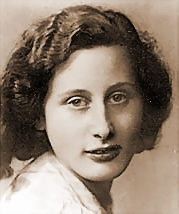
Helga Deen: la sua esperienza di deportata in un campo di concentramento è stata raccontata in un diario – Kamp Vught – dato alle stampe nel 2007. Studentessa diciottenne, fu uccisa assieme a tutta la sua famiglia nel 1943 nel campo di sterminio di Sobibór

| Categoria                       | Numero di vittime     | Fonte del dato                  |
| ------------------------------- | --------------------- | ------------------------------- |
| Ebrei                           | 5,9 milioni           | [ 215 ] [ 216 ]                 |
| Prigionieri di guerra sovietici | 2–3 milioni           | [ 217 ]                         |
| Polacchi non Ebrei              | 1,8–2 milioni         | [ 218 ]                         |
| Rom e Sinti                     | 220000-500000         | [ 219 ]                         |
| Disabili e Pentecostali         | 200000–250000         | [ 220 ]                         |
| Massoni                         | 80000–200000          | [ 221 ]                         |
| Omosessuali                     | 5000–15000            | [ 222 ]                         |
| Testimoni di Geova              | 2500–5000             | [ 223 ]                         |
| Dissidenti politici             | 1-1,5 milioni         | [ senza fonte ]                 |
| Slavi                           | 1-2,5 milioni         | [ 215 ] [ 224 ] [ 225 ] [ 226 ] |
| Totale                          | 12,25 – 17,37 milioni |                                 |

## I triangoli

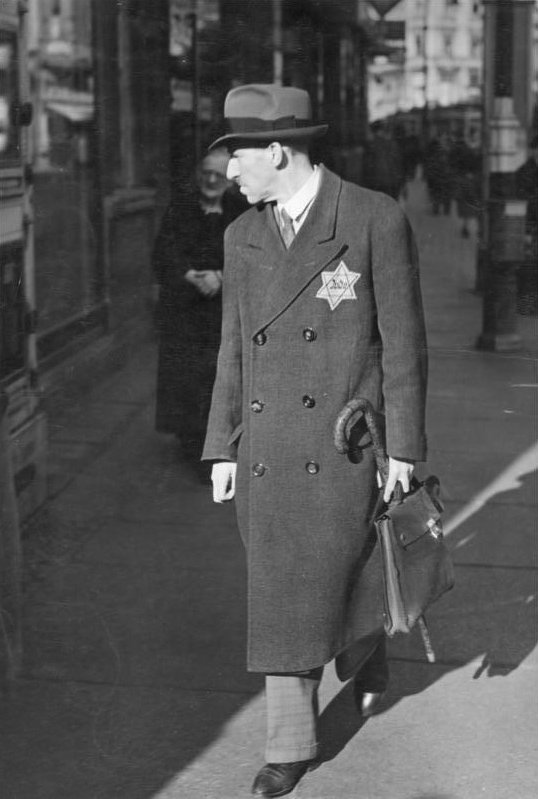
Un uomo con addosso la stella di David usata per identificare gli ebrei (1941)

I prigionieri, al loro arrivo, erano obbligati a indossare dei triangoli colorati sugli abiti, che qualificavano visivamente il tipo di «offesa» per la quale erano stati internati. I più comunemente usati erano:
- Giallo: ebrei (due triangoli sovrapposti a formare una stella di David, talvolta con la parola Jude, "Giudeo", scritta sopra)
- Rosso: oppositori politici
- Verde: criminali comuni
- Viola: testimoni di Geova
- Blu: emigrati, ossia gli oppositori fuoriusciti
- Marrone: popoli romanì
- Nero: i cosiddetti "asociali", ossia lesbiche, prostitute, malati di mente, eccetera
- Rosa: uomini omosessuali, o ritenuti tali

## Interpretazioni storiche
Come per ogni altro evento della storia, gli studiosi continuano a dibattere su cosa sia avvenuto esattamente e perché. Tra le domande principali cui gli storici hanno cercato di dare risposta troviamo:
- Quante persone vennero uccise nell'Olocausto?
- Chi fu coinvolto direttamente nelle uccisioni?
- Chi autorizzò le uccisioni?
- Chi sapeva delle uccisioni?
- Perché la gente partecipò direttamente, autorizzò o accettò tacitamente le uccisioni?

### Funzionalismo e intenzionalismo
Una questione centrale negli studi contemporanei sull'Olocausto è quella del funzionalismo o dell'intenzionalismo. Gli intenzionalisti sostengono che l'Olocausto venne pianificato da Hitler sin dall'inizio. Per i funzionalisti invece, l'Olocausto cominciò nel 1942 come risultato del fallimento della politica di deportazione nazista e delle imminenti perdite militari in Russia. Essi sostengono che le fantasie di sterminio delineate nel Mein Kampf e in altra letteratura nazista furono mera propaganda e non costituivano dei piani concreti.

### L'Olocausto e il consenso della popolazione tedesca
Un'altra controversia è stata avviata dallo storico Daniel Goldhagen, il quale sostiene che la gente comune tedesca conosceva ed era una partecipante volontaria dell'Olocausto, il quale affonderebbe le sue radici in un profondo e antico antisemitismo eliminazionista tedesco. Altri sostengono che mentre l'antisemitismo era innegabilmente presente in Germania, lo sterminio era sconosciuto ai più e dovette essere rafforzato dall'apparato dittatoriale nazista. Lo scrittore ebreo italiano Primo Levi, deportato ad Auschwitz, sostenne che gran parte della popolazione tedesca ignorasse i dettagli dello sterminio, ma che era impossibile che non sapesse che qualcosa di grave stesse accadendo, e che, nel caso davvero non lo sapesse, era perché preferiva non vedere, spesso per garantirsi l'incolumità.

### Il negazionismo dell'Olocausto

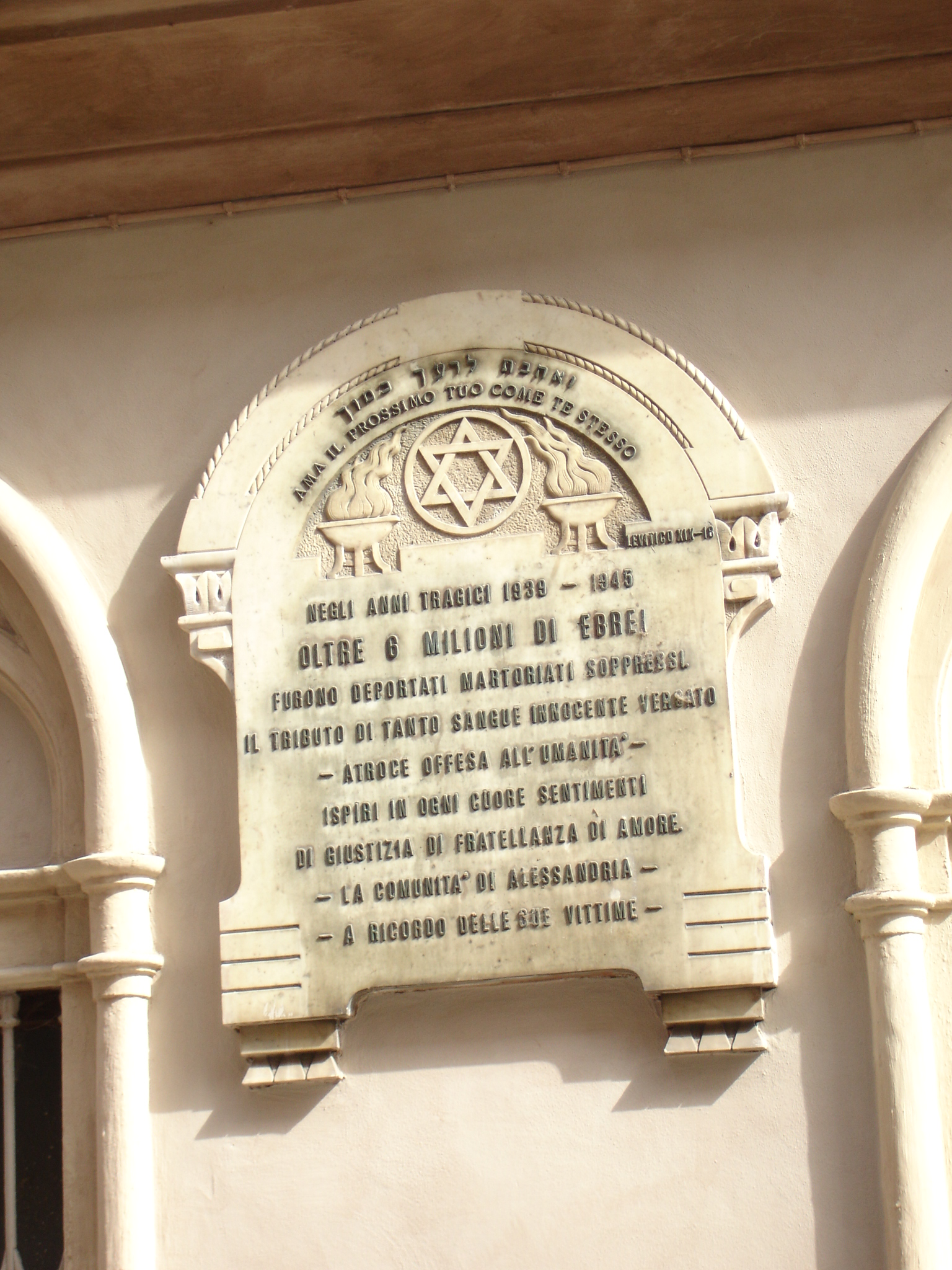
Lapide a memoria dell'Olocausto, collocata sulla facciata della sinagoga di Alessandria (Italia)

Alcuni autori, spesso vicini a movimenti politici antisemiti e di estrema destra, hanno cercato di mettere in discussione la veridicità storica dell'Olocausto. In particolare, sono state contestate le stime internazionalmente accettate sul numero di ebrei morti (reputate irrealistiche per eccesso), la presenza delle camere a gas nei lager nazisti e la deliberata volontà genocida della Germania. Essi sono chiamati negazionisti, poiché negano lo sterminio ebraico, ma preferiscono autodefinirsi revisionisti, cercando deliberatamente di apparire degli storici "neutrali". Le loro posizioni sono ritenute ideologicamente prevenute, minoritarie e non supportate da dati affidabili (o addirittura in netto contrasto con gli stessi) da parte della comunità storica e accademica internazionale.
La maggior parte dei negazionisti ritiene che ai tempi di Hitler fosse in atto una sorta di enorme complotto ebraico-capitalista contro la Germania. Essi negano veridicità anche agli stessi rapporti degli Einsatzgruppen, i reparti speciali inviati dai tedeschi a "ripulire" da ebrei e altre categorie indesiderate le zone conquistate durante le campagne di Polonia e Russia. Allo stesso modo, ritengono che le decine di confessioni degli stessi tedeschi nelle quali si descrivono dettagliatamente i processi dello sterminio siano in realtà false o estorte, così come false sarebbero tutte le testimonianze in merito. I negazionisti considerano inoltre falsi i documenti che i membri del Sonderkommando di Auschwitz (così viene in genere definito il gruppo di ebrei incaricati del funzionamento delle camere e gas e dei forni crematori) lasciarono a futura memoria in diari di fortuna, nascosti in vari contenitori nel terreno del campo di sterminio e ritrovati fra gli anni quaranta e gli anni ottanta del XX secolo. Infine, i negazionisti si sono concentrati anche su questioni apparentemente minori, quali la veridicità del diario di Anna Frank, definito un abile falso, nonostante il manoscritto sia stato sottoposto ad approfondite perizie chimico/fisiche e calligrafiche.
Le affermazioni negazioniste si basano su cosiddette "prove" riconosciute come false e indimostrate dalla ricerca storica internazionale.
Fra i negazionisti vi sono coloro i quali, mossi da motivazioni ideologico-politiche di vario tipo e da dichiarate simpatie neonaziste, negano radicalmente le sofferenze specifiche del popolo ebraico durante il Terzo Reich. Una parte dei negazionisti invece non nega le sofferenze degli Ebrei d'Europa né i crimini di guerra nazisti, ma li ridimensiona enormemente. Secondo i negazionisti una capillare propaganda bellica sarebbe stata imposta al mondo, in modo particolare mediante il Processo di Norimberga, tenuta in vita negli ultimi decenni perché strumentale agli interessi d'alcuni soggetti (USA, URSS e Israele su tutti). Questa particolare interpretazione politico-storiografica ha fatto sorgere anche – a fianco di una ben più nutrita schiera di negazionisti di estrema destra – un filone negazionista di sinistra, particolarmente nutrito in Francia e legato alla casa editrice La Vielle Taupe.
La pubblica esposizione di tesi negazioniste è attualmente un crimine in molti paesi europei: Francia, Spagna, Polonia, Austria, Svizzera, Belgio, Repubblica Ceca, Slovacchia, Romania, Germania, Cipro e Lussemburgo.
Fra i più noti autori di testi negazionisti vi sono: Jürgen Graf (condannato nel 1998 a 15 mesi di prigione da una corte elvetica, fuggì prima in Iran e poi in Russia); David Irving (soccombente in una causa da lui intentata contro Deborah Lipstadt, venne descritto nella sentenza come "antisemita e razzista, associato con l'estremismo di destra che promuove il neonazismo"); Carlo Mattogno (che ha pubblicato gran parte dei suoi studi per case editrici neonaziste) e Paul Rassinier (ex deportato politico socialista, perennemente presentato dai negazionisti come presunta prova del fatto che essi non sono compromessi col nazismo). È da segnalare che anche il fondatore del Movimento Rexista belga Léon Degrelle, volontario nelle Waffen-SS, rifugiato in Spagna dopo la guerra e icona del neonazismo internazionale, abbracciò tesi negazioniste negli anni settanta del XX secolo, e partecipò alle attività della principale pubblicazione negazionista, il Journal of Historical Review.

### Gli archivi sull'Olocausto dell'Organizzazione delle Nazioni Unite alla Wiener Library
(Dan Plesch)
Moltissimi documenti «classificati "top secret"» sull'olocausto e sui crimini di guerra sono stati resi pubblici dalla commissione crimini di guerra delle Nazioni Unite che ha aperto i suoi archivi il 21 Aprile 2017, affidando la documentazione e la digitalizzazione alla Wiener Library for the Study of the Holocaust and Genocide di Londra per la consultazione pubblica.
La notizia che permetterà di riscrivere alcune pagine della storia della Shoah ha avuto un'eco internazionale suscitando soprattutto l'interesse degli storici dell'Olocausto. Gli archivi comprendono un periodo che abbraccia avvenimenti che vanno dal 1943 al 1949, ovvero il periodo in cui la commissione dell'ONU operò con l'identificazione di 37000 criminali di guerra, ma l'accesso ai documenti fu «limitato per motivi politici nei primi giorni della guerra fredda».
Secondo quanto riportato dal giornale britannico The Independent, lo studioso Dan Plesch è convinto che proprio per le prove contenute, quei documenti rappresentano "la bara" del negazionismo.
I documenti saranno per ora solo consultabili via online o presso i terminali della sede della biblioteca Wiener a Londra o presso quelli dell'United States Holocaust Memorial Museum di Washington.
Diverse ed inedite le notizie contenute nei documenti degli archivi ONU, alcune fra le più eclatanti citate da importanti quotidiani o da agenzie di stampa sono:
- Gli alleati sapevano delle atrocità e crimini perpetrati nei campi di concentramento già durante la guerra e non dopo che li liberarono[232] e precisamente due anni prima della loro scoperta.[238]
- Che furono Polonia e Cina per prime a richiedere giustizia e non Gran Bretagna, Stati Uniti e Russia che poi istituirono il processo di Norimberga.[232][236]
- Del ruolo avuto dalla Germania Ovest (o meglio dagli Stati Uniti) nella secretazione degli archivi.[236]
- Adolf Hitler coordinò direttamente i massacri effettuati da unità naziste in Cecoslovacchia; esistono a tal proposito circa 300 pagine con dettagli dei suoi ordini e delle sue dirette responsabilità, tanto da essere incriminato già dal 1944 come criminale di guerra.[236][238]

## Teologia dell'Olocausto
Alla luce dell'enormità di ciò che accadde durante l'Olocausto, vi sono persone che hanno riesaminato la visione teologica classica della bontà divina e dell'intervento divino sul mondo.

## Conseguenze politiche
L'Olocausto ha una serie di ramificazioni politiche e sociali che arrivano fino al presente. Il bisogno di una patria per molti rifugiati ebrei portò una parte di loro a emigrare in Palestina, gran parte della quale sarebbe ben presto diventata il moderno Stato di Israele. Questa immigrazione ha avuto un effetto diretto sugli Arabi della regione, che è discusso negli articoli sul conflitto arabo-israeliano, il conflitto israelo-palestinese e quelli a essi correlati.

## Etica e memoria

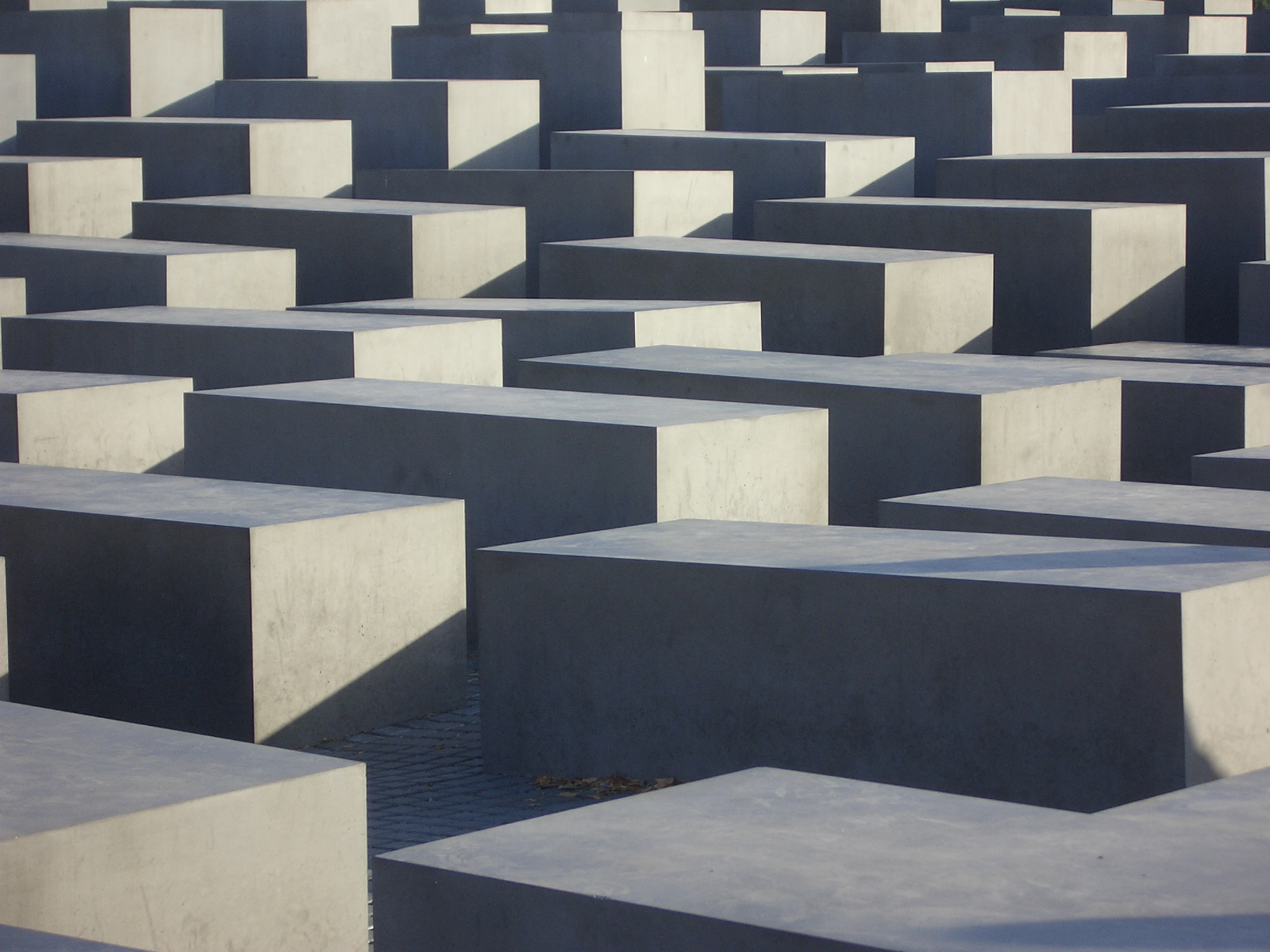
Memoriale per gli ebrei assassinati d'Europa a Berlino

Su questo argomento, è significativa la riflessione di autori quali Theodor Adorno, Jean Améry, Hannah Arendt, Zygmunt Bauman, Dietrich Bonhoeffer, Paul Celan, Emmanuel Lévinas, Primo Levi, Friedrich Kellner, Elie Wiesel.
Nota vittima dell'Olocausto fu anche Anna Frank, una ragazzina ebrea tedesca rifugiatasi in Olanda Settentrionale con la famiglia, che morì nel 1945; ha scritto un diario pubblicato in seguito alla sua morte dal padre, che ha rappresentato una delle più note testimonianze, a livello internazionale, delle persecuzioni naziste.
Emblematica fu anche la figura della filosofa ebrea tedesca Edith Stein, scomparsa ad Auschwitz il 9 agosto 1942. Edith Stein, convertitasi al cattolicesimo e santificata negli anni finali del pontificato di papa Giovanni Paolo II, incarna infatti la figura dell'ebrea convertitasi al cattolicesimo che la follia nazista non esita a opprimere con tutta la sua cieca violenza. La radicalità dei suoi costumi religiosi (era diventata monaca di clausura tra le carmelitane) e la fierezza delle sue posizioni porteranno il Reich hitleriano a perseguitarla e a confinarla ad Auschwitz, dove della sua presenza non rimarrà più traccia.
Diverse associazioni ricordano ancora oggi ai giovani le disastrose conseguenze di quanto accaduto in quel periodo, anche con premi come l'Austrian Holocaust Memorial Award.
Il 27 gennaio, anniversario della liberazione da parte dei soldati sovietici dell'Armata Rossa dei reclusi sopravvissuti del campo di concentramento e sterminio di Auschwitz, viene commemorato nel mondo come Giorno della Memoria, in cui ricordare l'Olocausto.
La memoria dell'Olocausto è preservata oggi in primo luogo attraverso le molte testimonianze delle vittime e dei superstiti dell'Olocausto. Numerosi sono i Diari dell'Olocausto, scritti nel periodo delle persecuzioni e pubblicati, a cominciare dal diario di Mary Berg già nel febbraio 1945 al celeberrimo Diario di Anna Frank nel 1947. Ad essi si aggiungono gli innumerevoli libri di memorie e romanzi sull'Olocausto, tra i quali spiccano a livello internazionale gli scritti di Primo Levi e Elie Wiesel.
Nel 1979 l'organizzazione culturale tedesca Gesellschaft für deutsche Sprache elesse Holocaust ("Olocausto") parola dell'anno.
Gli studi sull'Olocausto sono divenuti un importante campo della ricerca contemporanea, sostenuti da centri specializzati come l'Istituto Yad Vashem di Gerusalemme e il Museo dell'Olocausto di Washington.
Fin dall'inizio anche le arti hanno dato un contributo fondamentale alla preservazione della memoria dell'Olocausto: la musica (con opere di Kurt Weill, Hans Krása, Arnold Schönberg, Luigi Nono), le arti visive (con artisti come Felix Nussbaum, Aldo Carpi, Peter Eisenman), e soprattutto il cinema (con documentari di grande impatto come Notte e nebbia di Alain Resnais e Shoah di Claude Lanzmann; e film famosi come Il grande dittatore di Charles Chaplin, Odissea tragica di Fred Zinnemann, Il giardino dei Finzi Contini di Vittorio De Sica, Arrivederci ragazzi di Louis Malle, Schindler's List - La lista di Schindler di Steven Spielberg, La vita è bella di Roberto Benigni e Il pianista di Roman Polański).
Dal 2012 Miss Holocaust Survivor è un concorso di bellezza che si tiene in Israele per onorare le donne sopravvissute all'Olocausto. L'evento si propone di portare gioia e un momento di celebrazione a queste donne, le cui vite sono state segnate dalla tragedia e dalla perdita durante la Seconda Guerra Mondiale.
Nel 2013 è iniziato un progetto teatrale di testimonianza, chiamato Gli ultimi testimoni (titolo originale in tedesco: Die letzten Zeugen) elaborato per il Burgtheater di Vienna da Doron Rabinovici e Matthias Hartmann, con la lettura da parte di attori del Burgtheater delle memorie di sei sopravvissuti all'Olocausto. Verso il termine dello spettacolo gli stessi anziani testimoni, presenti in teatro prendono la parola.